# Liste von Persönlichkeiten aus Lugano
Diese Liste enthält Persönlichkeiten, die in Lugano ihren Wirkungskreis hatten, ohne dort geboren zu sein. Die Liste erhebt keinen Anspruch auf Vollständigkeit.

## Persönlichkeiten
(Sortierung nach Geburtsjahr)

### Geistliche

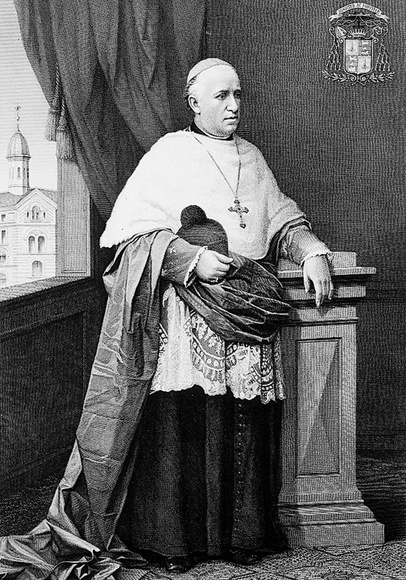
Bischof Eugène Lachat; zeitgenössischer Stich.

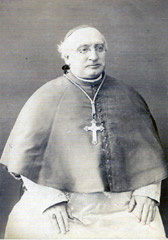
Bischof Vincenzo Molo (1901)

Niklaus Bolt ca. im Jahr 1935

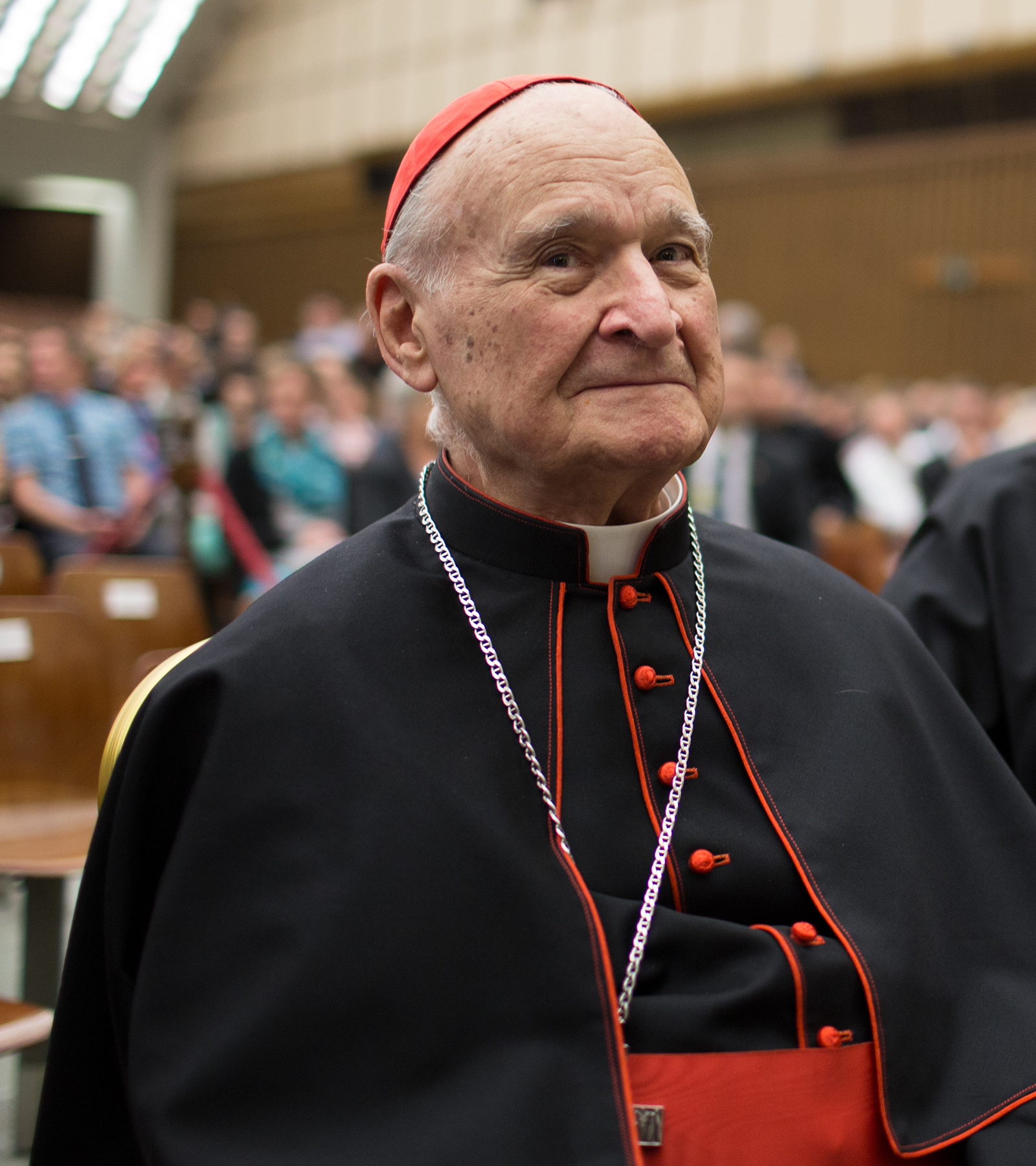
Gilberto Kardinal Agustoni (2013)

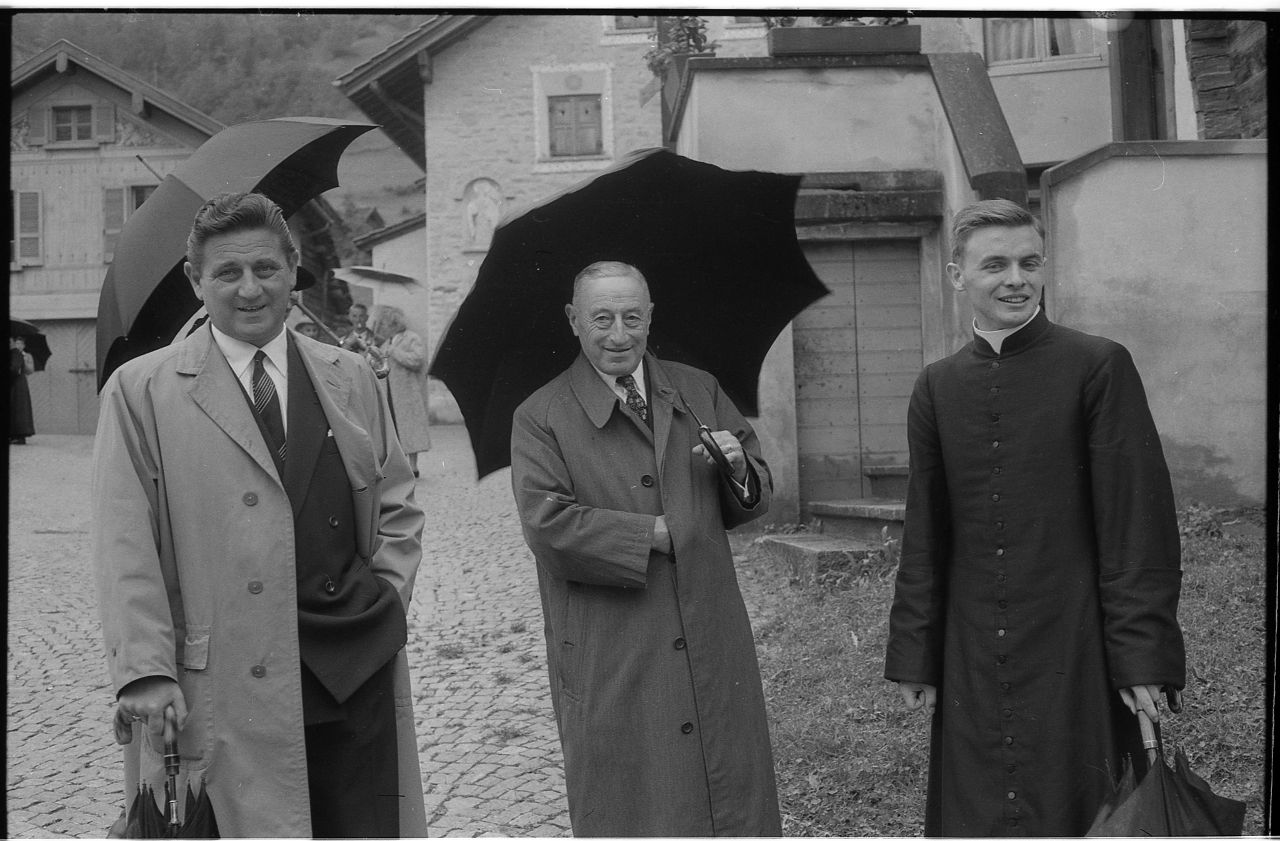
Alberto Stefani und Mons. Eugenio Corecco

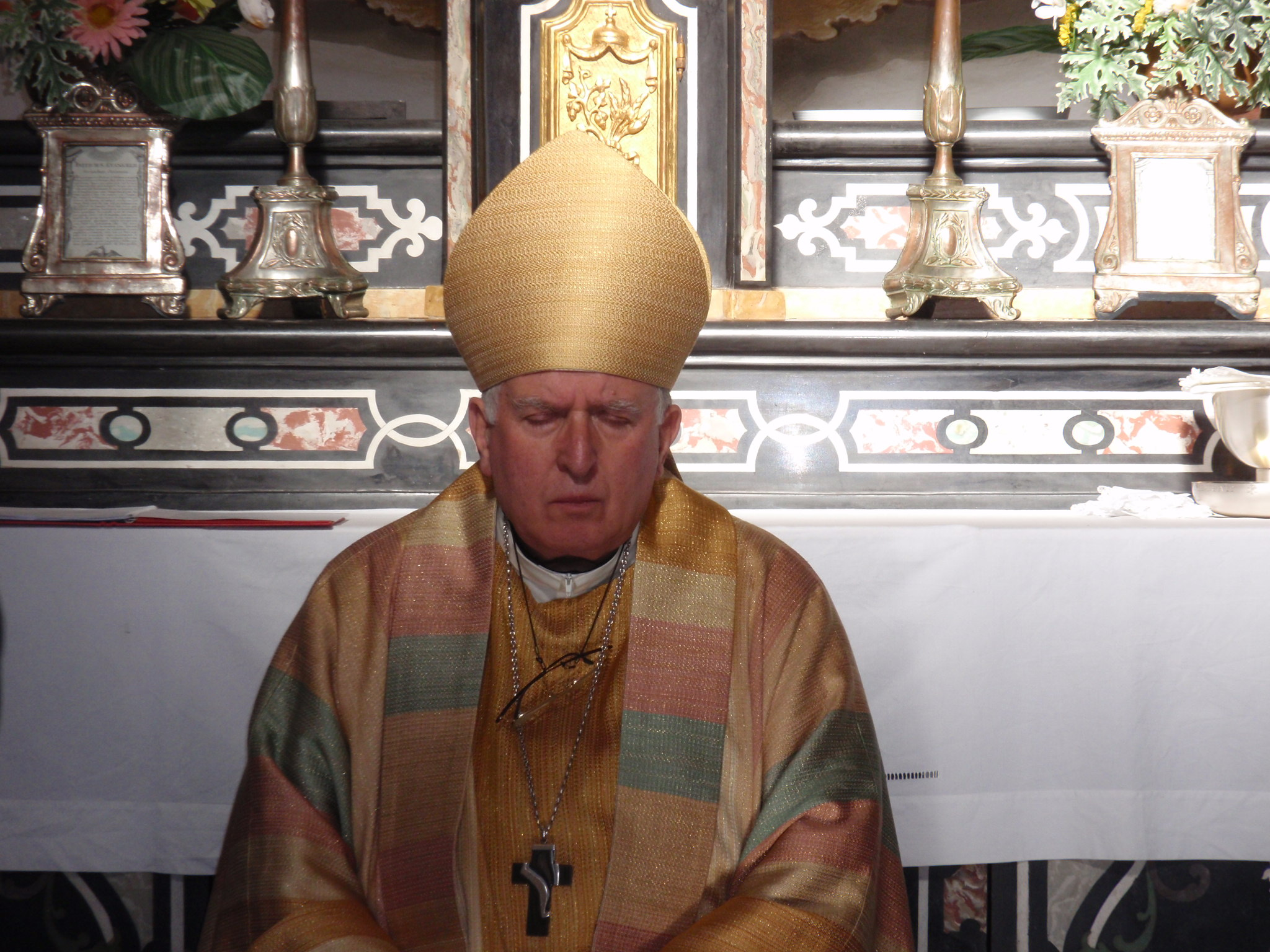
Pier Giacomo Grampa (2011)

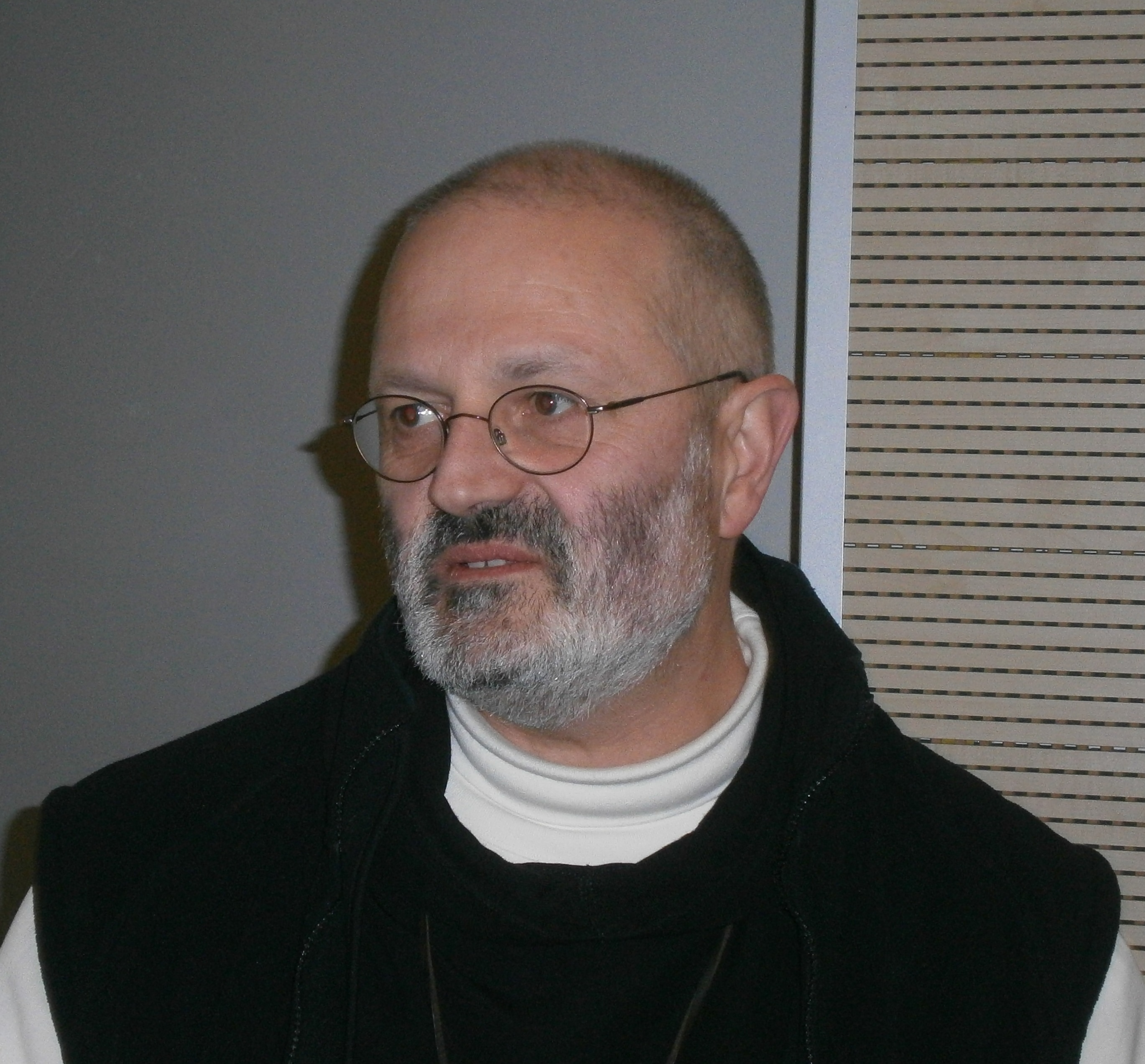
Mauro-Giuseppe Lepori, Varese, 2015

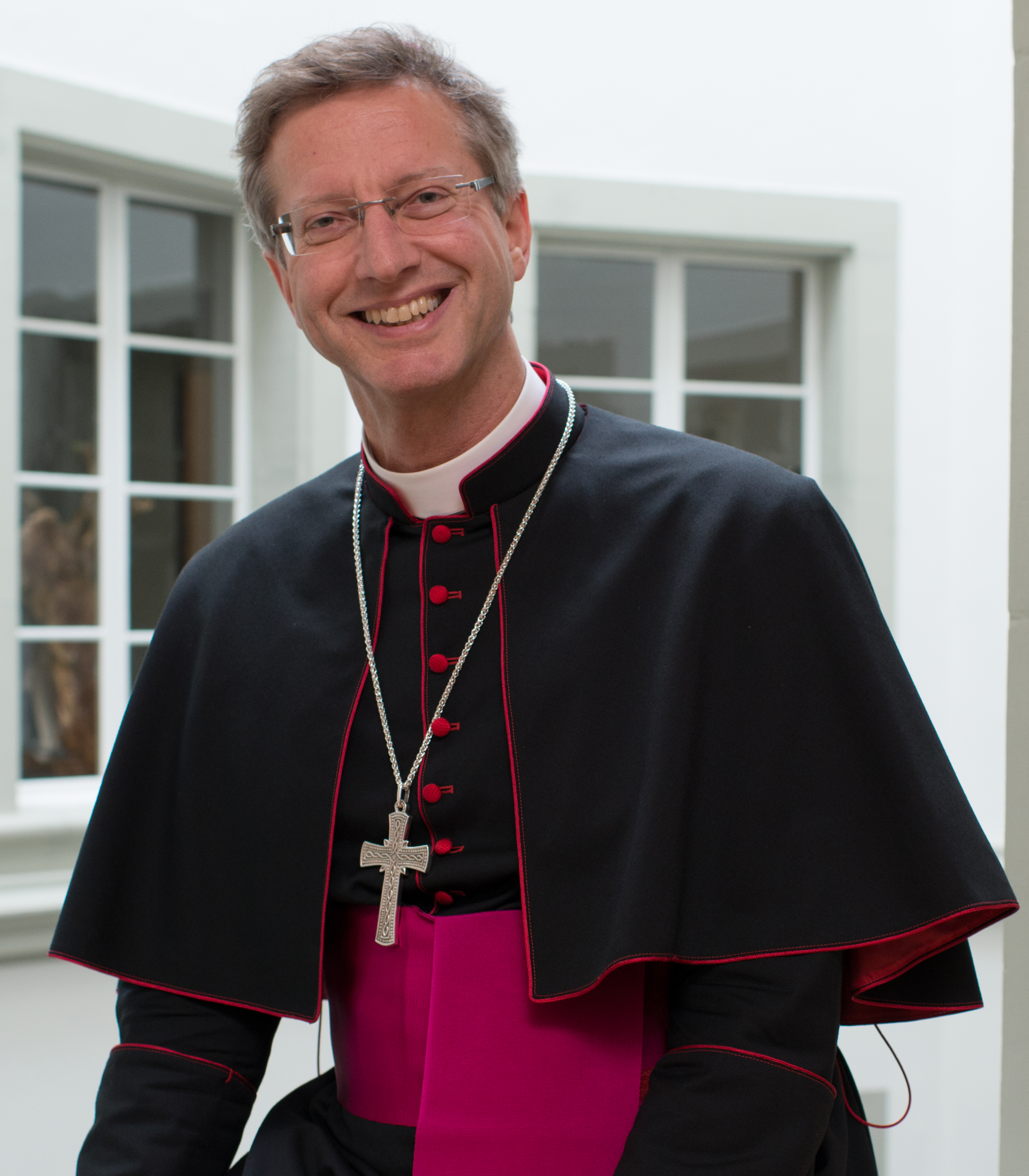
Weihbischof Alain de Raemy (März 2014)

- Giovanni Moghini (* um 1560 in Sigirino; † 16. März 1627 in Lugano ?), Kanoniker der Stiftskirche San Lorenzo von Lugano, Pfarrer von Bironico, gab sein Vermögen dem Krankenhaus von Lugano[1]
- Flaminio Bosia (* um 1600 in Mendrisio; † nach 1645 in Lugano), Erzpriester der Stiftskirche San Lorenzo von Lugano (1634–1645)
- Giorgio Rusca (* um 1610 in Torricella; nach 1698 in Lugano), Enkel von Bernardino, Doktor beider Rechte, Chorherr der Stiftskirche San Lorenzo von Lugano nach 1649, erwähnt 1653 in Rom, er soll gegen 1698 handschriftliche Chroniken über das Luganesische geschrieben haben[2]
- Giuseppe Pozzi (* um 1725 in Riva San Vitale; † nach 15. Februar 1792 in Lugano), Priester, Wohltäter des Spitals von Lugano, vermachte 15000 Lire für die Gründung einer unentgeltlichen Zeichenschule[3]
- Diego Girolamo Maderni (vor 1725–1761), Provinzialminister der Mailänder Kapuziner
- Gian Alfonso Oldelli (1733–1821), Hochschullehrer, Heimatforscher und Provinzialminister der Kapuziner
- Gaetano Martinelli (* um 1740 in Alatri; † 1795 in Lugano ?), Prediger in Lugano[4]
- Giovanni Fraschina (1750–1837), Kapuziner, KapuzinerGeneralsuperior und Erzbischof von Korinth
- Eugène Lachat (1819–1886), römisch-katholischer Bischof von Basel, Apostolischer Administrator des Bistums Lugano und Titularerzbischof von Tamiathis
- Vincenzo Molo (1833–1904), Bischof und Apostolischer Administrator des Kantons Tessin
- Severino Pisoni (* 20. Oktober 1837 in Ascona; † 3. Oktober 1915 in Lugano), Erzpriester von Ascona, Domherr von Lugano, Erzpriester von Lugano, Generalvikar des Kantons Tessin[5]
- Giuseppe Oliva (* 11. November 1851 in Carabbia; † 6. September 1922 in Lugano), Priester, Vizerektor des Priesterseminars von Lugano, Domherr von Lugano, Journalist des Zeitschrifts Il Credente Cattolico[6]
- Rodolfo Tartini (1855–1933), Generalvikar des Kantons Tessin, Publizist
- Niklaus Bolt (1864–1947), reformierter Schweizer Pastor und Jugendschriftsteller
- Alfredo Noseda (* 22. April 1869 in Vacallo; † 4. Februar 1955 in Lugano), Feldprediger, Geistlicher und Apostolischer Administrator des Kantons Tessin[6][7]
- Angiolo Pometta (* 16. April 1871 in Broglio (heute Gemeinde Lavizzara); † 1. August 1951 in Lugano), Journalist, Domherr von Lugano, Rektor des Priesterseminars von Lugano[8][9]
- Aurelio Bacciarini (1873–1935) Bischof und Apostolischer Administrator des Kantons Tessin
- Emilio Cattori (* 23. März 1889 in Sonogno; † 2. Dezember 1968 in Lugano), Priester, Pfarrer von Rossura, Kanoniker der Kathedrale San Lorenzo von Lugano, Bischofsvikar[10]
- Angelo Jelmini (1893–1968), 1927 Direktor des Oratorio maschile von Lugano, Theologe, Bischof und 1935–1968 Apostolischer Administrator des Kantons Tessin
- Martino Signorelli (* 10. Juli 1896 in Prato-Sornico; † 14. November 1975 in Locarno), Priester, Pfarrer von Muzzano, Domherr von Lugano, Rektor des Seminars von Lugano, Lokalhistoriker[11]
- Aurelio Gabelli (* 16. Juni 1900 in Semione; † 29. Juli 1974 ebenda), Priester, Pfarrer von Breganzona, Journalist der Zeitung Giornale del Popolo, Rektor des Priesterseminars von Lugano[12]
- Guido Rivoir (1901–2005), Waldenser Pastor, Wohltäter, Politiker, Tessiner Grossrat
- Alfredo Leber (1902–1983), Priester, Journalist, Direktor der Zeitung Giornale del Popolo, Ehrendoktor der Päpstliche Lateranuniversität
- Giuseppe Martinoli (1903–1994), Apostolischer Protonotar, Bischof von Campli und Bischof des Bistums Lugano
- Raffaele Forni (1906–1990), Titularerzbischof von Egina (Ägina), erster Internuntius nach Iran, Apostolischer Nuntius in Venezuela, Uruguay und Syrien (1966).
- Luigi Del Pietro (* 1. Juli 1906 in Calpiogna; † 29. August 1977 in Lugano), Priester, Journalist, Syndikalist[13][14][15]
- Corrado Cortella (* 12. Oktober 1910 in Muralto; † 21. März 2004 in Lugano), aus Losone, Erzpriester von Lugano, Direktor der Caritas Ticino[16]
- Giuseppe Gallizia (1915–2007), Ehrenkanoniker der Kathedrale San Lorenzo (Lugano), Archivar, Lokalhistoriker, Autor, Kaplan an der Altersheim Ca’ Rezzonico von Lugano
- Isidoro Marcionetti (1916–1999), Priester, Pfarrer, Gymnasiallehrer, Prediger und Kunsthistoriker
- Gilberto Agustoni (1922–2017), Titularerzbischof von Caorle, Konsultor der Bischofskongregation und Kardinal
- Arnoldo Giovannini (* 2. April 1922 in Rivera TI; † 18. März 2013 in Lugano), Kanoniker der Kathedrale San Lorenzo (Lugano), 1945–1955 Sekretär des Bischofs Angelo Jelmini, Erzpriester von Lugano, Präsident der Fondazione Giuseppe Rossi Ospedale Malcantonese[17][18]
- Giovanni Pozzi OFMCap (1923–2002), Kapuziner, Professor für Italienische Literatur an der Universität Freiburg (Schweiz), Publizist
- Ernesto Togni (1926–2022), Schweizer Geistlicher und römisch-katholischer Bischof von Bistum Lugano
- Franco Biffi (* 5. November 1926 in Caneggio; † 26. April 2005 in Morbio Inferiore), Priester, Journalist, Mitglied der Gewerkschaft Organizzazione Cristiano Sociale ticinese OCST, Professor und Rektor der Päpstliche Lateranuniversität in Rom, Publizist[19][20]
- Luigi Mazzetti (* 17. Februar 1927 in Rovio; † 12. April 2021 in Lugano), Priester, Pfarrer von Novazzano und Morbio Inferiore, 1989 Gründer der Fondazione Madras-Morbio Inferiore, Kanoniker der Kathedrale San Lorenzo (Lugano), 2004–2014 Präsident des Consiglio di Amministrazione della Fondazione Luogo Pio G. Riziero Rezzonico, Kaplan an der Altersheim Ca’ Rezzonico von Lugano[21][22]
- Luigi Cansani (1927–2017), Priester, Pfarrer, Musiker, Komponist, Organist und Chorleiter der Kathedrale San Lorenzo (Lugano)
- Giuseppe Torti (1928–2005), Erzpriester der Stiftskirche Santi Pietro e Stefano von Bellinzona, Präsident der Caritas Diocesana, Bischof des Bistums Lugano
- Ernesto Storelli (* 21. Juli 1929 in Brissago; † 5. Dezember 2023 in Lugano), Priester, Kanoniker der Kathedrale San Lorenzo (Lugano), ehemaliger Vikar des Bischofs von Lugano[23]
- Eugenio Corecco (1931–1995), Präsident der Caritas Diocesana, Bischof des Bistums Lugano
- Carlo Quadri (* 22. Juli 1931 in Tesserete; † 7. Januar 2024 in Savosa), Lizenziat der Theologie in Rom, Priesterweihe 11. April 1955 in Caslano, 1967 Propst der Pfarrei Lamone, Bischofsvikar für Malcantone und Vedeggiotal, Kanoniker der Kathedrale San Lorenzo von Lugano, ehemaliger Richter des Kirchengerichts, Kanzler und Ökonom des Bistums Lugano bis September 2014[24][25]
- Sandro Vitalini (* 27. Februar 1935 in Campione d’Italia; † 5. Mai 2020 in Lugano), Priester, Theologe, Generalprovikar der Dioezese Lugano, Dozent an der Universität Freiburg (Schweiz)[26][27]
- Pier Giacomo Grampa (1936), Priester, Theologe, ehemaliger Bischof des Bistums Lugano
- Mauro-Giuseppe Lepori (1959), Priester, Theologe, Generalabt der Zisterzienser
- Alain de Raemy (1959), Schweizer römisch-katholischer Geistlicher und Weihbischof in Lausanne, Genf und Freiburg, Apostolischer Administrator des Bistums Lugano
- Valerio Lazzeri (1963), Priester, Theologe, ehemaliger Bischof des Bistums Lugano

### Politiker, Jurist, Diplomat, Militär
- Johannolus de Zezio de Hosteno (* 1320 in Osteno; † nach 1365 in Lugano), Rechtsanwalt und Notar[28]
- Antonio «de Pischariis» (* um 1340; † nach 29. April 1387), Vikar des Herzogs von Mailand in Lugano[29]
- Ubertino «de Bonipertis» (* um 1360; † nach 1. März 1403), Vikar des Herzogs von Mailand in Lugano[30]
- Adelfamilie Rusca, Rusconi. 
  - Lotterio Rusca (≈1360–1419 in Schloss von Castel San Pietro), Sohn von Franchino, Podestà von Mailand, Reichsvikar in Como, kaiserlicher Statthalter von Como und des ganzen Gebiets des Bistums Como; Herr der Grafschaft Lugano e valli und der Pievi Riva San Vitale und Balerna, sowie die Schlösser von Morcote, Capolago, Castel San Pietro, Schloss und Dorf Sonvico, das Tal von Chiavenna mit seinem Schloss, ferner dem Turm von Olonio; man schreibt ihm auch den Bau eines Schlosses in Lugano, der Einsiedelei und des Turms San Nicolao in Mendrisio zu[31][32]
  - Lancillotto Rusca (* um 1405 in Bironico, erstmals erwähnt um 1431 in Lugano; † nach 1466 in Lugano), Anwalt und Notar, Generalrat der Landschaft Lugano, wichtiger Führer der Ghibellinen[33]
  - Jacobus Rusca (* um 1445 in Como; † nach 1490 ebenda), Hauptmann, Gouverneur der Val Lugano, er gehörte dem Gerichtskollegium von Como[34]

- Bixio Crivelli (* um 1390 in Mailand; † nach 1429 ebenda), Adel, Militär, Gouverneur des Val Luganos[35]
- Giorgio de Camperiis (Campari) (* um 1390 in Modena; † nach dem 7. Januar 1437 ebenda), Vikar und Hauptmann von Lugano e Valli[36][37]
- Aloisio Sanseverino (* gegen Ende des 14. Jahrhunderts in Neapel; † 27. April 1447 in Mailand), Adel, Militär, Heerführer im Dienst des Mailänder Herzogs Filippo Maria Visconti, dominus Lugani et Vallis[38]
- Biagio Altomonte (* um 1400 in ?; † nach 1452 in Mailand ?), Militär, Generalleutnant von Lugano im Dienste von Luigi Sanseverino[39]
- Luigi Belloni (* um 1410; † nach 1454), Schiedsrichter, Gouverneur von Grafschaft Lugano e Valli[40][41]
- Familie Origoni. 
  - Jacobus Origoni (* um 1410 in Varese?; † nach 1463 in Lugano), Schatzmeister des Val Luganos[42]
  - Aloisio Origoni (* um 1440; † nach 16. April 1478), Vikar zu Lugano[43]
  - Giovan Pietro Origoni (* um 1445; † nach 1491), Hauptmann und Gouverneur von Lugano e Valli[42]

- Andrea de Foligno (* um 1420 in Foligno; † nach 1467 ebenda), Gouverneur des Luganertals für den Herzog von Mailand Galeazzo Maria Sforza[44]
- Francesco Pagnano (* um 1430 in Mailand; † nach 1496 ebenda), Militär, Hauptmann, Kastellan von Locarno, Gesandter des Herzogs von Mailand nach Luzern, Gouverneur des Luganertals und von Como[45]
- Baldassare von Como oder de Cemo (* um 1430 in Como; † nach 1478 ebenda), Gouverneur von Lugano e Valli[46]
- Giovanni Battista Ballarini (* um 1435 in Como; † nach 1477 ebenda), Advokat, Gouverneur des Luganertals[47]
- Marsiglio de Marsiliis (* um 1440 in Bologna; † nach 1484 ebenda), Doktor der Rechte, Bevollmächtigter von Roberto Sanseverino d’Aragona, Gouverneur von Lugano e Valli[48]
- Cristoforo dei Barni (* um 1450 in Lodi (Lombardei) † nach 1493 ebenda), Generalvikar, Podestà von Lugano[49]
- Antonio Crivelli (* um 1450 in Mailand; † nach 1497 in Lugano), herzoglicher Kommissar in Como, Hauptmann in Lugano[50]
- Bernardino Guazio (* um 1455 in Valenza; † nach 1503 ebenda), Jurist, Ritter, Gouverneur von Lugano, Kommissar von Bellinzona[51]
- Donato de Carcano (* um 1460 in Mailand; † nach 1499 ebenda), Gouverneur der Hälfte des Luganertals[52]
- Ettore de Fieramonte (* um 1450 in Cotignola; † nach 1499 ebenda), letzter Gouverneur für die Sforza in Lugano[53]
- Giovanni Battista Ballarini (* 1480 in Como; † 1555 in Locarno?), nahm mit den Franzosen teil an der Einnahme von Lugano und des Schlosses Capolago[54]
- Jakob Feer (1472–1541) stammte aus der Patrizier-Familie Feer. Er war Kleinrat, Landvogt, Schultheiss und Tagsatzungsgesandter und Landvogt zu Lugano.
- Johannes Escher (* um 1490 in Zürich; † nach 20. Oktober 1539 ebenda), Landvogt zu Lugano[55]
- Kaspar Imhof (* um 1500 in Uri; † nach 14. März 1542 ebenda), Landvogt zu Lugano[56]
- Hieronimus Frick (* um 1510 in Bern; † nach 23. Mai 1548 ebenda), Landvogt zu Lugano[57]
- Peter a Pro (* um 1510 in Seedorf UR; † 19. November 1585 ebenda), Landammann von Uri, Landschreiber der Landvogtei Lugano, Militär in französischen Diensten, Oberst, Wohltäter[58]
- Franz Rudella (* um 1528 in Freiburg im Üechtland; † zwischen dem 24. Mai und 1. August 1588 ebenda), Landvogt von Lugano, Autor der Grosse Freiburger Chronik[59]
- Hans Heinrich von Schmid (* 1542 in Zürich; † 1590 ebenda), Sohn von Andreas, Ratsherr und Vogt zu Männedorf 1583, Vogt zu Lugano 1586, Gesandter Savoyen 1560[60]
- Johann Konrad von Beroldingen (* 1558 in Beroldingen (Gemeinde Seelisberg); † 23. August 1636 in Novara), Militär, Oberst, Landschreiber von Lugano, Urner Landammann[61][62]
- Johann von Roll (* 1573 in Solothurn; † 28. Oktober 1643 ebenda), Landvogt von Lugano[63]
- Heinrich Püntener (* um 1590 Altdorf UR; † 21. Mai 1656 ebenda), Landvogt von Lugano[64]
- Sebastian von Beroldingen (* um 1600 in Altdorf (UR); † um 1675 ebenda ?), Landeshauptmann und Kanzler in Lugano[65][66]
- Johann Josef von Beroldingen (* ca. 1625 in Altdorf (UR); † 1676 in Portugal), Landeshauptmann und Kanzler in Lugano[67][68]
- Johann Jakob Josef Glutz (* 7. November 1662 in Solothurn; † 10. Februar 1723 ebenda), Landvogt zu Lugano, Schultheiss[69]
- Franz Maria Josef Leonz Crivelli (* 8. September 1696 in Altdorf (UR); † 10. November 1771 ebenda), Landammann, Landvogt in Lugano[70]
- Giuseppe Vanelli (* um 1736 in Grancia; † 29. April 1799 in Lugano (ermordet)), Priester, Journalist, Publizist, er galt als revolutionärer Jakobiner und Cisalpiner[71]
- Jost Remigi Trachsler (* 5. April 1737 in Neapel; † 21. Oktober 1812 in Stans), Landvogt in Lugano[72]
- Lodovico Visetti-Gorini (* um 1760 in Mendrisio; † 31. Oktober 1824 in Lugano), Hauptmann im Regiment Salis in französischen Diensten, Ritter der Ehrenlegion, Wohltäter; machte den Spitälern von Lugano und Mendrisio grosse Nachlässe[73]Heinrich Zschokke (1842)

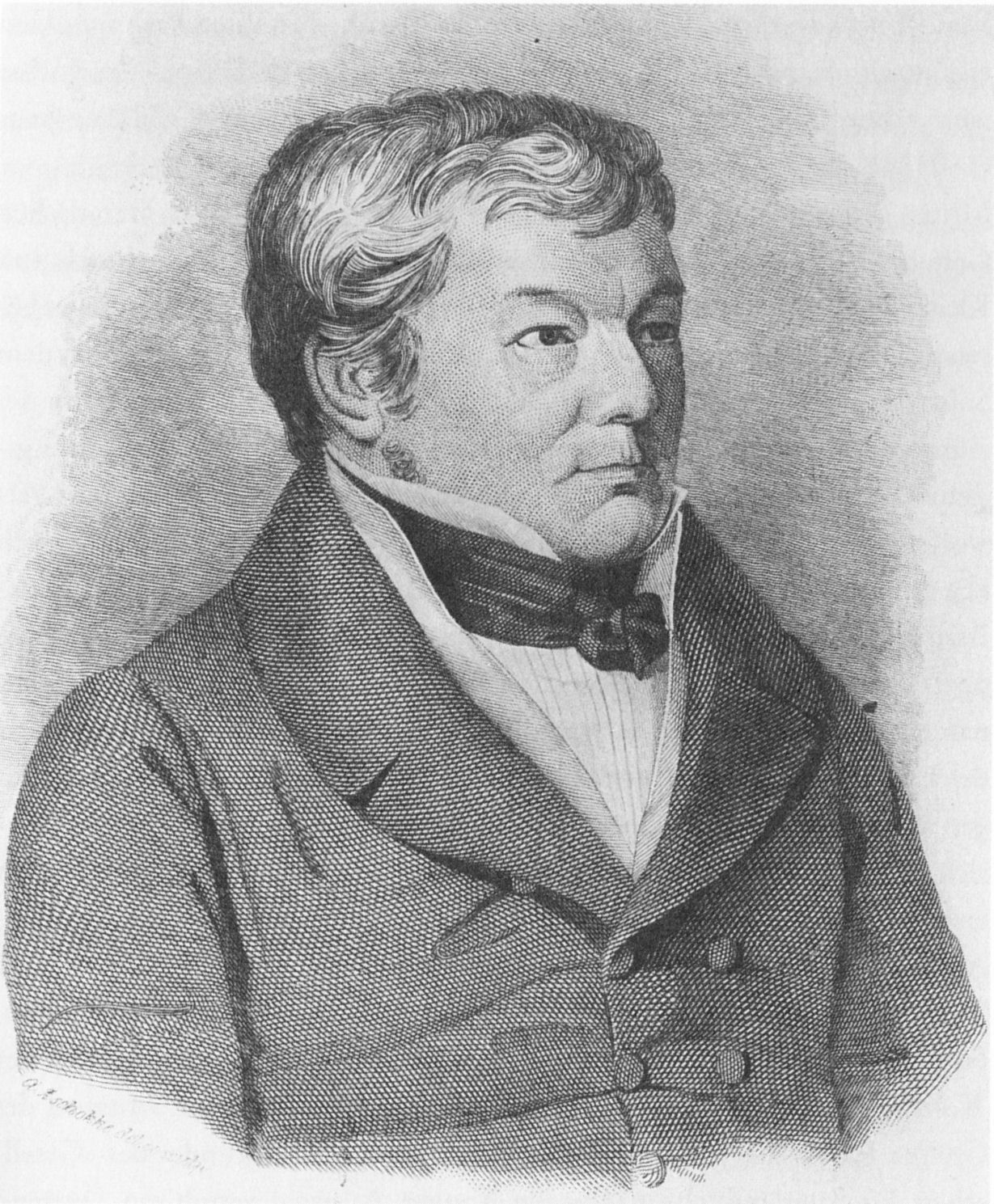
Heinrich Zschokke (1842)

- Giovanni Giorgio Beroldingen (* um 1770 in Altdorf; † nach 1805 ebenda ?), Ritter des St.-Stephans-Orden (Toskana)s[74]
- Heinrich Zschokke (1771–1848), auch Johann von Magdeburg und Johann Heinrich David Zschokke genannt, deutscher Schriftsteller, Politiker und Pädagoge; im Jahre 1800 Regierungskommissar im Kanton Tessin
- Antonio Albrizzi (* 31. März 1773 in Torricella; † 1. Juli 1846 in Lugano), Rechtsanwalt und Notar[75]
- Giacomo Ciani (1776–1868), Bankier, Wohltäter, Politiker und Nationalrat
- Carlo Zucchi (* 10. März 1777 in Reggio Emilia; † 19. Dezember 1863 ebenda), Freimaurer, italienischer General, Flüchtling in Lugano (1848)
- Filippo Ciani (1778–1867), Kaufmann, Bankier, Wohltäter, Politiker, Tessiner Grossrat und Staatsrat
- Carlo Pisani Dossi (* 7. Mai 1780 in Pavia; † 28. Januar 1852 in Mailand), Politiker, Revolutionär, wohnte in Lugano[76] Stefano Franscini Carlo Cattaneo

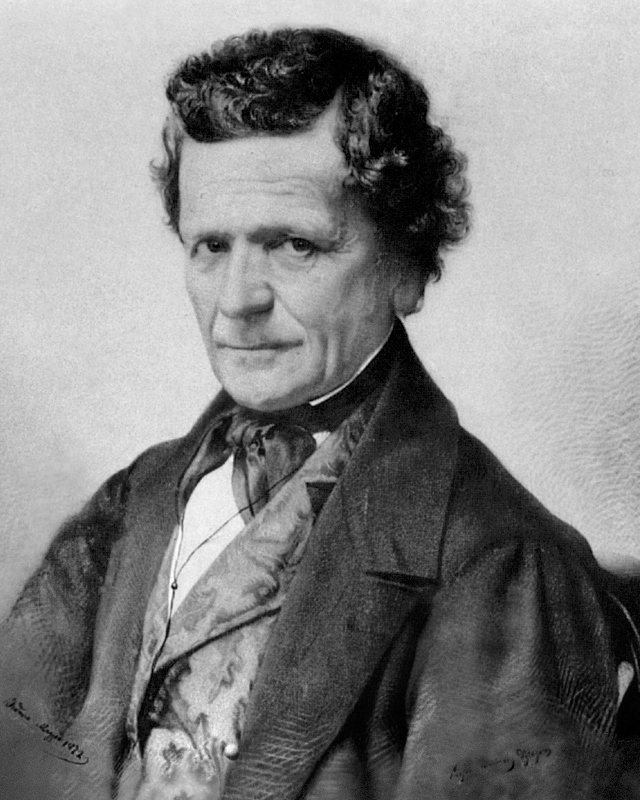
Stefano Franscini

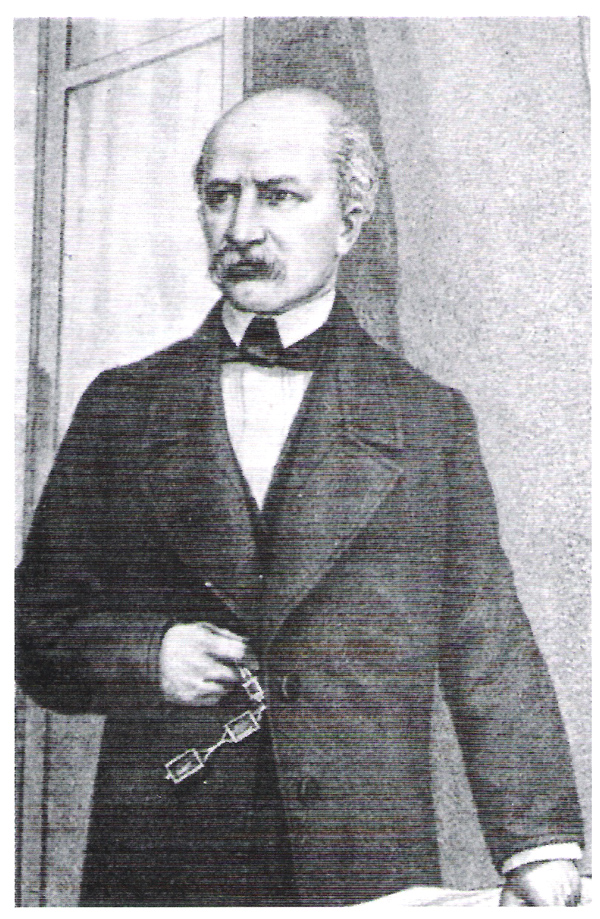
Carlo Cattaneo

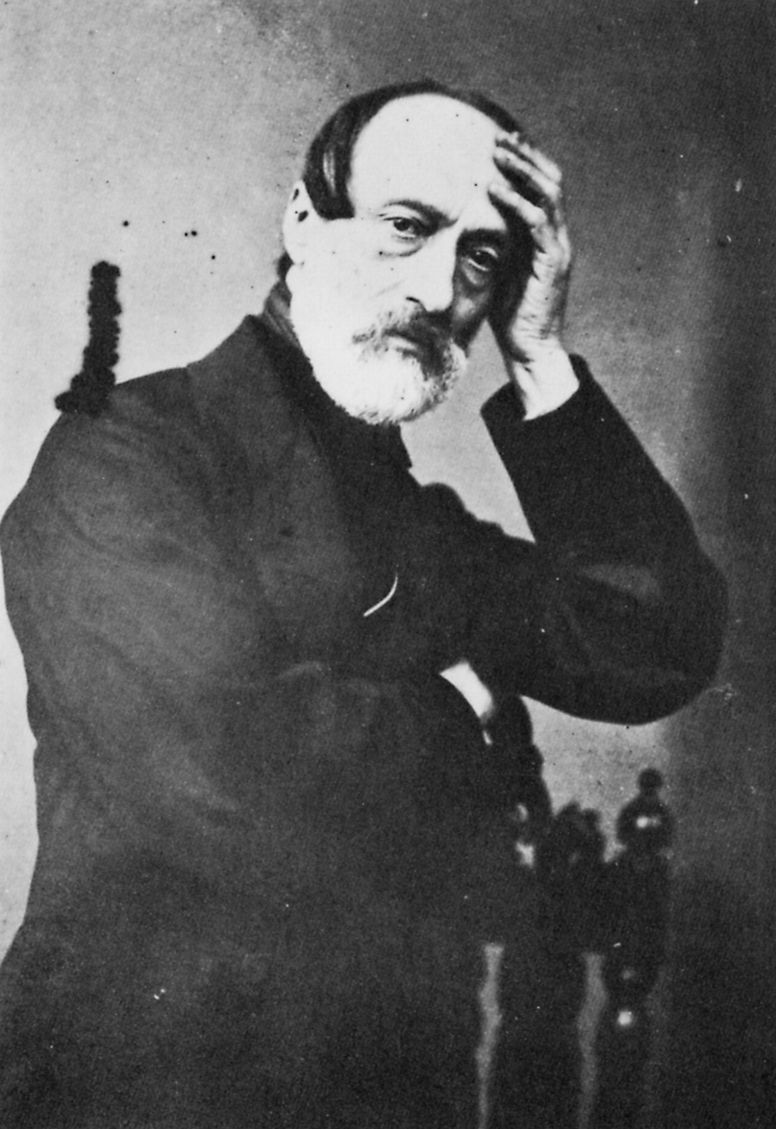
Giuseppe Mazzini

- Giovan Battista Pioda (1786–1845), Anwalt, Militär, Politiker, Grosser Rat (Tessin) und Staatsrat
- Giovanni Battista Passerini (* 26./27. September 1793 in Casto; † 16. September 1864 in Zürich), ab 1839 von Zürich. Sohn des Giacomo und der Lucia Zanetti. 1840 heiratete Maria Hardmeyer, Sängerin, von Zürich, Wissenschaftler der Philosophie arbeitete er mit den Tessiner Druckereien Ruggia und Tipografia della Svizzera italiana in Lugano[77]
- Giovanni Re (* 1793 in Belgioioso; † nach 1833 in Lugano ?), Politiker, Journalist, Anhänger Mazzinis[78]
- Francesco Pastori (* 15. Juli 1794 in Parma; † 23. April 1847 ebenda), Politiker, Journalist, Anhänger Mazzinis[79]
- Carlo Alberto Lancetti (* 7. Mai 1796 in Cremona; † 15. Oktober 1838 in Mailand), Politiker, Journalist, Anhänger Mazzinis[80]
- Stefano Franscini (1796–1857), Politiker, Staatsrat, Bundesrat, Schullehrer, Publizist und Statistiker
- Carlo Rovida (* um 1800 in Mailand; † nach 1834 in Lugano), Priester, Pfarrer von Claino (1823–1831), Carbonar, Flüchtling in Lugano, hier gründete den Zeitschrift Corriere Svizzero[81]
- Maurizio Quadrio (1800–1876), italienischer Freiheitskämpfer, Politiker und Journalist
- Carlo Cattaneo (1801–1869), italienischer Patriot, föderalistisch gesinnter Republikaner, Schriftsteller und Philosoph des Risorgimentos
- Ermenegildo Ortalli (* 28. August 1801 in Parma; † 14. Mai 1869 ebenda), Politiker, Flüchtling, Anhänger Mazzinis[82]
- Camillo Landriani (* 30. Juni 1803 in Pavia; † 14. Dezember 1871 in Lugano), Professor und Verschwörer, Wohltäter gründete das Institut für Handelsstudien und moderne Sprachen (heute Istituto Elvetico) in Lugano[83][84]
- Teresa Berra (* 22. März 1804 in Mailand; † 26. Oktober 1879 ebenda), italienische Patriotin, wohnte in Lugano[85]
- Giuseppe Mazzini (1805–1872), Politiker, Karbonar und Revolutionär
- Cristina Trivulzio Belgiojoso (1808–1871), aus Mailand, italienische Freiheitskämpferin, Historikerin und Publizistin
- Giuseppe Arrigoni (* 2. November 1811 in Introbio; † 23. Oktober 1867 ebenda), Ingenieur, Historiograph, Patriot, Flüchtling in Lugano (1848), Publizist, Erster Gemeindepräsident von Introbio, Autor von Notizie storiche della Valsassina e delle terre limitrofe dalla più remota età fino all’anno 1844.[86][87] La Virginia, le miniere della Valsassina 1862; La Valsassina Ossia Il Mandamento D’Introbio Né suoi Confini Naturali, Storici, Economici, Amministrativi, Giudiziarii Ed Ecclesiastici. 1865.
- Carlo Battaglini (1812–1888), Anwalt, Journalist und Politiker
- Michail Alexandrowitsch Bakunin (1814–1876), Politiker, Flüchtling, Revolutionär
- Francesco Restelli (* 5. Oktober 1814 in Mailand; † 5. März 1890 ebenda), italienischer Anwalt, Politiker und Patriot, Flüchtling in Lugano
- Antonio Gabrini (1814–1908), Arzt, Politiker, Tessiner Grossrat, Rektor des kantonalen Lyzeums von Lugano[88]
- Carlo Pisacane (1818–1857), Politiker, Anhänger von Giuseppe Mazzini, Publizist
- Giovanni Cantoni (* 31. Dezember 1818 in Mailand; † 15. Juli 1897 ebenda), italienischer Patriot, Physiker und Politiker[89]
- Giovanni Lubini (* 4. November 1824 in Rivera (Monteceneri) ?; † 4. Mai 1905 ebenda), Ingenieur in Piemont, Stadtingenieur von Lugano, Direktor des Blattes Agricoltore ticinese[90]
- Ermenegildo Rossi (1827–1895), Tessiner Grossrat, Staatsrat und Ständerat
- Giuseppe Missori (* 11. Juni 1829 in Moskau; † 25. März 1911 in Mailand), italienischer Militär, Patriot, Anhänger von Giuseppe Garibaldi und Politiker
- Giovanni Battista Carlo Chiusi (* 1. Mai 1831 in Mailand; † 25. November 1889 ebenda), Politiker, Flüchtling in Lugano, Freund von Carlo Cattaneo[91]
- Benoît Malon (* 23. Juni 1841 in Précieux; † 13. Septembre 1893 in Asnières-sur-Seine), französischer Kommunarde, Journalist und Schriftsteller; er war eine führende Persönlichkeit der Pariser Kommune und der französischen sozialistischen Bewegung
- Enrico Bignami (* 3. Dezember 1844 in Lodi; † 13. Oktober 1921 in Massagno), Politiker, Journalist[92]
- Ludovico Nabruzzi (1846–1920), sozialistischer Agitator
- Curzio Curti (1847–1913), Jurist, Redakteur, Politiker, er gehörte zu den Putschisten vom 11. Sept. 1890 (Tessiner Putsch), Tessiner Grossrat und Staatsrat
- Tito Zanardelli (* 1848 in Vittorio Veneto; † nach 1881 in Brüssel), Anarchist[93]
- Luisa Minguzzi (* 21. Juni 1852 in Ravenna; † 13. März 1911 in Florenz), Politikerin, Anarchistin[94]
- Giovanni Reali (* 22. Juli 1852 in Cadro; † 8. Oktober 1923 in Lugano), Arzt, Politiker, Grossrat und Ständerat[95][96]
- Errico Malatesta (1853–1932), Politiker, Anarchist
- Antonio Soldini (1854–1933), Bildhauer und Politiker
- Arcangelo Ghisleri (* 5. September 1855 in Persico Dosimo; † 19. August 1938 in Bergamo), italienischer Politiker[97]
- Isaia Pacini (* 7. August 1856 in Pistoia; † 7. August 1922 ebenda), Politiker, Anarchist, Schneider[98]
- Anna Kuliscioff (1857–1925), Revolutionärin; wohnte in Lugano
- Agostino Soldati (1857–1938), Anwalt, Richter am Bundesgericht, Tessiner Grossrat, Ständerat, Gründer der Zeitung Corriere del Ticino; er förderte die Lugano-Ponte-Tresa-Bahn
- Antonio Primavesi (1857–1915), Rechtsanwalt, Notar, Richter am Appellationsgericht, Politiker, Tessiner Grossrat und Staatsrat
- Attilio Panizza (* 7. April 1858 in Mailand; † 15. April 1919 in London), Politiker, Anarchist, Bildhauer[99]
- Ernesto Majocchi (* 4. März 1860 in Voghera; † 14. Mai 1907 ebenda), italienischer Jurist und Politiker[100]
- Brenno Bertoni (1860–1945), Anwalt, Hochschullehrer, Forscher, Politiker und Publizist
- Antonio Vergnanini (* 16. Mai 1861 in Reggio Emilia; † 11. April 1934 in Rom), Politiker, Syndakalist[101]
- Pietro Gori (1865–1911), Politiker, Anarchist, Komponist
- Evaristo Garbani-Nerini (1867–1944), Jurist, Politiker, Direktor des Weltpostvereins in Bern
- Angiolo Cabrini (* 1. März 1869 in Codogno; † 7. Mai 1937 in Rom), Politiker, Sozialist, Journalist[102] Angelica Balabanova (links) und David Ben Gurion (1962) Jurgis Šaulys

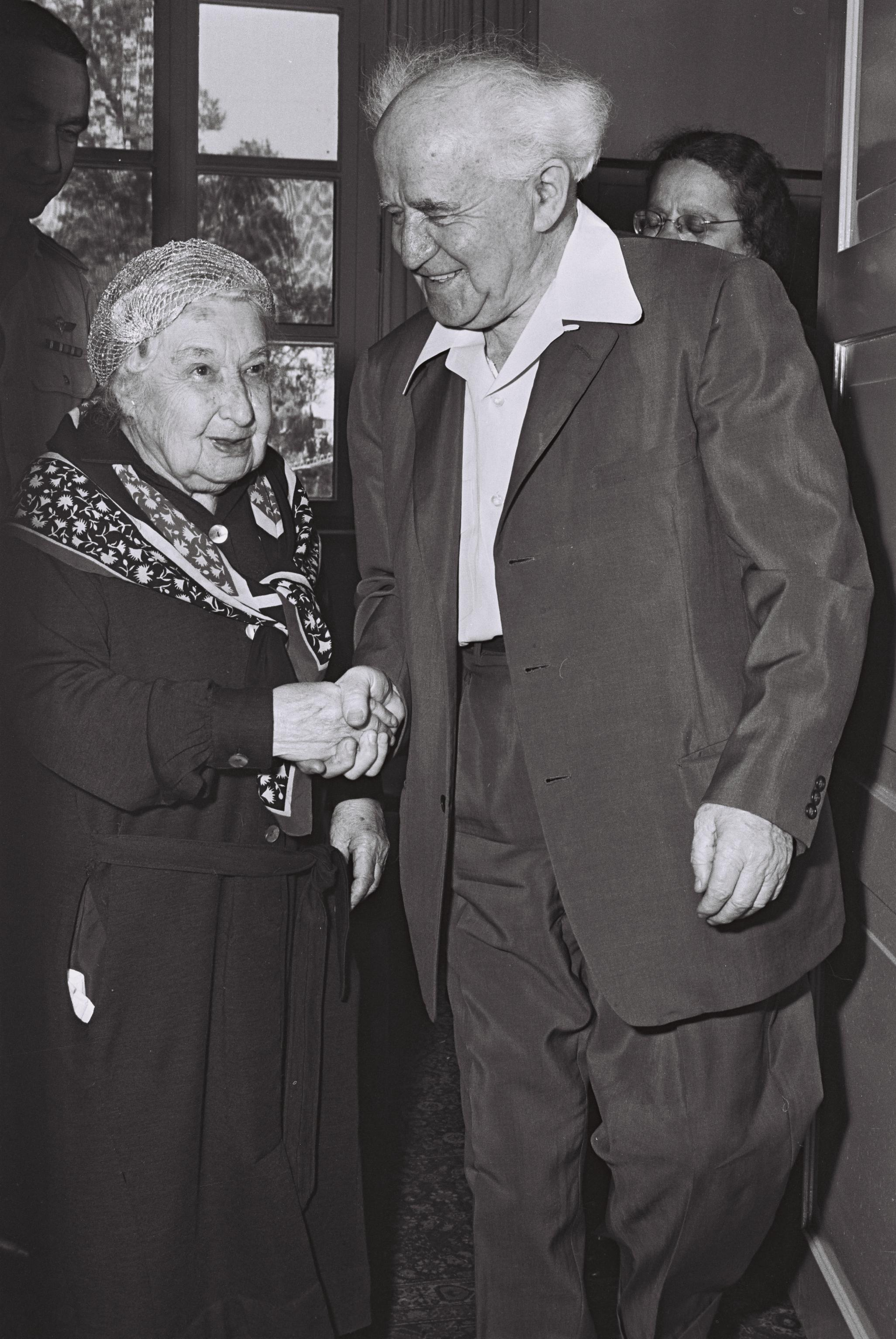
Angelica Balabanova (links) und David Ben Gurion (1962)

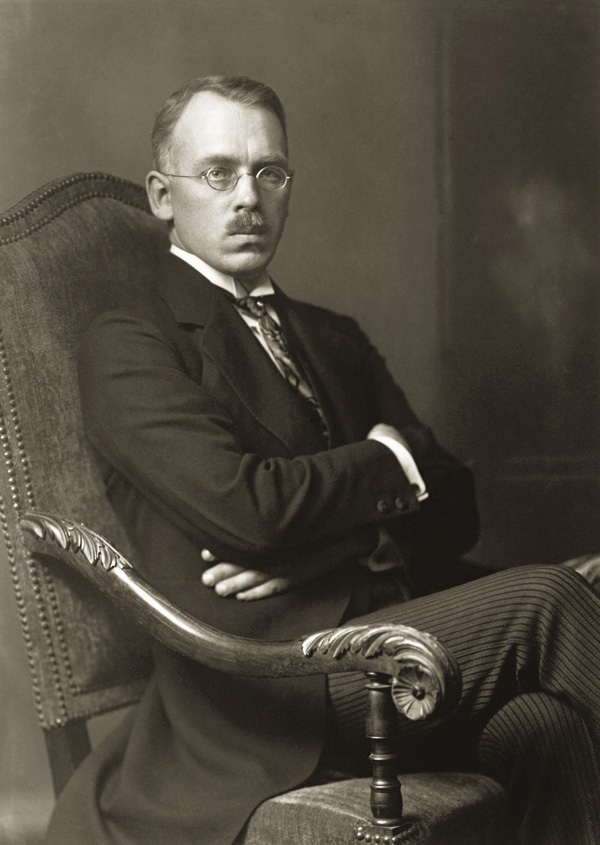
Jurgis Šaulys

- Raimondo Rossi (1870–1955), Rechtsanwalt, Lehrer, Rektor der kantonalen Handelsschule von Bellinzona, Militär, Oberst, Grossrichter der V. Division, Tessiner Grossrat und Staatsrat
- Emilio Bossi (1870–1920), Journalist, Politiker, Freidenker und Anhänger der Freimaurerei
- Carlo Censi (* 22. Oktober 1872 in Breganzona; † 27. Oktober 1958 in Lugano), von Lamone, Jurist und Politiker, Tessiner Grossrat und Nationalrat
- Tommaso Angelo Tonello (* 11. Juli 1873 in Fontanelle; † 8. April 1965 (ebenda)), Schulinspektor, Journalist, Politiker, Senator[103][104]
- Alceste de Ambris (1874–1934), Journalist und Aktivist in Lugano
- Angelo Oliviero Olivetti (* 21. Juni 1874 in Ravenna; † 17. November 1931 in Spoleto), mit Brenno Bertoni eröffnete er ein Anwalts- und Notariatsbüro, Journalist der Zeitung Gazzetta Ticinese, Politiker,[105][106]
- Leo Macchi (* 19. Oktober 1876 in Piancastagnaio; † 27. April 1936 in Lugano), Politiker, Redakteur der Zeitung Avvenire del Lavoratore, Tessiner Grossrat[107] Enrico Celio

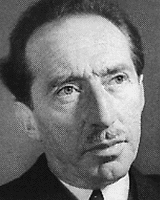
Enrico Celio

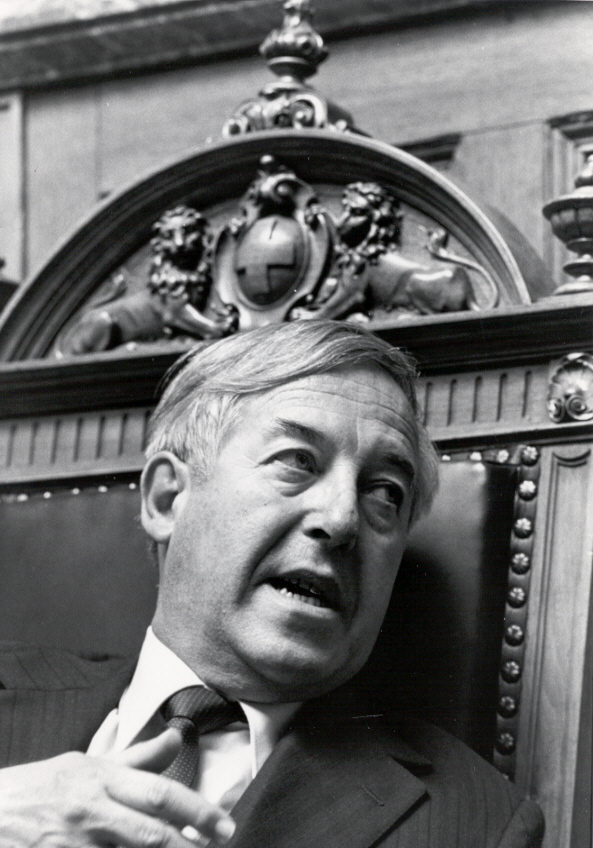
Luigi Generali, Nationalratspräsident (1979)

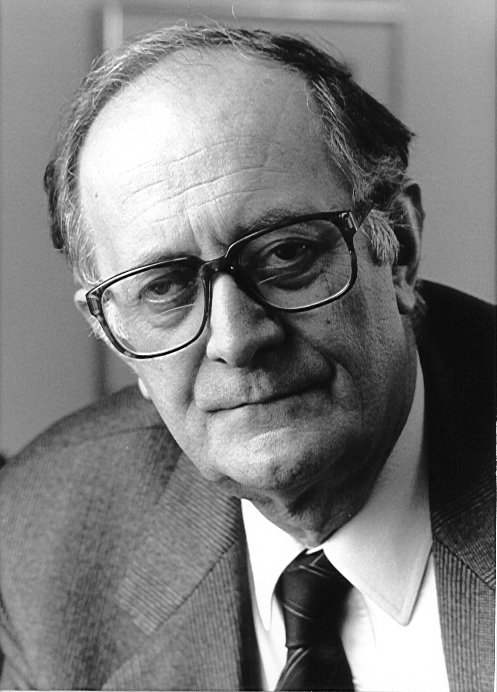
Cornelio Sommaruga

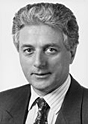
Fulvio Caccia

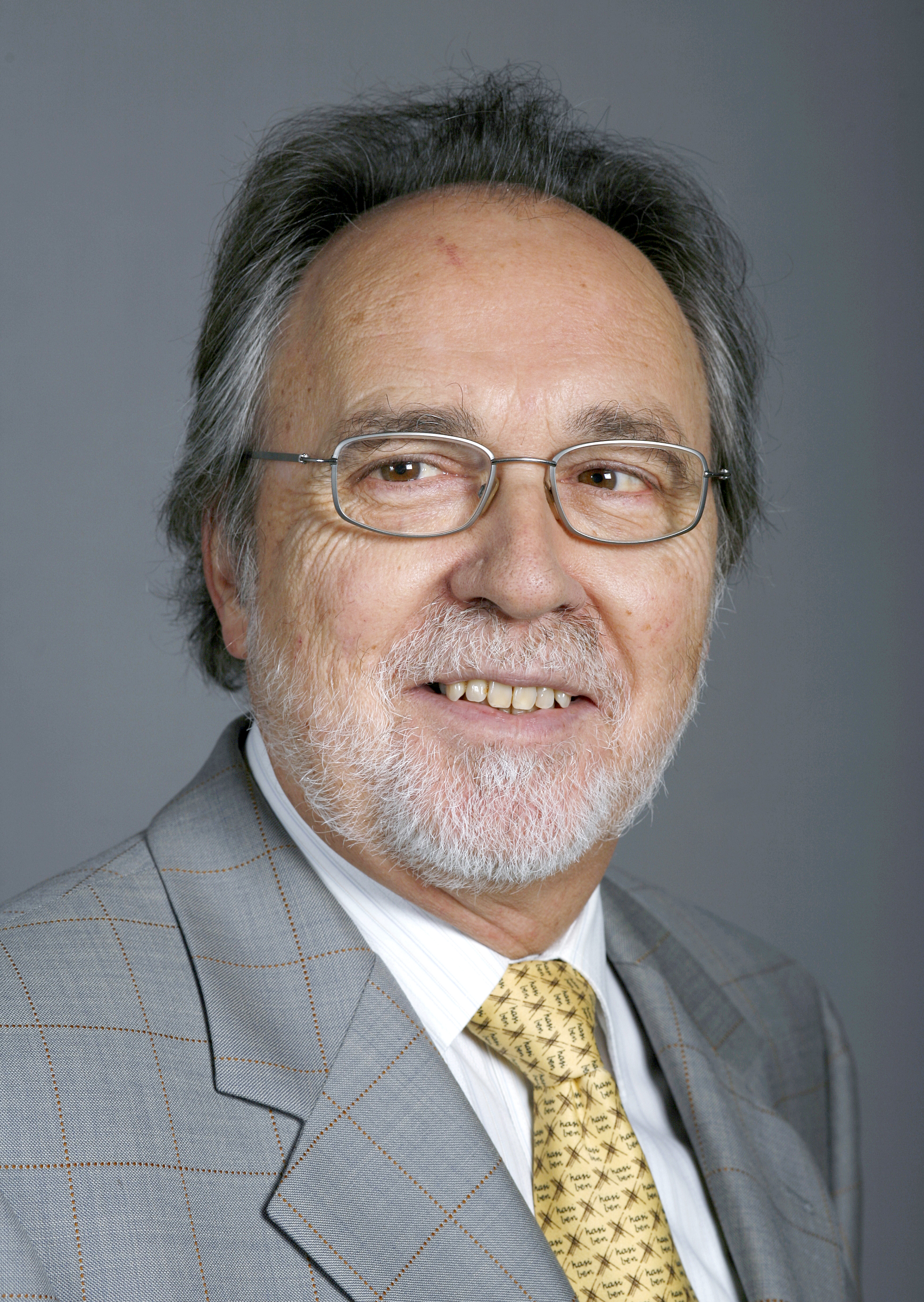
Dick Marty (2007)

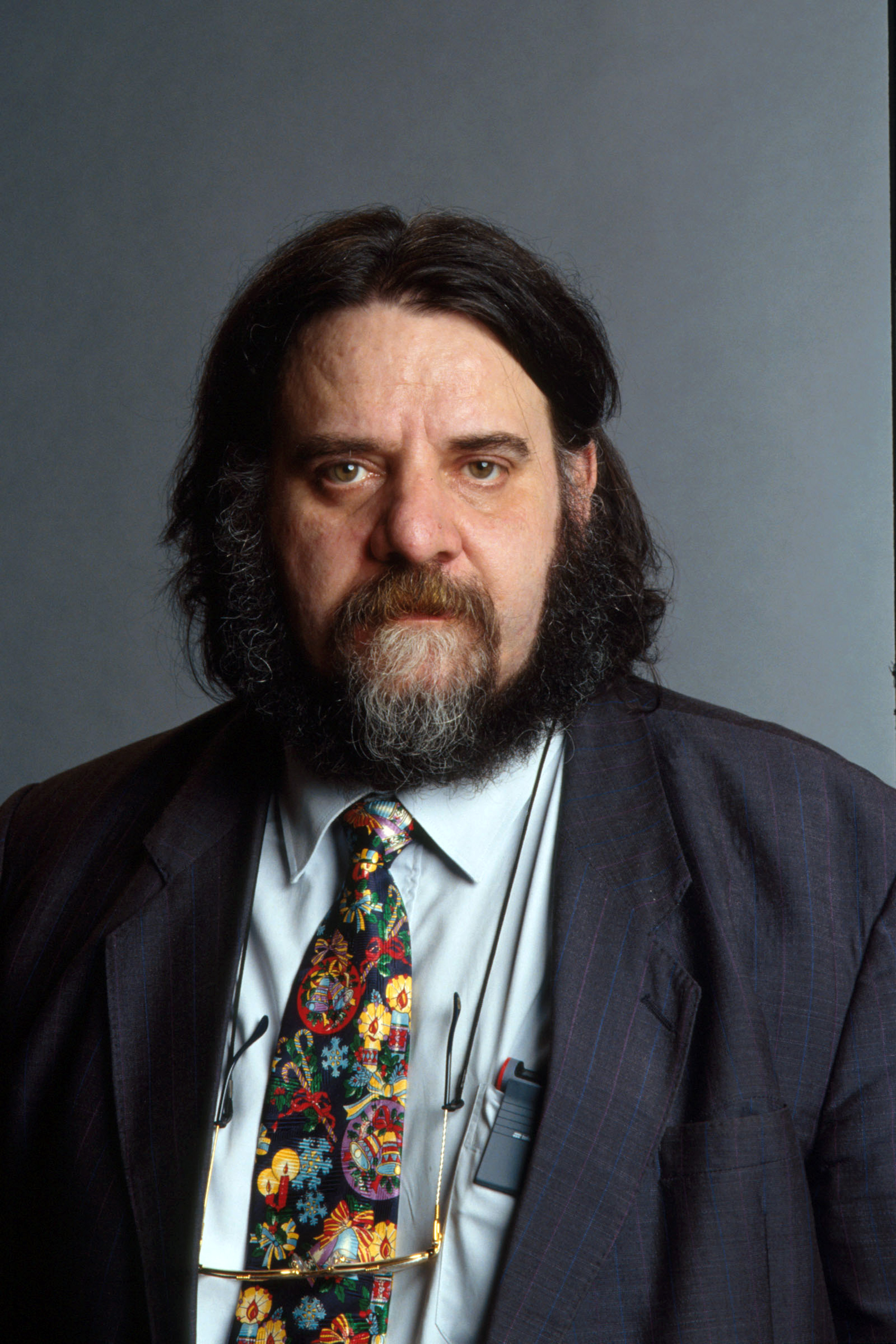
Flavio Maspoli

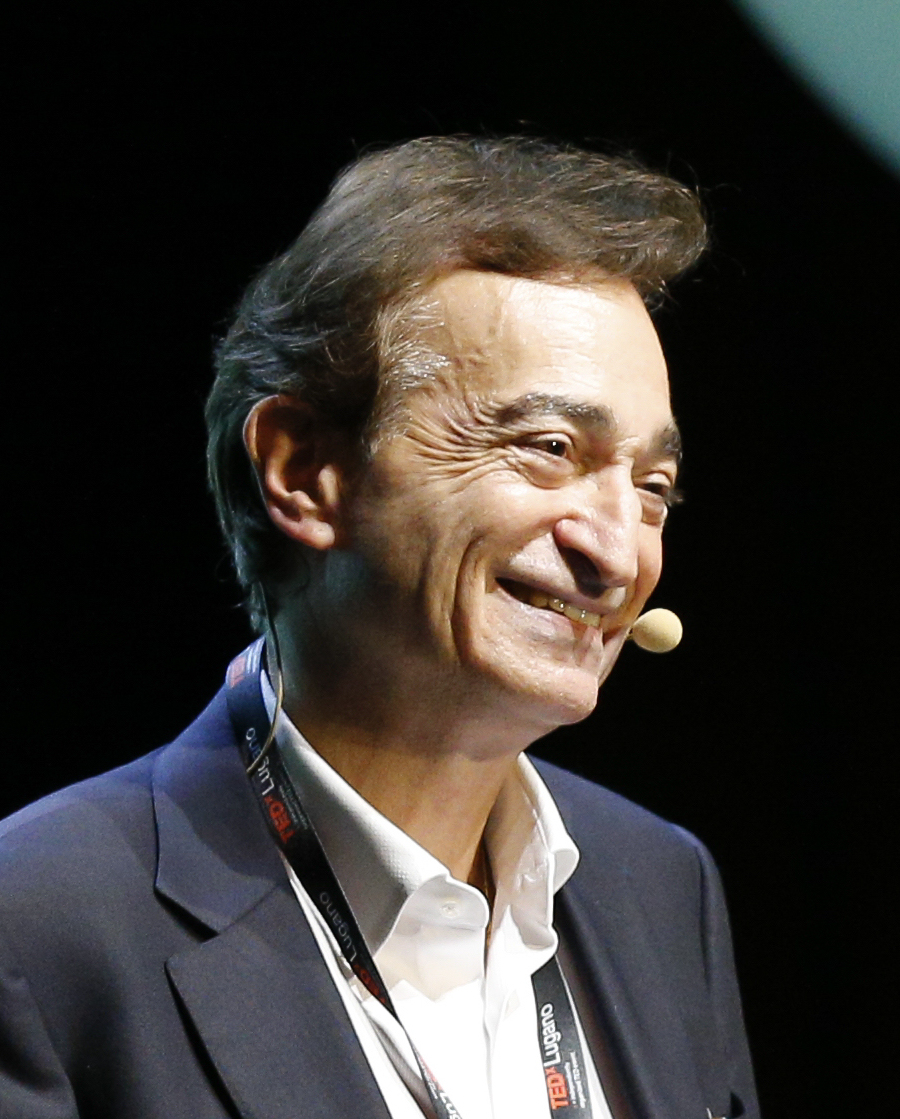
Marco Borradori (2019)

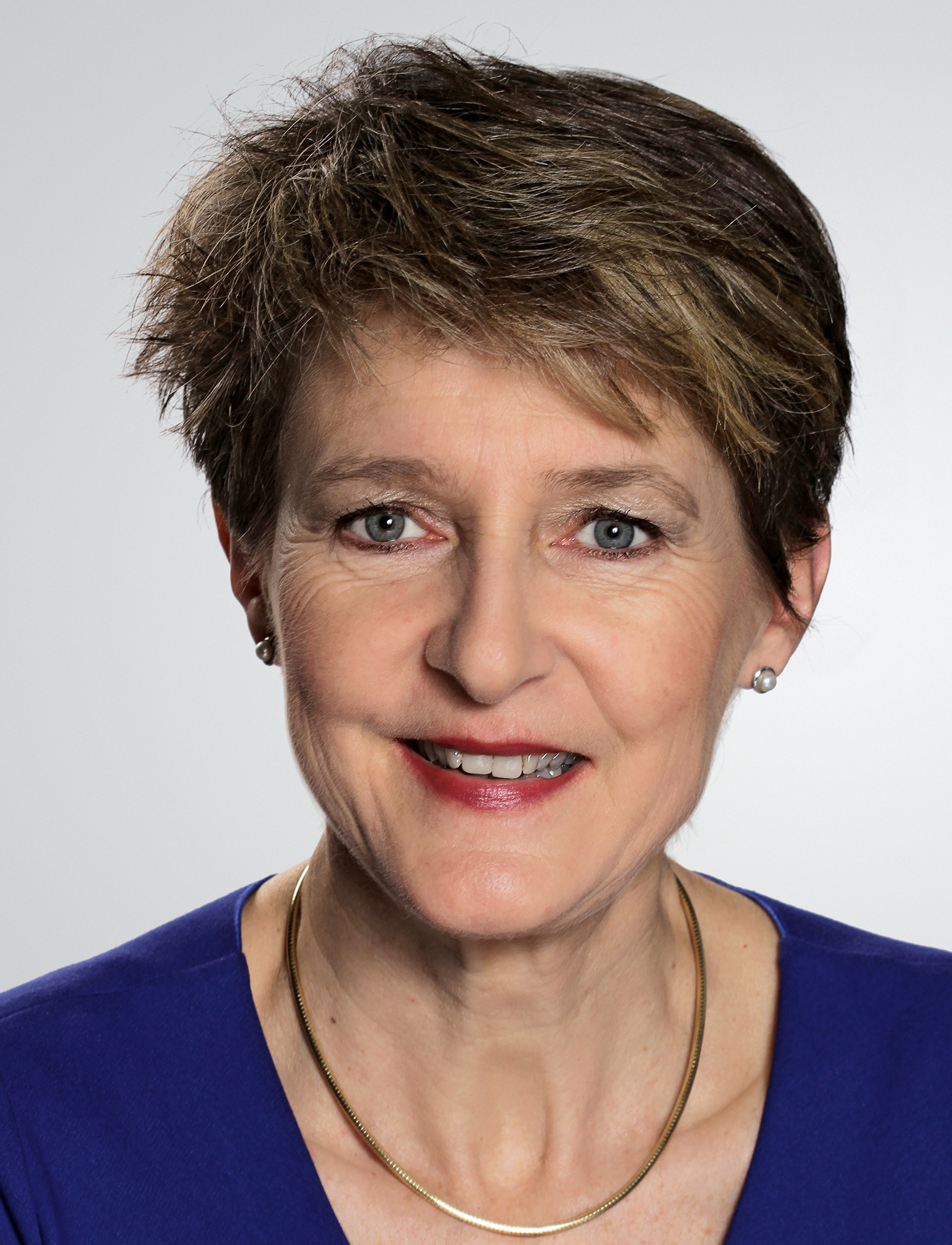
Simonetta Sommaruga (2016)

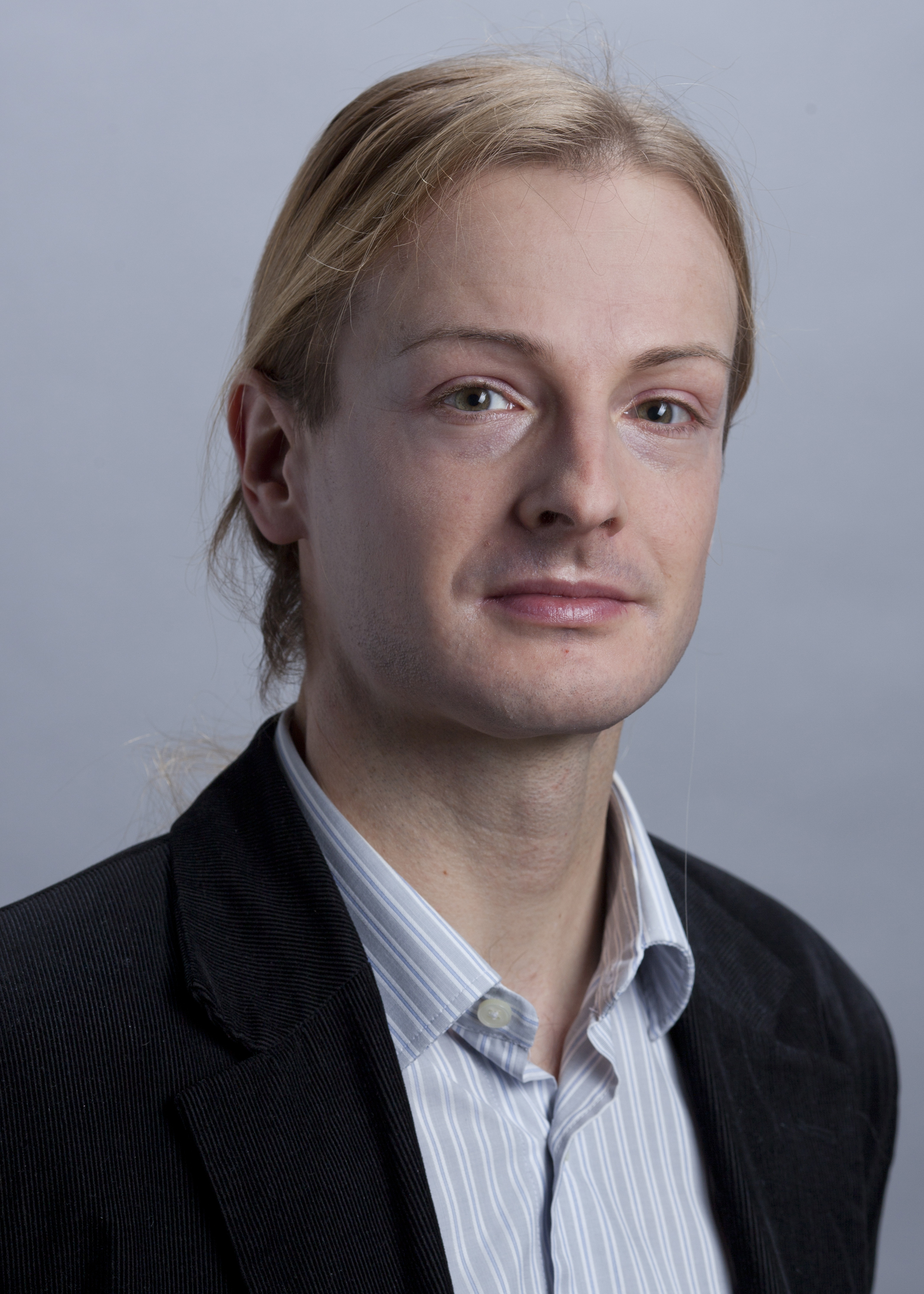
Lorenzo Quadri

- Luigi Fabbri (1877–1935), italienischer Anarchist und Schriftsteller, Flüchtling in Lugano
- Angelica Balabanova (1869–1965), Politikerin, Revolutionärin und Publizistin in Lugano
- Jurgis Šaulys (1879–1948), Ökonom und Politiker
- Antonio Galli (1883–1942), Lehrer, Lokalhistoriker, Forscher, Publizist, Politiker, Tessiner Grossrat und Staatsrat
- Giulio Barni (* 1886 in Florenz; † September 1915 an der Karst-Front (Erster Weltkrieg)), Journalist, Redakteur der Zeitung Libera Stampa[108]
- Stefano Jacini (1886–1952), italienischer Politiker[109]
- Enrico Celio (1889–1980), Politiker, Tessiner Staatsrat und Bundesrat.
- Undecimo Amadò (* 17. November 1890 in Bedigliora; † 27. Dezember 1968 in Lugano), Direktor des IV. Zollkreises in Lugano, Oberst der Schweizer Armee
- Fernando Schiavetti (1892–1970), Politiker
- Fulvio Bolla (1892–1946), Lehrer, Journalist und Politiker (FDP), Direktor der Zeitung Gazzetta ticinese
- Romano Cocchi (* 6. März 1893 in Anzola dell’Emilia; † 28. März 1944 im Konzentrationslager Buchenwald), Politiker, Kommunist, Antifaschist[110]
- Odoardo Masini (* 27. November 1893 in Padua; † 24. September 1972 ebenda), italienischer Politiker, Antifaschist[111][112]
- Domenico Visani (* 23. September 1894 in Palazzuolo di Romagna, heute Palazzuolo sul Senio; † 13. Mai 1969 in Leontica), Gewerkschafter und Politiker, Präsident der Gewerkschaft Bau und Holz in Lugano, Tessiner Grossrat[113]
- Giuseppe Faravelli (* 29. Mai 1896 in Broni; † 15. Juni 1974 in Mailand), Politiker. Antifaschist[114]
- Rodolfo Bordoni (* 13. März 1897 in Maroggia; † 9. Dezember 1966 in Lugano), von Gandria, Rechtsanwalt, Politiker, Vizestadtpräsident von Lugano, Tessiner Grossrat, Nationalrat[115][116]
- Edoardo Clerici (* 14. April 1898 in Como; † 30. Mai 1975 ebenda), italienischer Anwalt und Politiker[117]
- Randolfo Pacciardi (1899–1991), Politiker, Flüchtling mit Egidio Reale nach Lugano
- Luigi Casagrande (* 4. Februar 1899 in Mailand; † 1985 ebenda), Journalist[118]
- Piero Malvestiti (1899–1964), Politiker, Präsident der Europäischen Gemeinschaft für Kohle und Stahl
- Piero Pellegrini (1901–1959), Schweizerischer Journalist, Politiker, Tessiner Grossrat und Staatsrat (SP)
- Pino Bernasconi (1904–1983), Anwalt, Politiker und Dichter in Dialekt
- Guido Bustelli (* 21. April 1905 in Arzo; † 29. März 1992 in Lugano), Politiker, Gemeinderat (Legislative) von Lugano, Tessiner Grossrat, Nationalrat, Major der Schweizer Armee[119]
- Luigi Delfini (* 19. Juli 1906 in Velletri; † nach 1978[120] wohl in Grosseto), Politiker, Antifaschist. Flüchtling in Lugano[121]
- Noello Ginella (* 3. Dezember 1908 in Stabio; † 20. Februar 1960 in Lugano), Politiker, Gemeinderat in Stabio und in Lugano, Stadtrat in Lugano und Tessiner Grossrat[122]
- Paride Pelli (1910–1968), Rechtsanwalt und Politiker, Gemeindepräsident von Lugano und Grossrat
- Alberto Verda (* 7. September 1910 in Bissone; † 17. September 1982 in Lugano), Rechtsanwalt, Politiker[123][124]
- Brenno Galli (* 26. September 1910 in Lugano; † 20. August 1978 ebenda), Jurist und Politiker[125]
- Ferruccio Bolla (1911–1984), Anwalt, Politiker und Tessiner Ständerat
- Luciano Gianella (* 8. Januar 1915 in Biasca; † 3. April 1976 in Lugano), Anwalt, Amtsrichter von Lugano-campagna, Präsident der Lepontia cantonale[12]
- Stelio Molo (* 14. Februar 1916 in Bellinzona; † 5. November 1995 in Lugano), Advokat, Leiter des Senders Radio Monteceneri, Generaldirektor der SRG SSR[126]
- Graziano Papa (* 25. April 1919 in Chiasso; † 13. Februar 2019 ebenda), aus Biasca, Rechtsanwalt, ehemaliger Präsident der Pro Natura, Autor, Wohltäter (Fondo Graziano Papa: 20 Millionen CHF)[127][128]
- Luigi Generali (1920–2005), Politiker, Nationalrat, Ständerat
- Ersilia Fossati (* 25. März 1921 in Mailand; † 9. Oktober 1999 in Lugano) aus Meride, Politikerin[129]
- Alma Bacciarini (1921–2007), Mittelschullehrerin, Politikerin, Tessiner Grossrätin und Nationalrätin
- Cherubino Darani (* 18. August 1921 in Chironico; † 10. November 2016 in Minusio), Jurist, Tessiner Grossrat, Redaktor, Regionaldirektor der Radiotelevisione Svizzera[130]
- Elio Ghirlanda (* 1925 in Dino; † 25. Mai 2015 in Lugano), Preis Maraini (1943), Dozent am Lyzeum von Lugano, Forscher am Vocabolario dei dialetti della Svizzera italiana, Direktor des kantonalen Ufficio dell’Insegnamento Medio Superiore in Bellinzona (1969–1973)[131][132][133]
- Camillo Jelmini (* 29. September 1925 in Cresciano; † 16. Juni 1997 in Zürich), Anwalt und Notar in Lugano, Tessiner Grossrat, Nationalrat und Ständerat[134]
- Elio Borradori (* 30. Januar 1927 in Gordola; † 22. März 2016 in Lugano), Notar, Verwalter der Güter von Saddam Hussein[135]
- Clementina Sganzini (1927–2016), von Vira (heute Gemeinde Gambarogno TI), Anwältin, Richterin, erste Richterin im Tessin und Präsidentin am Tessiner Appellationsgericht
- Cornelio Sommaruga (1932–2024), Jurist, Diplomat und Präsident des Internationalen Komitees vom Roten Kreuz (IKRK)
- Silvio Fulcieri Kistler (* 1941; † 15. Mai 2024 in Barbengo), aus Reichenburg, studierte an der Universität Zürich, Ökonom, Autor[136], Verfasser[137], ehemaliger Direktor der UBS Bank in Lugano, Mitglied des Rotary Clubs Lugano und Oberst SMG der Schweizer Armee, Vizepräsident der Gesellschaft der Generalstabsoffiziere (GGstOf)[138] wohnte in Barbengo und Vigera.[139][140]
- Fulvio Caccia (1942), Politiker, Tessiner Staatsrat und Nationalrat der Christlichdemokratischen Volkspartei (CVP)
- Ivan Bernasconi (1943–2022), Politiker, Gemeindepräsident von Lamone, Militär, Major, Vizekommandant der Polizei des Kanton Tessins und ehemaliger Direktor der Polizeischule in Giubiasco
- Dick Marty (1945–2023), Politiker, Staatsanwalt, Tessiner Staatsrat, Ständerat, Abgeordneter des Europarats und Mitglied der OSZE-Kommission für Menschenrechte
- Stefano Bolla (1946), Anwalt, Notar, Lokalhistoriker und Publizist
- John Noseda (1948–2022), Rechtsanwalt, Politiker (SSP), Tessiner Grossrat und Generalstaatsanwalt des Kantons Tessin (2010)
- Flavio Maspoli (1950–2007), Politiker (LdT), Mitgründer der Lega dei Ticinesi
- Marco Borradori (1959–2021), Politiker, Nationalrat, Staatsrat, Gemeindepräsident von Lugano
- Simonetta Sommaruga (1960), Politikerin (SSP), Bundesrätin
- Laura Sadis (1961), Politikerin, Staatsrätin
- Raoul Ghisletta (* 29. Mai 1961), aus Camorino, er hat in Porza, Genf, Bigorio, Novazzano, Genestrerio und Lugano gelebt. Er ist geschieden und Vater von zwei Kindern: Andrea (1993) und Martina (1996). Gewerkschaftssekretär VPOD, Politiker (SP), Tessiner Grossrat vom 04. Dezember 1995 bis 09. Mai 2011 (Nachfolger von Franco Cavalli, zurückgetreten), vom 18. Mai 2015 bis 01. Mai 2023 Stellvertreter und seit 2024 Mitglied der Stadtverwaltung der Gemeinde Lugano[141]
- Nicoletta Mariolini (* 24. April 1964 in Sorengo), Ökonomin, Politikerin[142]
- Giuseppe Muschietti (* 1964 in Sorengo), aus Novaggio, Jurist, Mitglied des Schweizerischen Bundesgerichts[143]
- Cristina Zanini Barzaghi (* 24. August 1964 in Carabbia), Ingenieurin und Politikerin[144]
- Angelo Olgiati (* 10. Januar 1967 in Sorengo), Rechtsanwalt in Lugano[145]
- Lorenzo Quadri (1974), Politiker, Nationalrat
- Michele Bertini (* 9. September 1985 in Sorengo), Politiker, Gemeinderat von Lugano

### Wissenschaftler, Ärzte, Psychiater

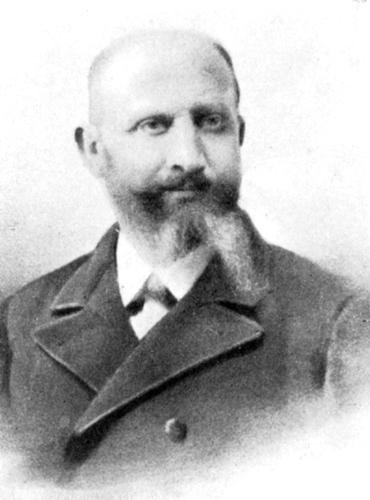
Pietro Pavesi

- Giuseppe Zola (* 16. Mai 1789 in Concesio; † 19. Januar 1831 in Lugano (Selbstmord)), Lehrer, Botaniker[146]
- Vincenzo Cesati (* 24. Mai 1806 in Mailand; † 13. Februar 1883 in Neapel), Freiherr, italienischer Botaniker mit floristisch-systematischer Ausrichtung, Flüchtling in Lugano, Kryptogameologe und Mykologe, Hochschullehrer und Direktor des Real Orto botanico von Neapel.[147]
- Luigi Lavizzari (1814–1875), Naturwissenschaftler, Publizist, Politiker, Tessiner Grossrat und Staatsrat
- Pietro Pavesi (1844–1907), Naturforscher (besonders Arachnologe, Ornithologie, Limnologie, Ichthyologie), Politiker, unterrichtete er Naturwissenschaften am Lyzeum in Lugano
- Alfredo Buzzi-Cantone (* 3. August 1854 in Curio; † 31. Oktober 1892 in Lugano), Arzt[148]
- Antonio Verda (* 5. Februar 1876 in Paris; † 9. September 1949 in Lugano), Chemiker[149] Renato Dulbecco

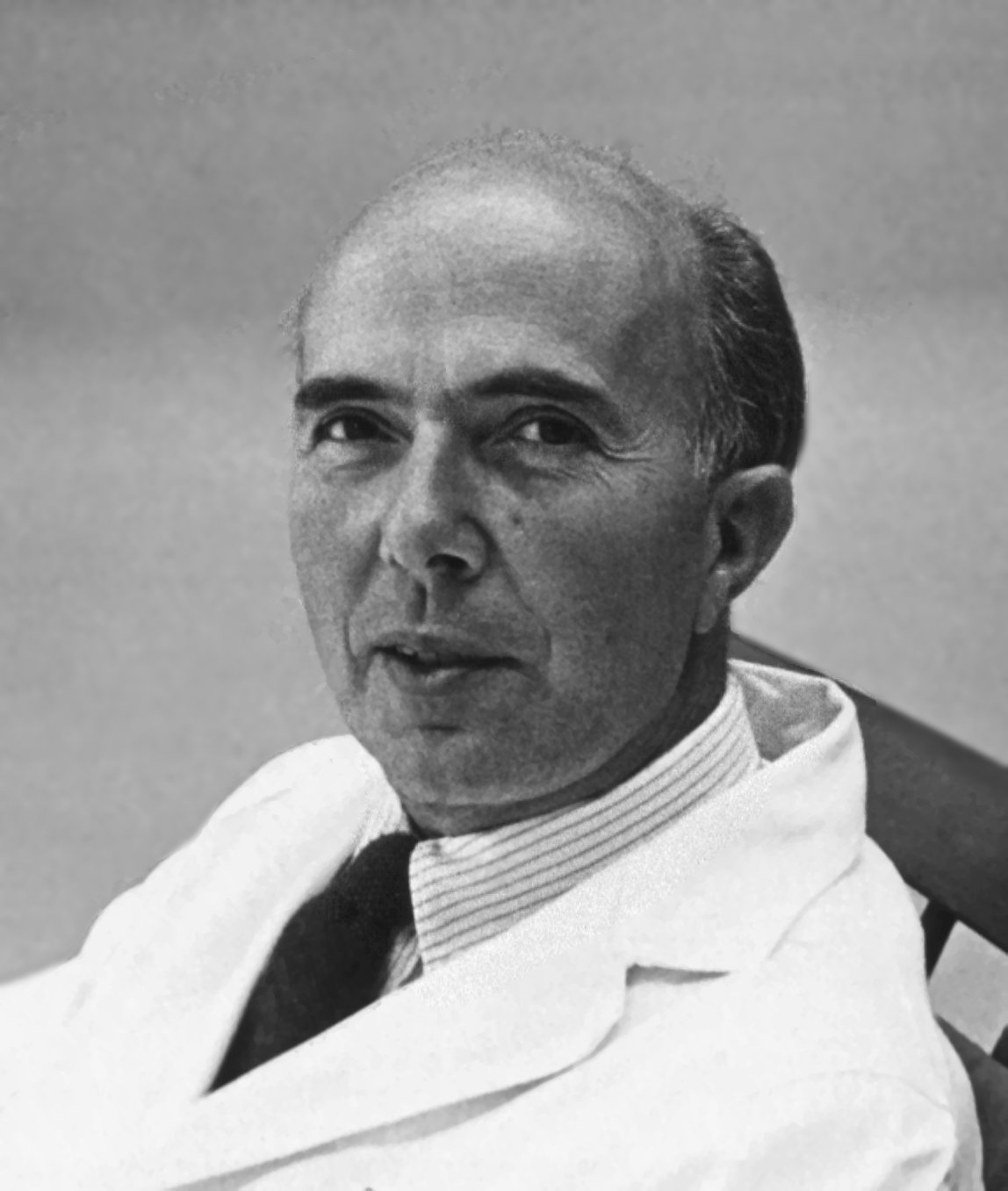
Renato Dulbecco

- Mario Donati (* 24. Februar 1879 in Modena; † 21. Januar 1946 in Mailand), Chirurg und Hochschullehrer[150]
- Mario Jäggli (1880–1959), Naturforscher, Pädagoge, Lehrerseminarsrektor, Publizist und Kulturschaffender
- Guido Kauffmann (* 15. November in Bellinzona; † 24. Dezember 1972 in Lugano), Arzt und Naturforscher[151][152]
- Elio Canevascini (* 11. Januar 1913 in Tenero; † 14. Dezember 2009 in Rancate), Sohn von Guglielmo Canevascini, Chefarzt in Ospedale della Beata Vergine in Mendrisio und in Ospedale Civico in Lugano, Spezialist in der Orthopädie, Partisan in der Jugoslawien, Antifaschist[153][154]
- Renato Dulbecco (1914–2012), Biologe; er wohnte in Lugano
- Aldo Massarotti (* 1922 in Acquarossa ?; † 27. September 2016 in Tenero), Chemiker, ehemaliger Direktor des Laboratorio Cantonale d’Igiene von Lugano[155]
- Maria Pia Gianinazzi (* 13. August 1937 in Bioggio; † 7. Januar 2015 in Lugano), Ärztin, erste Chefärztin der Pädiatrie im Ente Ospedaliero Cantonale (EOC) von Lugano[156]
- Piero Martinoli (* 2. Januar 1941 in Acquarossa), Physiker, ehemaliger Rektor der Università della Svizzera italiana (USI) in Lugano[157]
- Sebastiano Martinoli (* 1943 in Acquarossa), Chirurg, ehemaliger Chefarzt der Chirurgie am Regionalspital Lugano (EOCL) und Vizepräsident von Swisstransplant, der Stiftung für Organspende und Transplantation, Militär, Oberst der Schweizer Armee[158]
- Ferruccio Marcoli (* 1944 in Cademario; † 13. Oktober 2022 in Lugano), aus Biogno, Ortschaft der Gemeinde Croglio, er studierte Pädagogische Psychologie und Philosophie, Psychotherapeut und Sozialanalytiker gründete das Istituto Ricerche di gruppo in Lugano-Besso, dessen Stiftungsrat er vorsass, und war Ehrenpräsident der Vereinigung für Generative Psychologie der italienischen Schweiz (APGSI). Er ist der Erfinder der Methode des Geschichtenerzählens und schrieb neben mehreren Essays die Bücher: Wilfred R. Bion e le esperienze nei gruppi. Armando Roma, 1988; Il pensiero affettivo. Red Como, 1997; Bello è il brutto, brutto il bello. Edizioni IRG Lugano, 2004, 2010; L’individuo eccezionale. Edizioni IRG Lugano, 2010; Il pensiero affettivo. Edizioni IRG Lugano, 2013[159].

### Schriftsteller, Dichter, Philosophen, Lehrer, Journalisten, Historiker

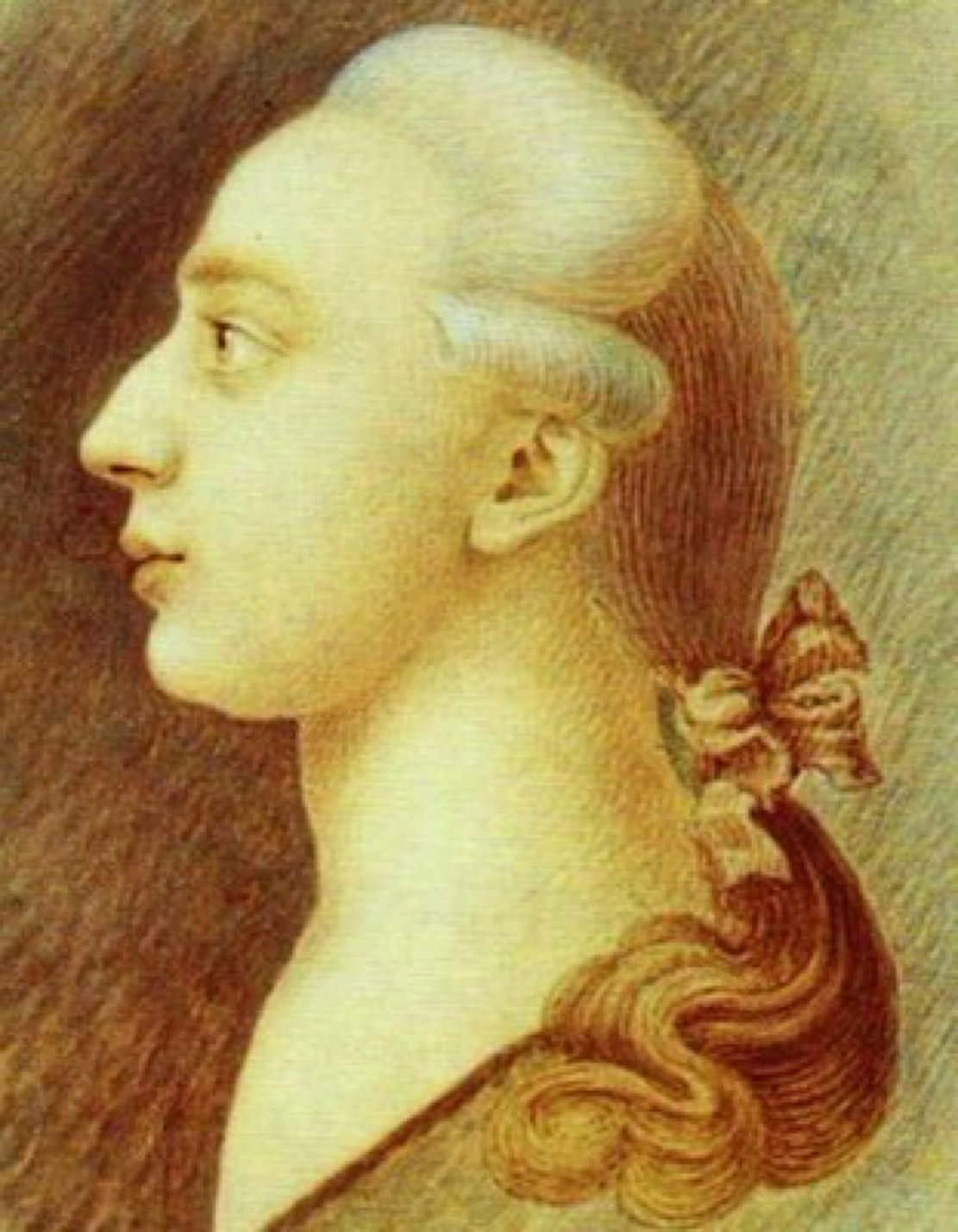
Giacomo Casanova, porträtiert von seinem Bruder Francesco, Anfang der 1750er Jahre, Staatliches Historisches Museum (Moskau)

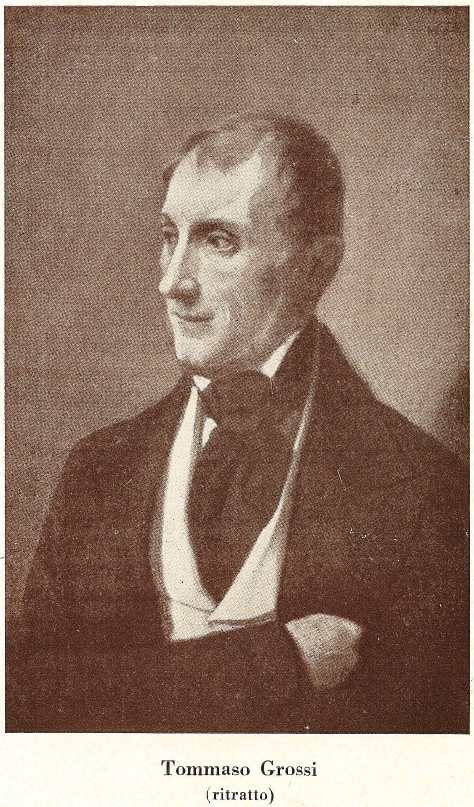
Tommaso Grossi

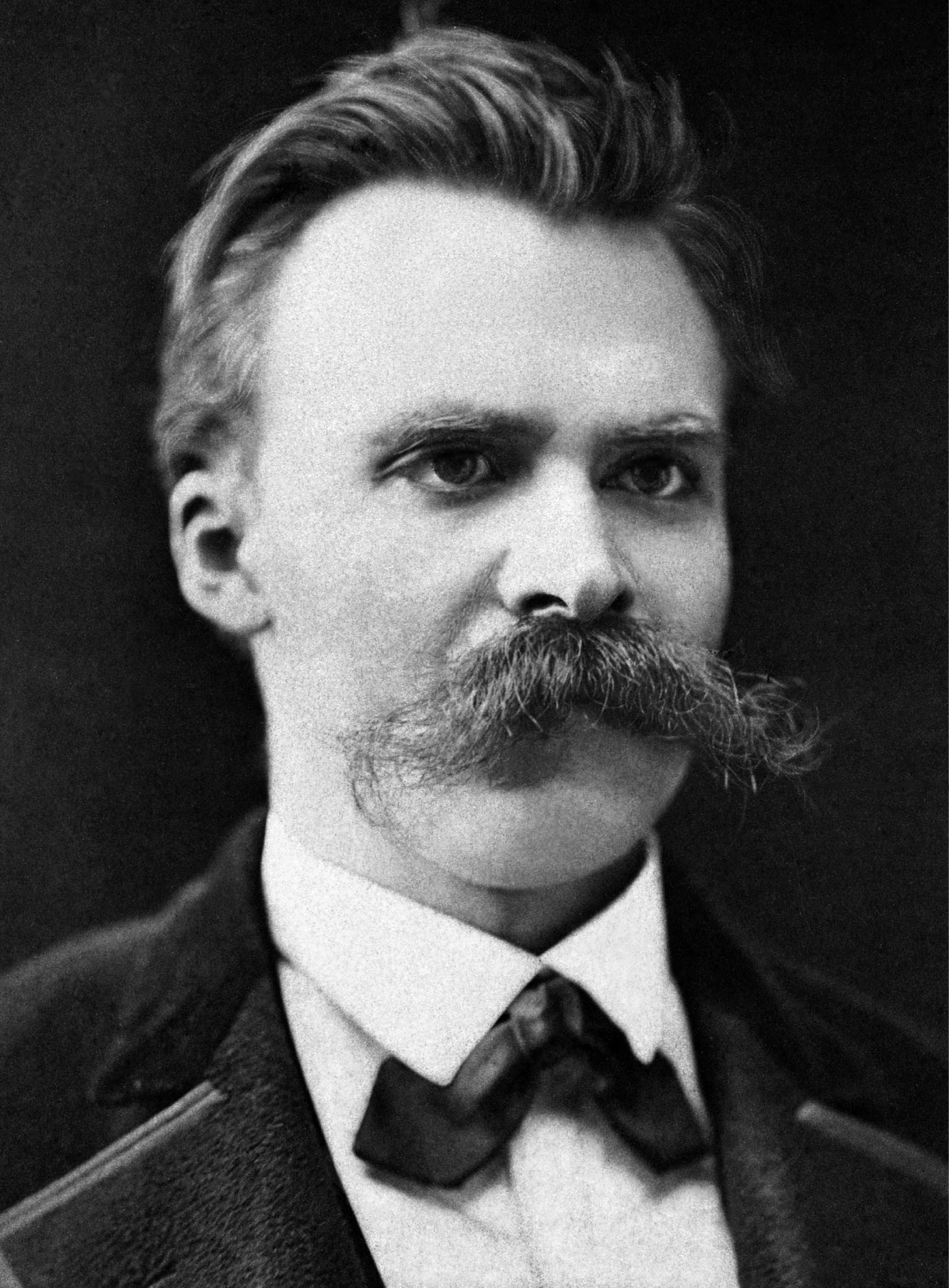
Friedrich Nietzsche, fotografiert von Friedrich Hermann Hartmann (ca. 1875)

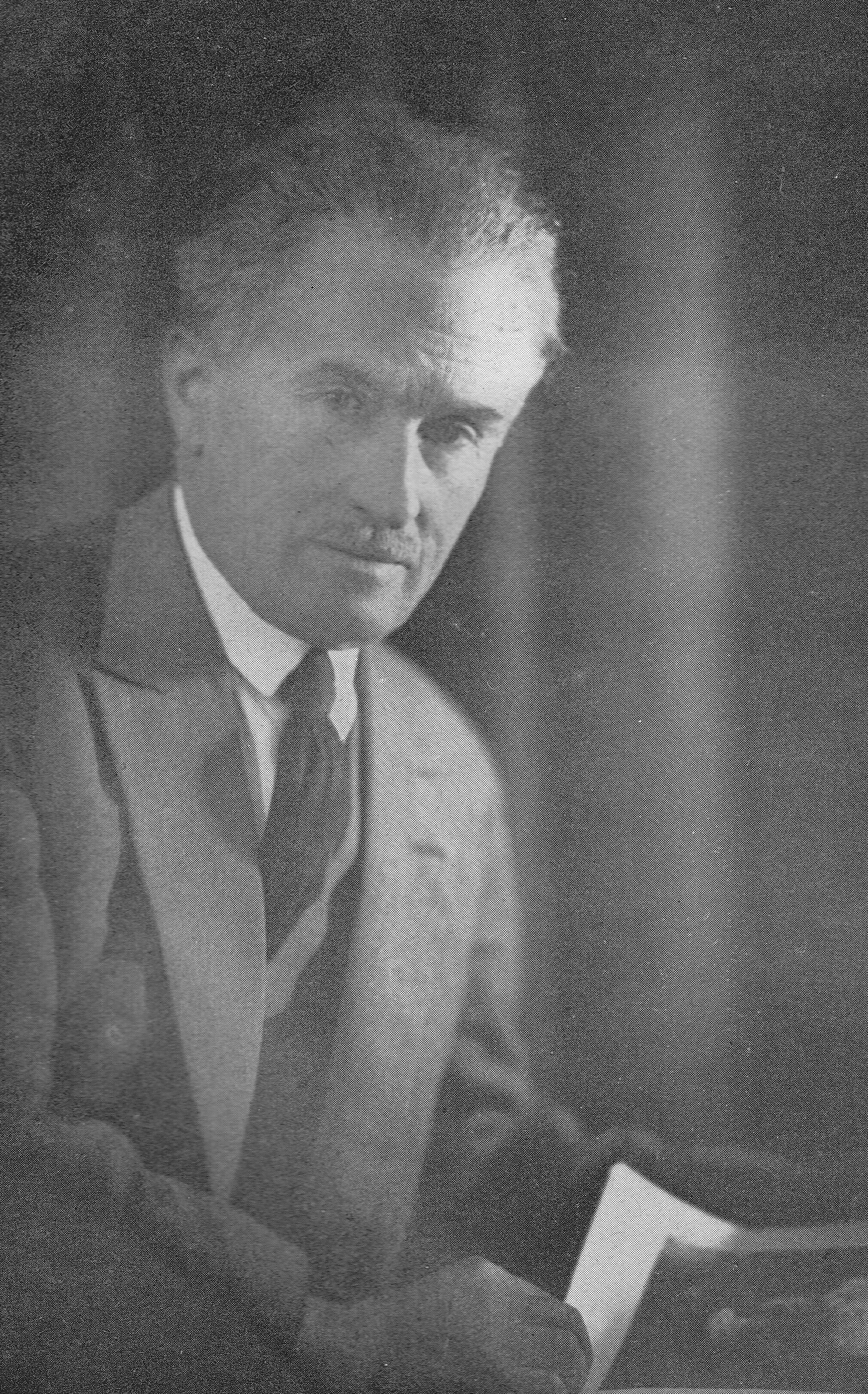
Francesco Chiesa

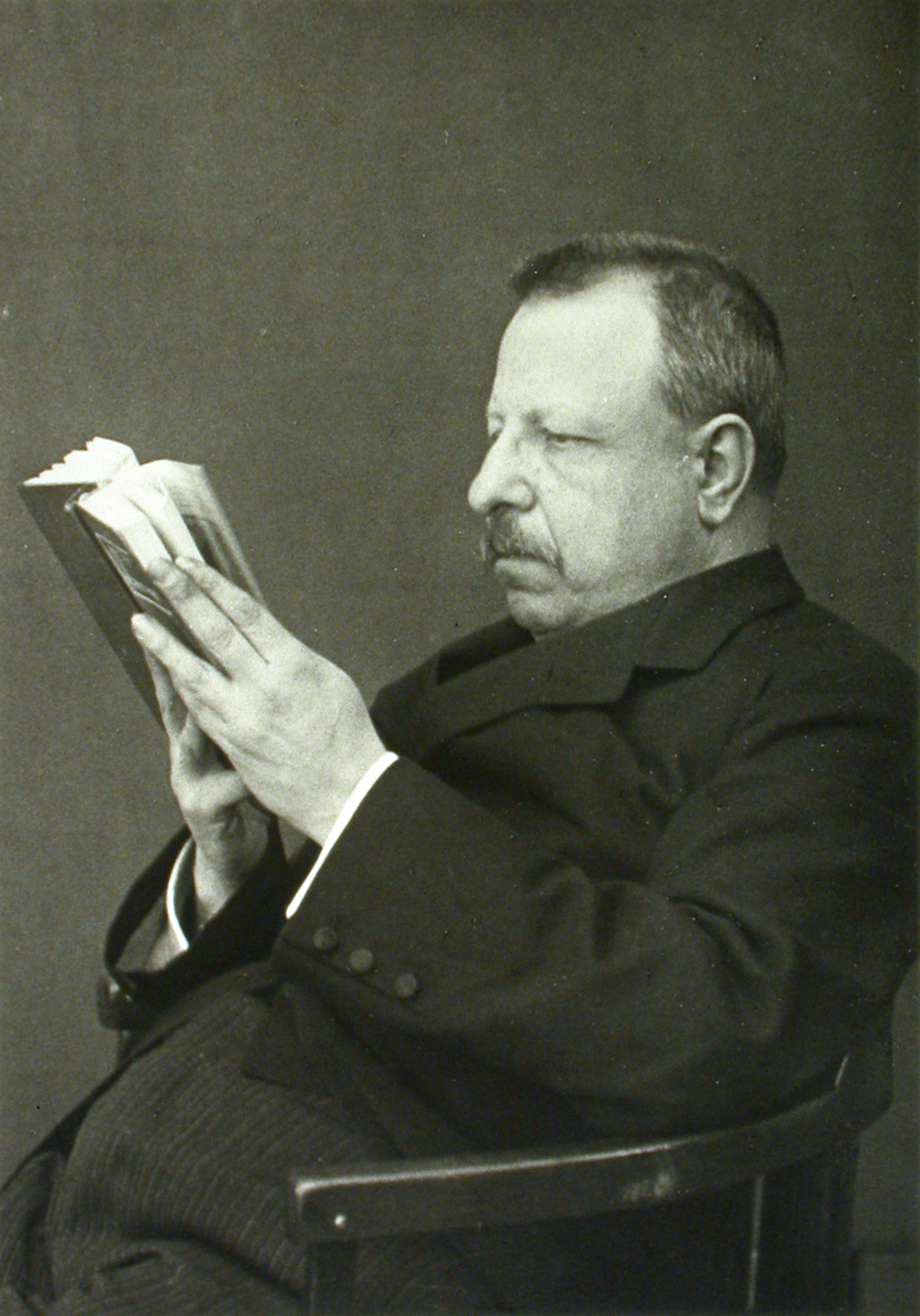
Benedetto Croce

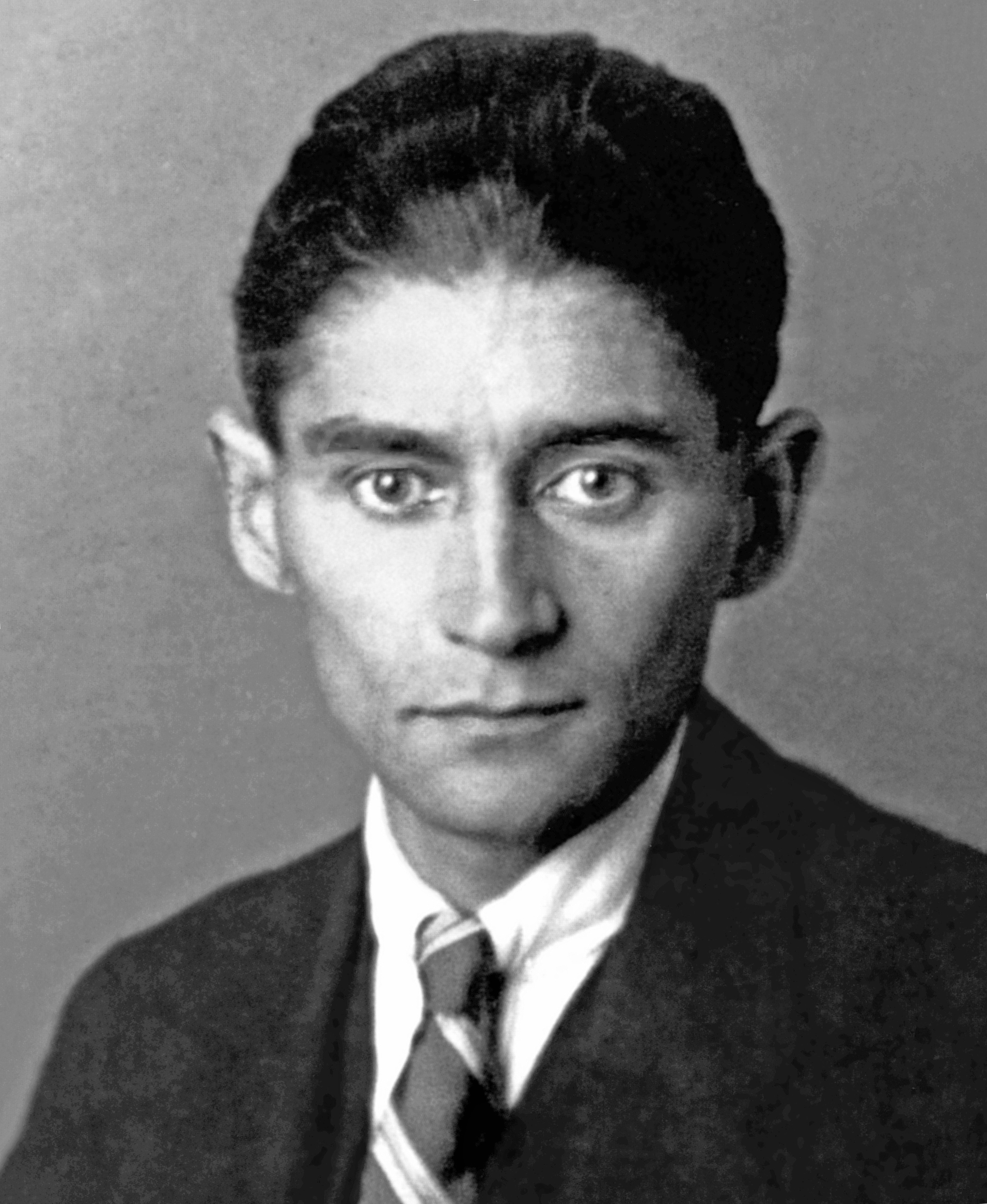
Franz Kafka (1923)

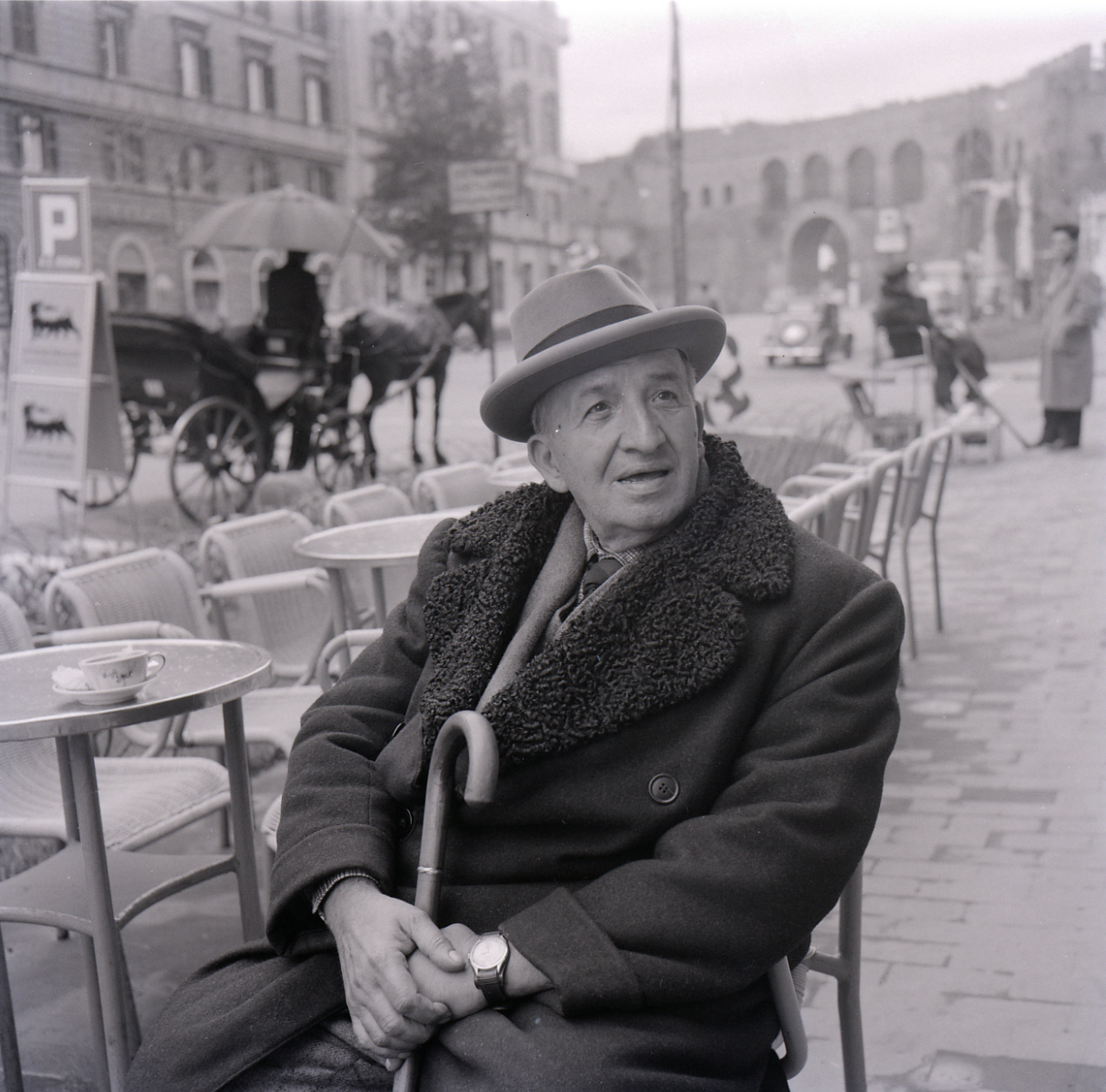
Vincenzo Cardarelli, foto von Paolo Monti, 1957

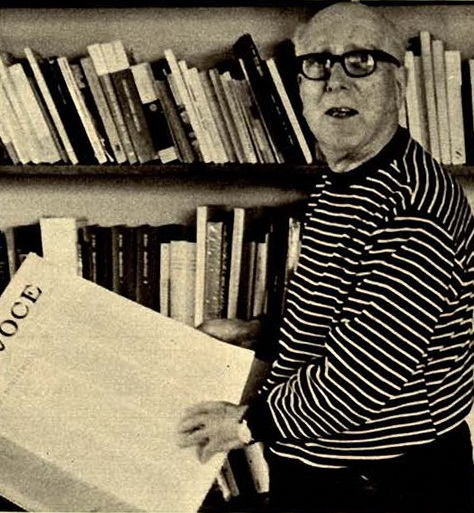
Giuseppe Prezzolini, 1975

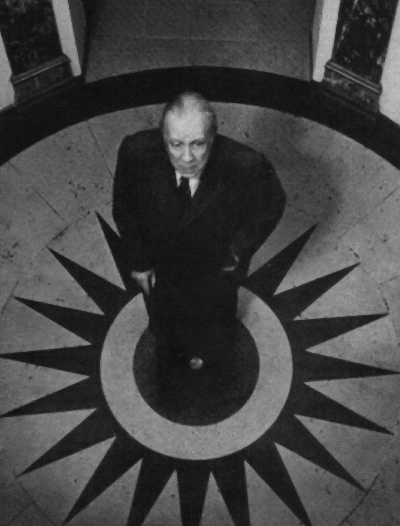
Jorge Luis Borges (1969)

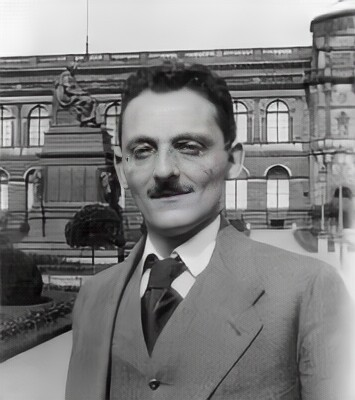
Max Brod, 1914 in Dresden

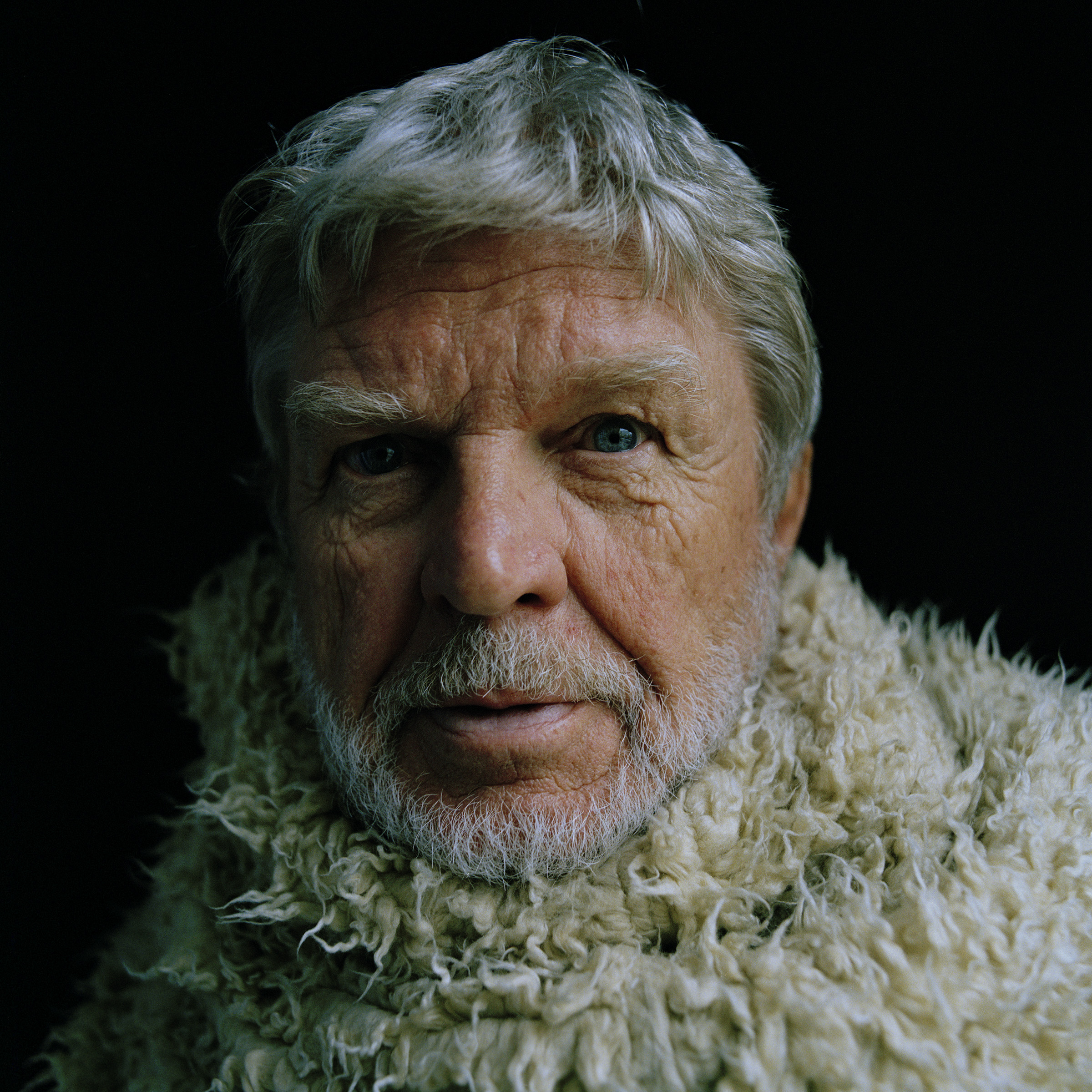
Hardy Krüger, 2001

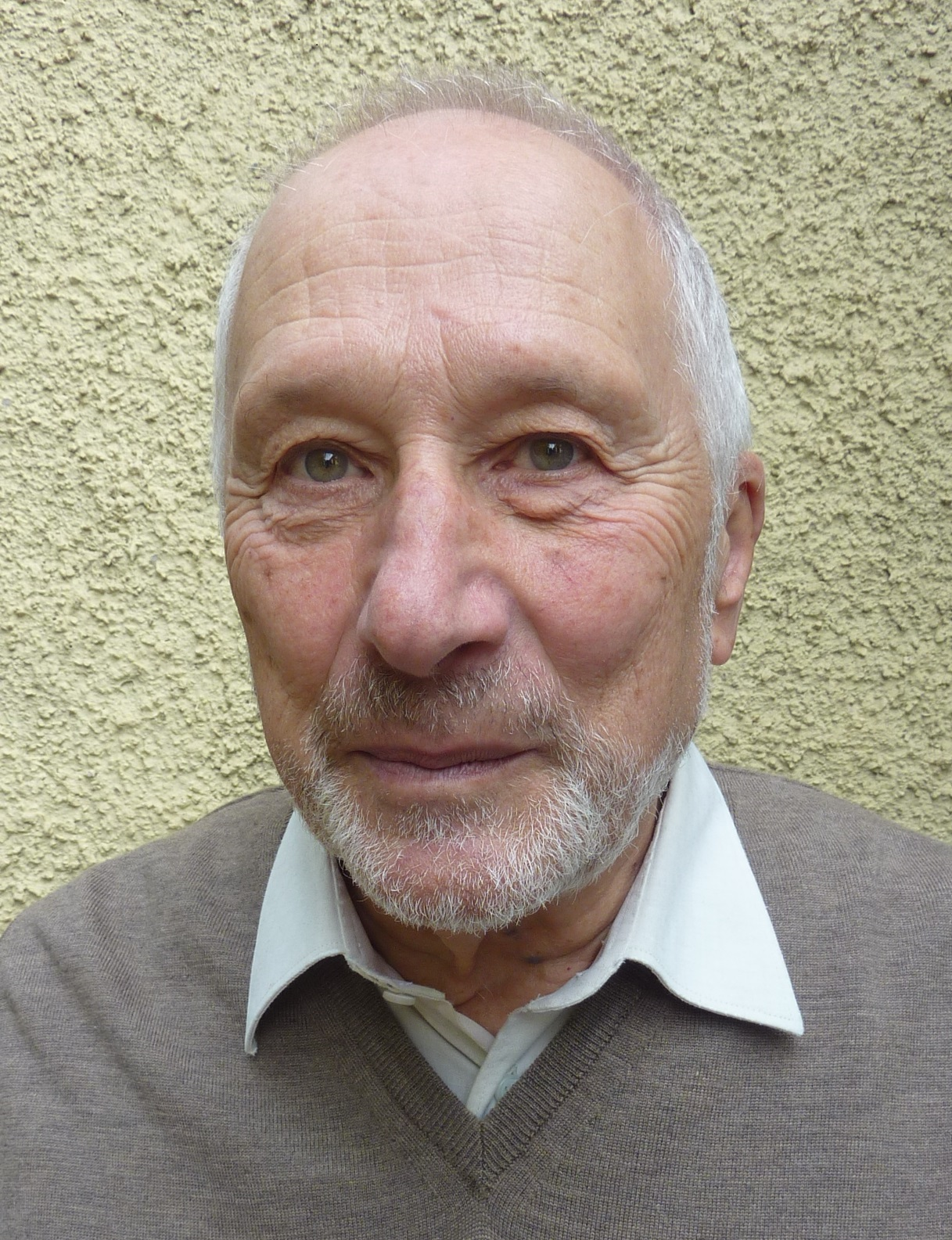
Ottavio Lurati (2017)

- Antonio del Magistretto de Daverio (* um 1450 in Locarno; † vor 1525), Schullehrer in Lugano, 1490[160]
- Giovan Francesco Magistretti (* um 1470), Rektor der Primarschule von Lugano[161]
- Giacomo Girolamo Casanova (1725–1798), Abenteurer, Schriftsteller, Historiker, wohnte drei Monate in Lugano
- François de Chateaubriand (1768–1848), Schriftsteller, Historiker, wohnte ein Monat in Lugano
- Camillo Ugoni (* 8. August 1784 in Brescia † 12. Februar 1855 in Pontevico), Politiker, Historiker- und Literaturkritiker, in Lugano arbeitete er mit dem Verleger Giuseppe Ruggia[162]
- Alessandro Manzoni (1785–1873), Dichter, Schriftsteller, ganz Jung war er Lehrling bei die Somasker in Lugano
- Tommaso Grossi (1791–1853), italienischer Schriftsteller und Dichter, wohnhaft in Lugano
- Giovita Scalvini (1791–1843), italienischer Dichter und Literaturkritiker, verfasste den Aufsatz von I Promessi Sposi von Alessandro Manzoni, publiziert 1831 in Lugano von der Druckerei Ruggia
- Filippo Ugoni (* 11. November 1794 in Brescia; † 12. März 1877 ebenda), Publizist, in Lugano arbeitete er mit dem Verleger Giuseppe Ruggia zusammen und gab Werke von Jean-Charles-Léonard Simonde de Sismondi[163]
- Atto Vannucci (1808–1883), Historiker, Carbonar, Flüchtling in Lugano
- Domenico Caccia (* 16. Oktober 1809 in Morcote; † gegen 1863 in Lugano), Dozent der Geschichte am Gymnasium von Lugano[164]
- Gaetano Cantoni (* 5. September 1815 in Mailand; † 18. September 1887 ebenda), Agronom, er wohnte in Lugano[165]
- André Léo (1824–1900), Schriftstellerin und Journalistin in Lugano
- Giovan Battista Buzzi-Cantone (1825–1898), Lehrer am Gymnasium von Lugano
- Angelica Cioccari-Solichon (* 9. Februar 1827 in Mailand; † 14. März 1912 in Lugano), Lehrerin, Vizedirektorin des Manzoni-Instituts in Maroggia[166]
- Giuseppe Pasqualigo (* 14. April 1827 in Venedig; nach 1859 in Mailand ?), Politiker, Verfolger des Giuseppe Mazzinis, Flüchtling nach Lugano, Historiker, Publizist: Guida di Lugano. und Compendio storico della Repubblica e Cantone del Ticino.[167]
- Antonio Caccia der Jüngere (1829–1893), Schriftsteller, Musiker, Komponist, Gründer des Kunstmuseums Caccia in Lugano
- Pjotr Dmitrijewitsch Boborykin (1836–1921), Schriftsteller, er wohnte in Lugano
- Friedrich Nietzsche (1844–1900), Philologe, Philosoph, Dichter, Komponist, Autor, er wohnte einmal auch in Lugano
- Valeska Gräfin Bethusy-Huc (1849–1926), Schriftstellerin, wohnhaft in Lugano
- Luigi Illica (1857–1919), Librettist, er wohnte in Lugano
- Clelia Bariffi-Bertchy (* 30. November 1861 in Zofingen; † 10. August 1911), Pädagogin, Gründerin der Istituto Bertschy-Bariffi in Lugano[168]
- Niklaus Bolt (1864–1947), Pastor und Jugendschriftsteller, wohnhaft in Lugano
- Aspazija (1865–1943), Dichterin und Dramatikerin, von 1906 bis 1920 gemeinsam mit
- Rainis (1865–1929), Dichter und Dramatiker, in Castagnola im Exil[169]
- Benedetto Croce (1866–1952), Philosoph, Historiker, Politiker, Gastfreund in Lugano
- Alfred Kerr (1867–1948), Schriftsteller, Theaterkritiker und Journalist
- Emilio Rotanzi (* 1868 in Peccia; † 14. Mai 1900 in Lugano), Professor, Schulinspektor, Verfasser von Schulbüchern[170]
- Giuseppe Rensi (1871–1941), Rechtsanwalt, Politiker und Philosoph, er wohnte in Lugano
- Francesco Chiesa (1871–1973), Schriftsteller, Dichter und Rektor des Gymnasiums von Lugano
- Angelo Riva (* 24. September 1871 in Tesserete; † 21. Juni 1937 in Lugano), Priester, Pfarrer von Tesserete, Lehrer, Journalist der Risveglio, Präsident der Federazione docenti ticinesi[96]
- Eugenio Balzan (1874–1953), italienischer Journalist, Unternehmer und Wohltäter[171]
- Giuseppe Prezzolini (1882–1982), Journalist, Schriftsteller und Verleger, er wohnte in Lugano
- Emilio Bontà (1882–1953), Dozent am Gymnasium in Lugano, Journalist, Lokalhistoriker
- Franz Kafka (1883–1924), Schriftsteller, er wohnte in Lugano
- Max Brod (1884–1968), Schriftsteller, Theater- und Musikkritiker, er wohnte in Lugano
- Caterina Amadò genannt Lilla (* 12. Juni 1884 in Bedigliora; † 21. Februar 1967 in Castelrotto), Direktorin des Gymnasiums von Lugano[172]
- Ernesto Pelloni (* 31. Oktober 1884 in Breno TI; † 7. September 1970), Pädagoge und Schriftsteller[173]
- Ines Bolla (1886–1953), Sekundarlehrerin im Lehrerseminar von Locarno, Direktorin der Frauenberufsschule in Lugano, Politikerin der FDP.Die Liberalen und Gründerin des Lyceum-Club der italienischen Schweiz
- H. D. (Hilda Doolittle) (1886–1961), amerikanische Schriftstellerin, sie wohnte in Lugano
- Diego Valeri (1887–1976), italienischer Literaturwissenschaftler und Schriftsteller
- Vincenzo Cardarelli (1887–1959), ein italienischer Journalist, Schriftsteller und Dichter
- Valerio Abbondio (1891–1958), Gymnasiallehrer, Dichter
- Ugo Donati (1891–1967) aus Astano, Altertumsforscher, Kunstkritiker, Antiquar, er entdeckte und veröffentlichte das Testament Francesco Borrominis
- Alfred Neumann (Schriftsteller) (1895–1952), deutscher Autor, wohnhaft in Lugano
- Giovan Battista Angioletti (1896–1961), Journalist, Schriftsteller, Gründer des Premio Luganos und Präsident der Europäische Schriftsteller-Vereinigung
- Silvio Sganzini (1898–1972), Linguist, Rektor des Lyzeum von Lugano
- Jorge Luis Borges (1899–1986), Schriftsteller, er wohnte in Lugano
- Ignazio Silone (1900–1978), italienischer Schriftsteller, wohnhaft in Lugano
- Edvige Livello (* 16. Oktober 1901 in Castrisch; † 26. Dezember 1999 in Lugano), Psychologin, Dichterin[174][175]
- Felice Antonio Vitali (* 24. März 1907 in Bellano; † 8. Oktober 2001 in Lugano), Redakteur beim Hallwag-Verlag in Bern, Mitarbeiter bei Radio Beromünster, Direktor von Landessender Monte Ceneri in Lugano[176]
- Adriana Ramelli (* 22. April 1908 (Adele) in Paradiso; † 4. März 1996 in Lugano), Direktorin der Kantonsbibliothek Lugano[177]
- Vinicio Salati (* 9. Juli 1908 in Paradiso; † 27. Ottobre 1994), aus Caneggio, Anarchist, Journalist, Dichter, Schriftsteller, Musiker[178][179]
- Orlando Spreng (1908–1950), Schriftsteller, wohnhaft in Lugano
- Federica Spitzer (Fritzi) (* 14. März 1911 in Wien; † 25. Mai 2002 in Lugano), Schriftstellerin, Jüdin, die in das Lager von Theresienstadt deportiert wurde[180], wohnte in Lugano
- Ilse Schneiderfranken (* 25. Januar 1912 in Charlottenburg; † 12. Juli 1987 in Massagno), Forscherin tätig im Biblioteca cantonale di Lugano[181]
- Anna Mosca (* 25. Oktober 1913 in Siena; † nach 1980 ebenda ?), Schriftstellerin, Theaterautorin, Dichterin[182][182][183][184][185]
- Renato Regli (* 1912 in Lugano; † 1986 ebenda), Gymnasiallehrer, Rektor des kantonalen GymnasiumLyzeum von Lugano, Literaturkritiker, Regisseur, Präsident des Circolo di Cultura di Lugano. und des Circolo liberale di cultura Carlo Battaglini.s[186][187][188], Mitglied des Vororts der Ghilda del Libro di Lugano
- Vilma Casanova-Moro (* 24. Januar 1915 in Ligornetto; † 7. Juli 2004 in Lugano), Schriftstellerin[189]
- Jürgen Thorwald (1915–2006), Schriftsteller und Autor von mit literarischen Mitteln gestalteten historischen Sachbüchern
- Tarcisio Poma (* 29. November 1916 in Brusino Arsizio; † 16. April 1995 in Lugano), Dozent am Lyzeum von Lugano, Schriftsteller und Übersetzer aus dem lateinischen Werken von Catull, Persius, Vergil und Martial[190][191]
- Felice Filippini (1917–1988), Schriftsteller, Maler, Essayist, Autor, Kunstkritiker
- Alberto Vigevani (1918–1999), italienischer Autor, Journalist und Verleger, er wohnte in Lugano
- Pier Riccardo Frigeri (* 25. Mai 1918 in Mezzovico; † 1. April 2005 in Lugano), aus Lamone, Bibliothekswissenschaftler, Bibliothekar an der Kantonsbibliothek von Lugano, Direktor der Revue Cenobio, Verantwortlich für die Schulbibliotheken des Kantons Tessin; er wohnte in Vezia[192][193][194]
- Ugo Canonica (* 2. Dezember 1918 in Willisau Land; † 21. Mai 2003 in Lugano), Schulinspektor, Dichter, Schriftsteller, Redakteur der Gazzetta Ticinese[195][196][197][198]
- Guido Locarnini (* 16. Januar 1919 in Bellinzona; † 12. November 2019 in Lugano), aus Monte Carasso, Sohn des Nicola, studierte in Bern, wo er 1946 in Germanistik doktorierte, Direktor der Zeitung Corriere del Ticino[199]
- Bixio Candolfi (* 24. November 1919 in Locarno; † 6. Dezember 2018 in Russo), Dozent an der Handelsschule Chiasso, Mitarbeiter des Radios der italienischen Schweiz (RSI), Übersetzer, Autor von Dokumentarsendungen und Hörspielen, Webvideoproduzent[200]; Premium Lavezzari[201]
- Eros Bellinelli (1920–2019), schweizerischer Journalist, Mitarbeiter der RSI, Politiker (SP), er wohnte in Banco di Bedigliora[202]
- Adriano Soldini (1921–1989), Schriftsteller, Literaturkritiker, Rektor des kantonalen Lyzeums von Lugano und Direktor der Kantonsbibliothek Lugano
- Alice Moretti (* 19. Juni 1921 in Melide), Tochter des Quirico, Sekundarlehrerin, Ehrenbürgerin von Melide (2019), Tessiner Grossrätin, Mitgründerin des Circolo Liberale di cultura Carlo Battaglini. in Lugano (1964) und des Soroptimist Club Lugano[203][204]
- Remo Beretta alias Martino della Valle (* 20. Februar 1922 in Leontica; † 25. Juli 2009 in Lugano), Dozent am Lyzeum von Lugano, Schriftsteller, Übersetzer[205][206][207]
- Amleto Pedroli (* 25. Oktober 1922 in Chiasso; † 12. Oktober 2011 in Lugano), Dozent, Dichter und Schriftsteller[208][209][210][211]
- Luciano Marconi (* 29. Januar 1924 in Trient; 8. März 2019 in Massagno), Sekundarlehrer am Gymnasium von Lugano, Journalist, Dichter, Schriftsteller[212][213]
- Ottorino Villatora (* 27. Oktober 1928 in San Martino di Lupari; † 1. Oktober 2020 in Lugano), Sekundarlehrer, Journalist, Dichter, Schriftsteller, Kunstkritiker[214][215][216]
- Giovanni Orelli (1928–2016), Schriftsteller, Dichter, Dozent am Gymnasium von Lugano
- Alessandro Lepori (* 14. September 1930 in Massagno; † 31. Oktober 2014 in Lugano), Studien an der Universität Zürich, Dozent der Mathematik an kantonalen Lyzeum 1 von Lugano, kantonaler Experte für Mathematikunterricht, Präsident der Gesellschaft Liberi e svizzeri, Leutnantcolonel der Schweizer Armee[217]
- Heros Costantini (* 1. September 1933 in Brissago; † 25. März 2011 in Sorengo), Journalist der Zeitung Corriere del Ticino und des Radiotelevisione Svizzera, Autor: Dizionarietto elvetico.[218][219]
- Rosanna Zeli (* 23. Juli 1935 in Locarno; † 14. März 1999 in Bellinzona) aus Onsernone, Philologin, Sekundarlehrerin, Redakteurin und Direktorin des Vocabolario dei dialetti della Svizzera italiana in Lugano[220][221]
- Grytzko Mascioni (1936–2003), Redakteur, Produzent und Autor
- Siro Ortelli (* 1937 in Mendrisio; † 25. April 2021 in Riva San Vitale), Sohn des Pio Ortelli, Studien an der Scuola Archivistica in Mailand, Bibliothekar an der Kantonsbibliothek Lugano, Schriftsteller, Dichter, Mitgründer der Associazione letteraria Hafez e Petrarca.[222] Ehrenmitglied der Associazione degli scrittori di lingua italiana.[223][224]
- Ottavio Lurati (1938–2023), Sprachwissenschaftler, ehemaliger Dozent an der Universität Basel, Preis Galileo Galilei, Publizist
- Laura Donati (* 1941? in Locarno), Mathematikerin, Gymnasiallehrerin im Lyzeum von Lugano, dann 1980–1982 Rektorin diese Lyzeums[225]
- Lauro Degiorgi (* 19. September 1941 in Miglieglia), Mathematiker (Universität Freiburg (Schweiz)), Doktor und Pädagoge der Universität Parma, Sekundarlehrer in Lugano, ehemaliger Direktor der Scuola Media (Mittelschule) von Viganello[226], Präsident der Società Demopedeutica, Präsident der Cantori di Pregassona[227]
- Silvano Gilardoni (* 5. August 1943 in Locarno; † 10. Januar 2009 in Lugano), Dozent am kantonalen Lyzeum Lugano 1[228], Historiker, Publizist, Redakteur des Archivio Storico Ticinese[229]
- Gabriella Calderari (* 24. August 1943 in Lugano; † 21. Dezember 2023 ebenda), Kindergartenlehrerin, unterrichtet seit 1986 in Arzo und Pazzallo, Erzieherin am Opera Ticinese per l’assistenza alla fanciullezza (OTAF) in Sorengo und am Instituto Don Orione in Lopagno. Im Jahr 1994 gründete sie den Verein Insieme per la pace in Signôra. Als Freiwillige ging sie nach Ruanda und setzte sich dreißig Jahre lang für die Ärmsten der Armen ein. Für ihre Hilfe für die Opfer des Völkermordes in Ruanda erhielt sie 2016 den Giovanni Cansani-Preis.[230][231]
- Fabio Soldini (* 1944? in Mendrisio), Schriftsteller, Literaturkritiker, Gymnasiallehrer, ehemaliger Rektor des Lyzeums von Lugano (1977–1980)[232]
- Gianni Ballabio (* 1944 in Morbio Inferiore), Literarische Studien an der Universität Freiburg, ehemaliger Direktor der Mittelschule von Morbio Inferiore, Journalist, Sekretär der bischöflichen Kurie von Lugano[233][234][235]
- Marina Rezzonico (* 1948 in Basel), Gymnasialdozentin in Massa Carrara, Schriftstellerin, wohnt oft in Lugano[236]
- Pompeo Macaluso (* 1950 in Palermo; † 22. Juni 2015 in Lugano), italienischer Historiker, Gymnasiallehrer und Politiker[237]
- Elena Spoerl-Vögtli (* 1952 in Bellinzona), Kommunikationsleiterin bei der Schweizer Nationalphonothek und Memoriav, heute Redakteurin der Tageszeitung laRegione, wohnt in Lugano[238]
- Giulia Fretta Rossini (* 22. Juni 1952 in Viadana; † 2. August 2015 in Lugano), Journalistin, Schriftstellerin, Fernsehregisseurin[239]
- Fabrizio Scaravaggi (* 1955 in Soresina), Journalist, Schriftsteller[240][241][242]
- Dubravko Pušek (* 1956 in Zagreb), Journalist, Übersetzer und Dichter, wohnt in Lugano[243]
- Paolo Di Stefano (* 1956 in Avola), Literaturkritiker, Schriftsteller, Journalist beim Corriere del Ticino und la Repubblica; war verantwortlich für die Kulturseiten des Corriere della Sera, für den er als Sonderkorrespondent tätig ist. Er war Redakteur beim Verlag Einaudi. Er hat an der Fakultät für Literatur der Universität Mailand journalistische Kultur gelehrt.[244][245][246]
- Fabrizio Mena (* 10. Juni 1956 in Mendrisio; † 3. Februar 2025 in Lugano), aus Campione d’Italia, Doktor der Geschichte der Universität Genf, Journalist, Dozent, Historiker, Autor wohnte in Cagiallo[247]
- Michele Rino Amadò (* 29. April 1958 in Viganello) aus Bedigliora, Philosoph, Schrif9eller, Dozent an der Università della Svizzera italiana (USI)[248]
- Silvio Soldini (1958), italienisch-schweizerischer Regisseur
- Sergio Roic (* 29. Januar 1959 in Šibenik), Journalist, Schriftsteller und Politiker (SP), Premio Campione d’Italia 1991, Premio Nuove Lettere 2004, Premio Poestate 2018[249][250]

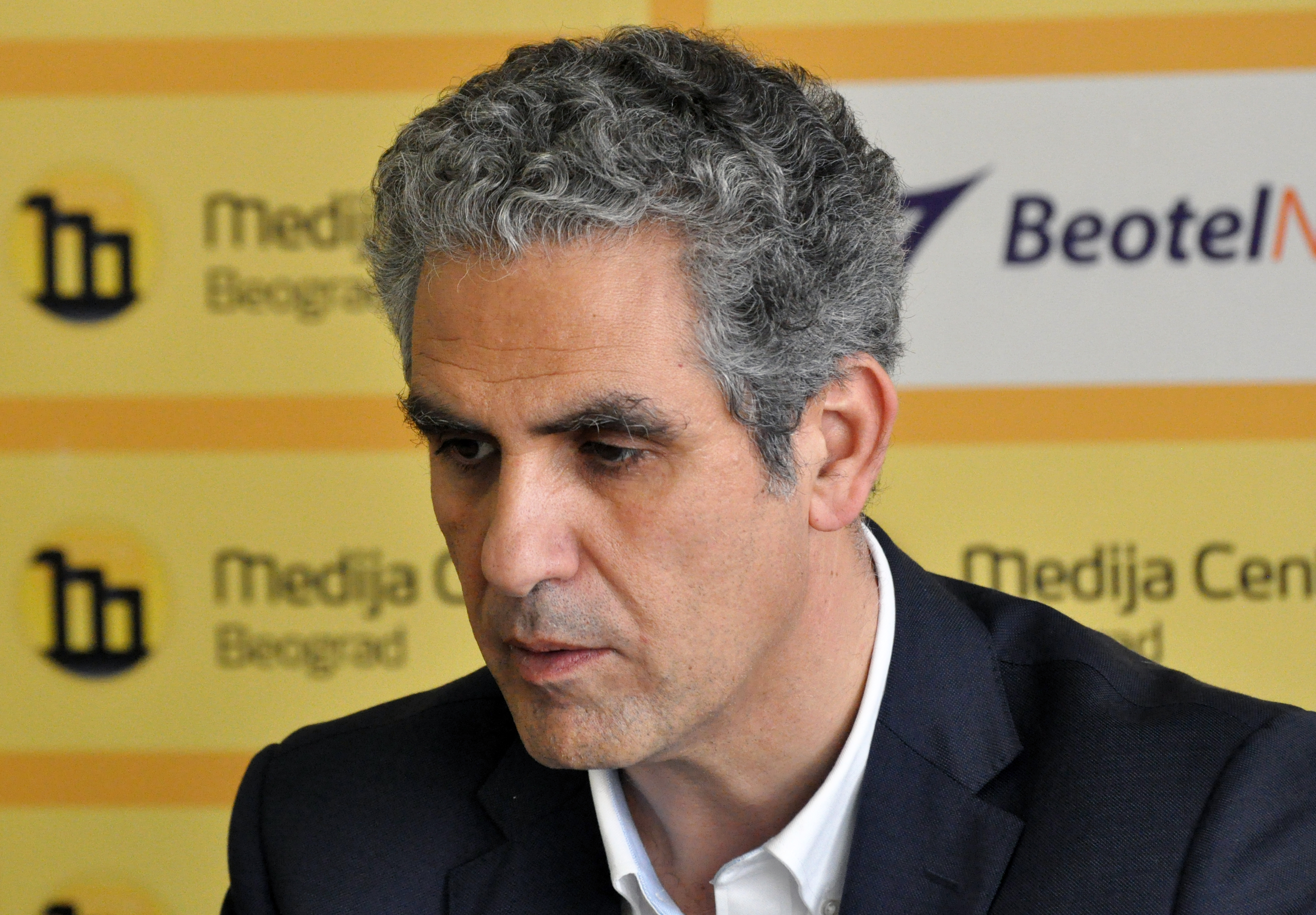
Marcello Foa (2018)

- Corinne Hofmann (1960) Schriftstellerin, wohnhaft in Lugano
- Leopoldo Lonati (* 5. Dezember 1960 in Tradate), Dichter[251]
- Alberto Moccetti (* 1961 in Lugaggia), Gymnasialdozent, Rektor des Liceo Diocesano von Lucino (Lugano), Schriftsteller, wohnt in Lugaggia[252][253]
- Marcello Foa (1963), ein italienischer Journalist, Geschäftsmann, Blogger und Schriftsteller mit Schweizer Staatsbürgerschaft. Vom 26. September 2018 bis zum 16. Juli 2021 war er Präsident von Rai
- Carlo Silini (* 1965 in Mendrisio), Theologe der Universität Freiburg (Schweiz), Journalist und Chefredakteur an der Tageszeitung Corriere del Ticino, 2015 gewann er den Swiss Press Award, Schriftsteller[254][255]
- Lou Lepori (1968), Schriftsteller, Dichter, Übersetzer, Theaterregisseur und Journalist, wohnt in Lausanne
- Matteo Terzaghi (1970), Künstler und Schriftsteller, wohnt in Lugano
- Fabiano Alborghetti (* 1970 in Mailand), Schriftsteller, Schweizer Literaturpreise 2018[256], Fotograf[257]
- Bérénice Capatti (* 1973 in Mailand), arbeitet als Redakteurin und Übersetzerin, Mitglied im Vorstand des Vereins Media e Ragazzi Ticino e Grigioni italiano, wohnt in Lugano[258]
- Luca Saltini (* 1976 in Mailand), wissenschaftlicher Mitarbeiter und Kurator der antiken Bestände im Kantonsbibliothek Lugano, Schriftsteller[259][260]
- Massimo Gezzi (* 1976 in Sant’Elpidio a Mare), Dichter und Schriftsteller, Dozent der Italienische Literatur am Lyzeum Lugano 1, Premio Carducci, Schweizer Literaturpreise 2016[261][262][263]
- Davide Monopoli (* 1977 in Florenz ?), Dichter[264][265]
- Matteo Ferretti (* 1979 in Correggio), Schriftsteller, Dozent am Kantonalen Lyzeum von Lugano[266][267]
- Vega Tescari (* 1980? in Mailand?), Dozentin an der Accademia di architettura in Mendrisio, Autorin von literarischen und Sachtexten, hat sich mit der Übersetzung von Gedichten beschäftigt, wohnt in Lugano[268]
- Benedetta Sara Galetti (* 1987 in Mailand), Schriftstellerin, sie wohnt in Lugano[269]

### Schauspieler, Radio- & Fernsehmoderatoren, Regisseure, Filmproduzenten

Douglas Sirk, 1929

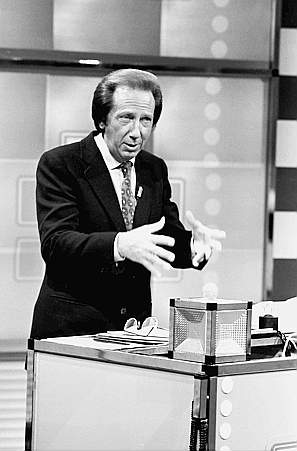
Mike Bongiorno

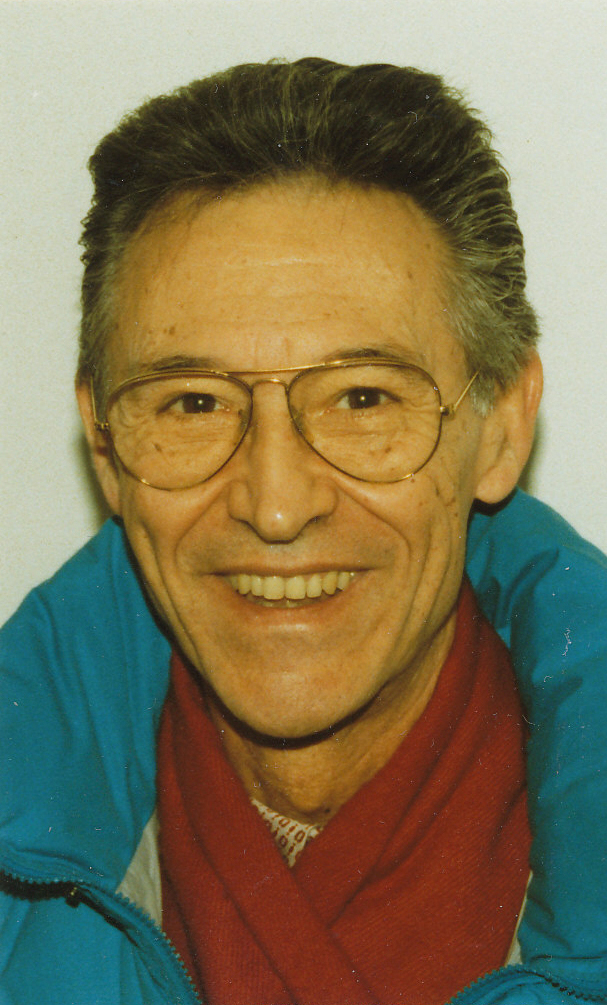
Silvio Francesco, um 1990

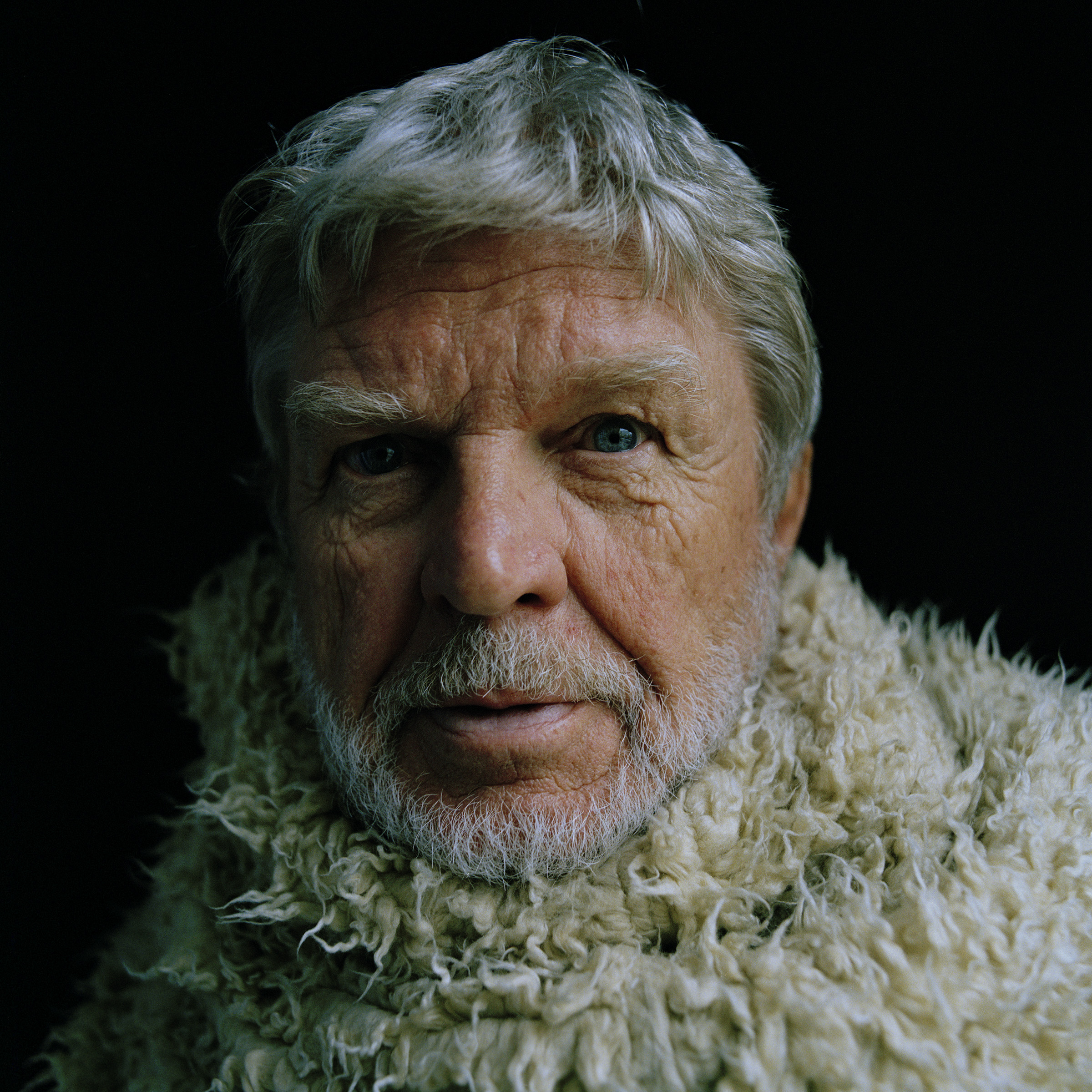
Hardy Krüger fotografiert von Oliver Mark, Berlin 2001

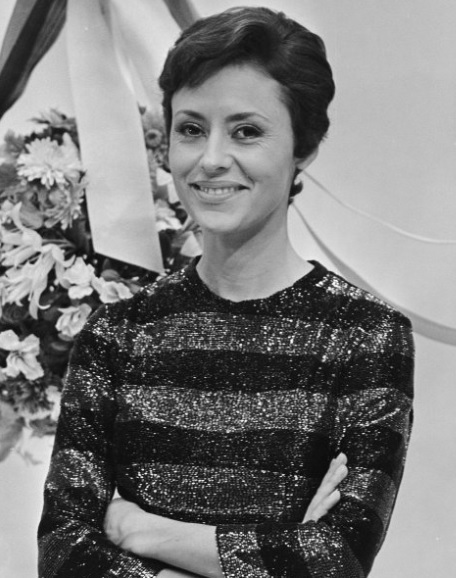
Caterina Valente, Foto von Ron Kroon, 1966.

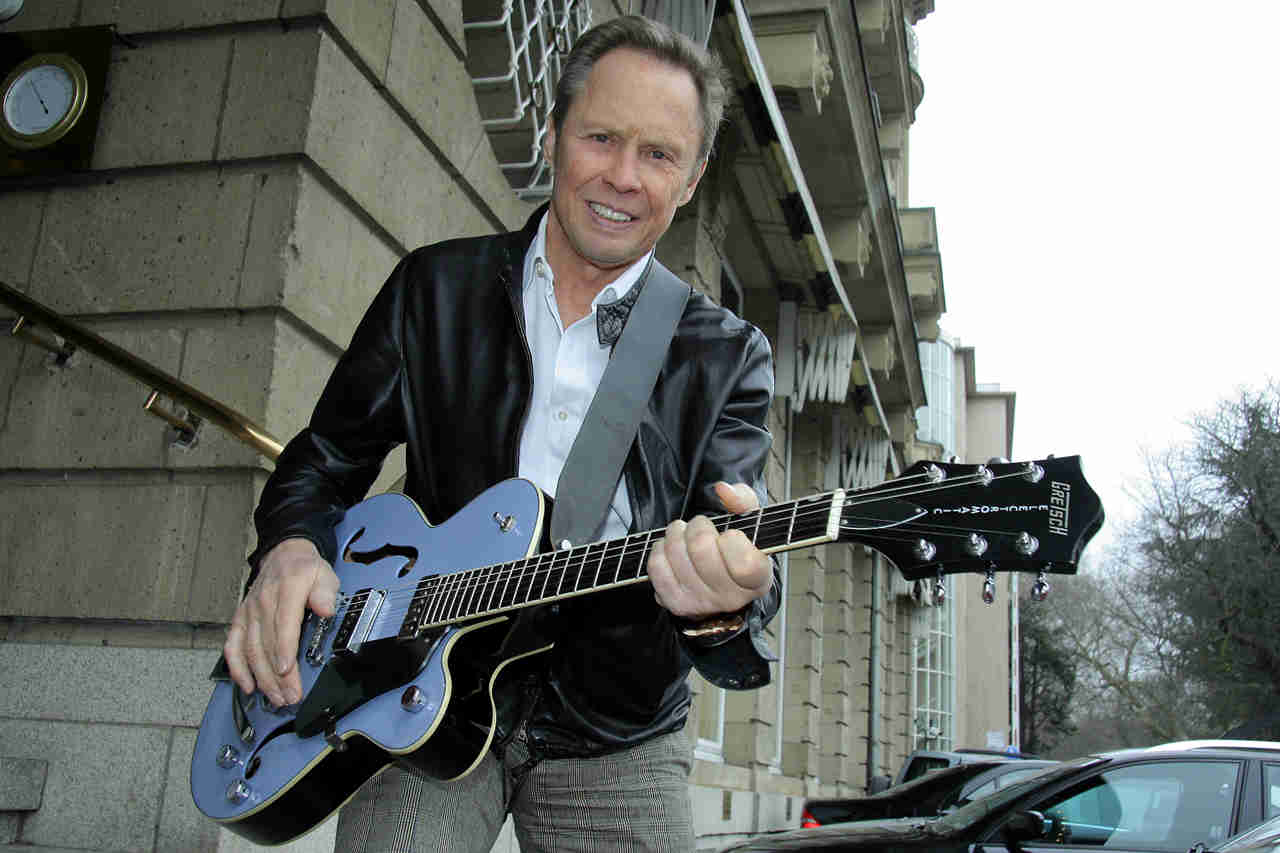
Peter Kraus, 2006.

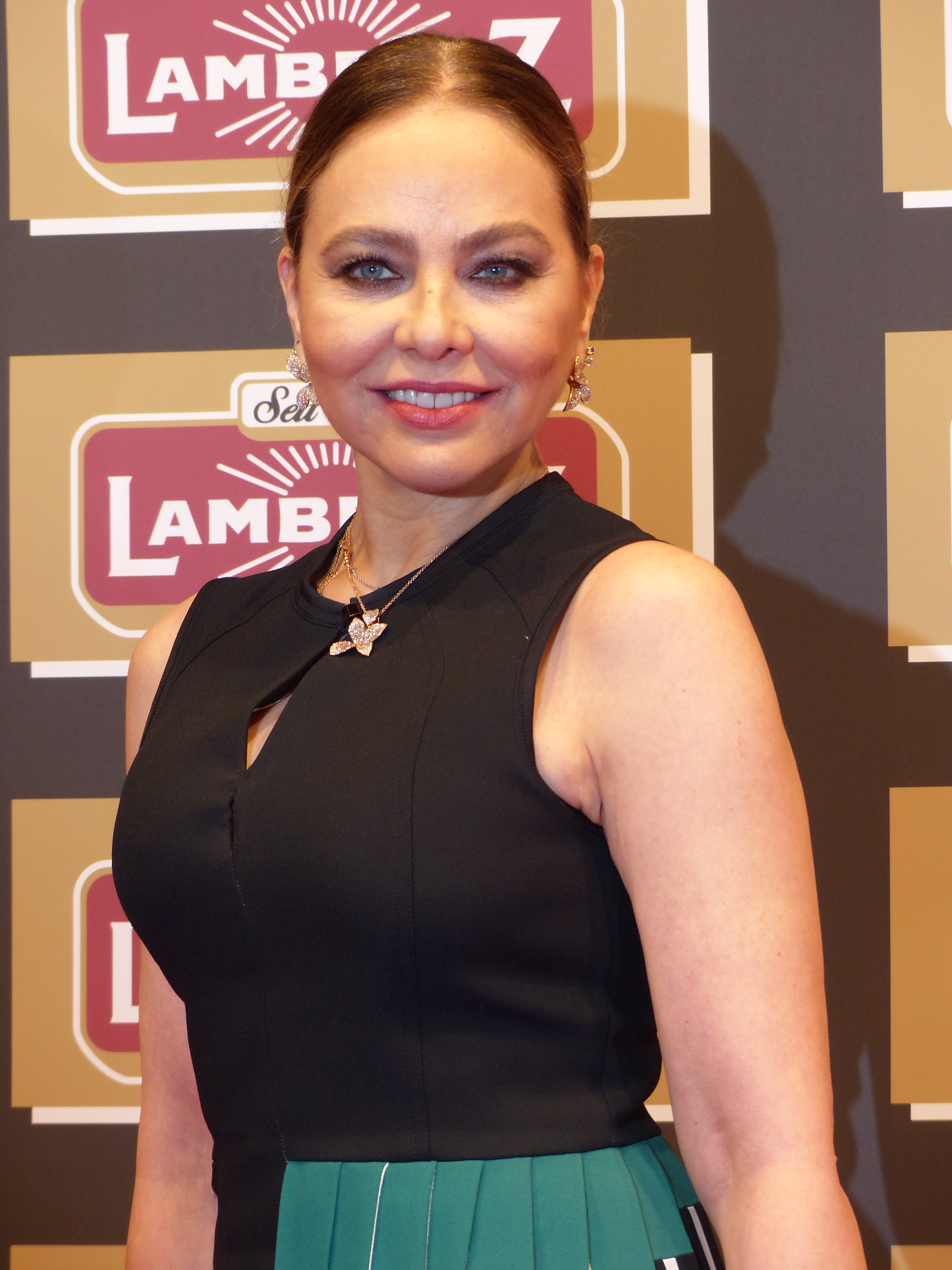
Ornella Muti, 2016.

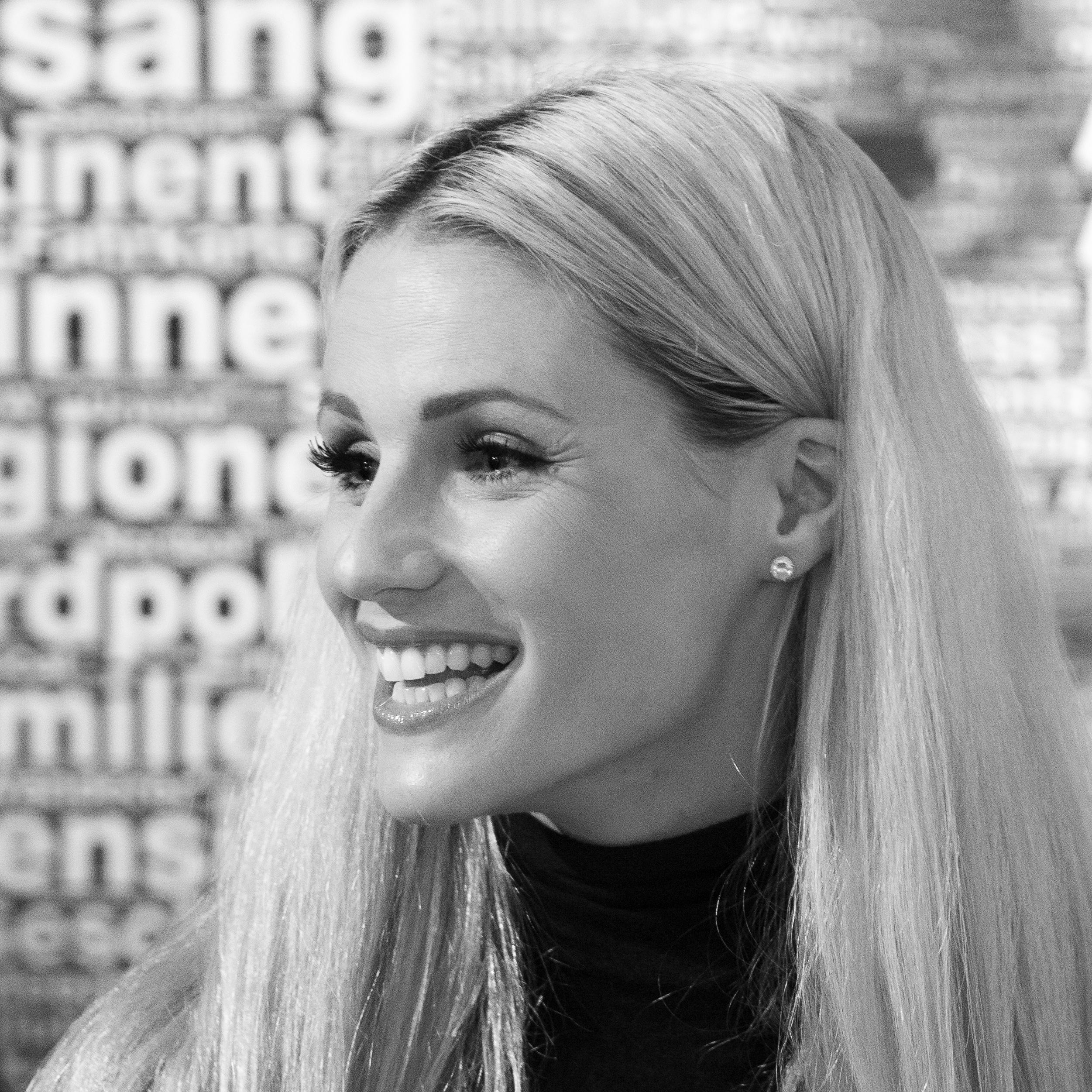
Hunziker auf der Frankfurter Buchmesse (2018)

- Romano Calò (1883–1952), italienischer Schauspieler und Regisseur[270]
- Carl Ebert (1887–1980), deutscher Schauspieler, Regisseur und Intendant
- Douglas Sirk (1897–1987), Bühnen- und Filmregisseur, wohnhaft in Lugano
- Carlo Castelli (* 12. März 1909 in Melide; † 19. Dezember 1982 in Lugano), Radioreporter, Redakteur, Programmgestalter, Hörspiel- und Theaterregisseur, Schriftsteller[271][272]
- Mariuccia Medici (* 18. Februar 1910 in Mailand; † 23. Februar 2012), Schauspielerin, Gründerin des Teatro Popolare della Svizzera Italiana e Insubria (TEPSI), sie spielte in Lugano[273]
- Alessandro Fersen, eigentlich Aleksander Fajrajzen (* 5. Dezember 1911 in Lodz; † 3. Oktober 2001 in Rom), italienischer Schauspieler und Theaterregisseur[274]
- Mike Bongiorno (1924–2009) italienischer Fernsehmoderator und Gast in Lugano
- Alberto Canetta (* 28. August 1924 in Mailand; † 24. Mai 1987), italienischer Schauspieler und Theaterregisseur[275]
- Silvio Francesco (1927–2000), italienischer Unterhaltungskünstler und Schlagersänger
- Hardy Krüger (1928–2022), deutscher Filmschauspieler und Schriftsteller
- Caterina Valente (1931–2024), italienische Sängerin und Schauspielerin
- Ketty Fusco (* 5. August 1926 in Neapel; † 18. Februar 2021 in Lugano), Schauspielerin, Regisseurin, Schriftstellerin: Fugato, Dentro/fuori, In quell’albergo sul fiume[276]
- Frederick Stafford (1928–1979), österreichischer Schauspieler
- Peter Kraus (1939), österreichischer Schauspieler und Sänger
- Marianne Hold (1933–1994), deutsche Schauspielerin
- Emma Danieli (* 14. Oktober 1936 in Buscoldo; † 21. Juni 1998), italienische Schauspielerin[277]
- Ornella Muti (1955), italienische Schauspielerin
- Silvio Soldini (1958), italienisch-schweizerischer Regisseur
- Enrico Bertolino (* 4. Juli 1960 in Mailand), italienischer Kabarettist und Fernsehmoderator[278]
- Hardy Krüger jr. (1968), deutscher Schauspieler
- Michelle Hunziker (1977), schweizerische Fernsehmoderatorin und Schauspielerin

### Musiker, Komponisten, Sänger
- Giovanni Della Porta (* um 1420 in Porlezza; † nach 1463 ebenda), Orgelbauer tätig in der Kathedrale San Lorenzo von Lugano[279]
- Domenico Bononio (* um 1660 in Busto Arsizio; † nach 1671 ?), Franziskaner, Organist der Kathedrale San Lorenzo von Lugano[280]
- Vittore Arconati (* um 1640 in Bollate ?; † nach 1693 in Assisi), Musiker, Organist der Kathedrale San Lorenzo von Lugano[281]
- Pietro Fabbi (* um 1800 in ?; † nach 1830 in Lugano), Blasorchesterdirigent, erster Leiter der Civica Filarmonica  von Lugano[282]

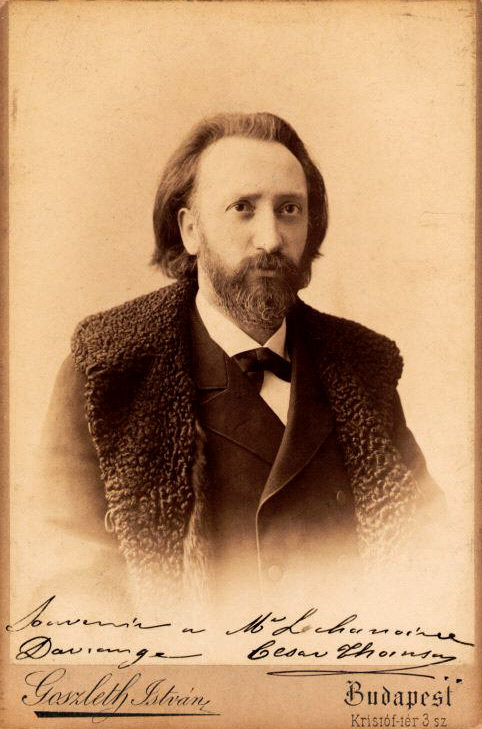
César Thomson, Foto von István Goszleth

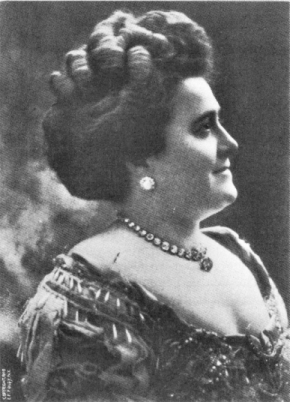
Luisa Tetrazzini

- Celestino Gnocchi (* 13. April 1824 in Parma; † 5. April 1873 in Lugano), Blasorchestermeister, Leiter der Civica Filarmonica von Lugano[283]
- Romualdo Marenco (* 1. März 1841 in Novi Ligure; † 9. Oktober 1907 in Mailand), Violinist, Orchesterdirigent, Komponist, Flüchtling und Musiklehrer in Lugano[284]
- Francesco De Divitiis (* 25. Mai 1841 in Barletta; † 21. März 1909), Komponist, Dirigent der Civica Filarmonica von Lugano[285]
- Enrico Fugazza (* in Parma 1852; † 1916 in Lugano), aus Curio TI, Opernsänger und Orchesterdirigent, Musiklehrer im Istituto Landriani in Lugano[286]
- Gaspare Mascioni (* 13. November 1848 in Cuvio; † 23. Juli 1893 ebenda), Organist, Orgelbauer tätig in der Kirche Santa Maria Immacolata von Lugano[287]
- Ernesto Vicari (* 7. April 1854 in Caslano; † 28. August 1928), Bildhauer, Maler und Musiker[288]

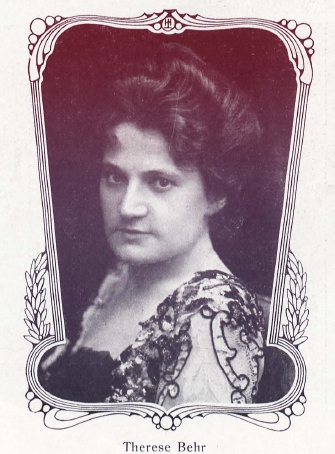
Therese Behr (1903).

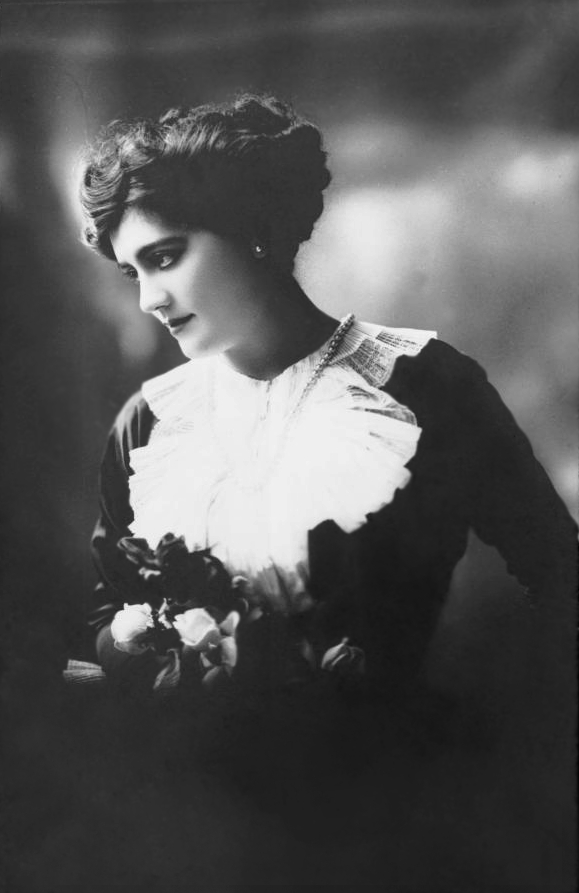
Mafalda Salvatini

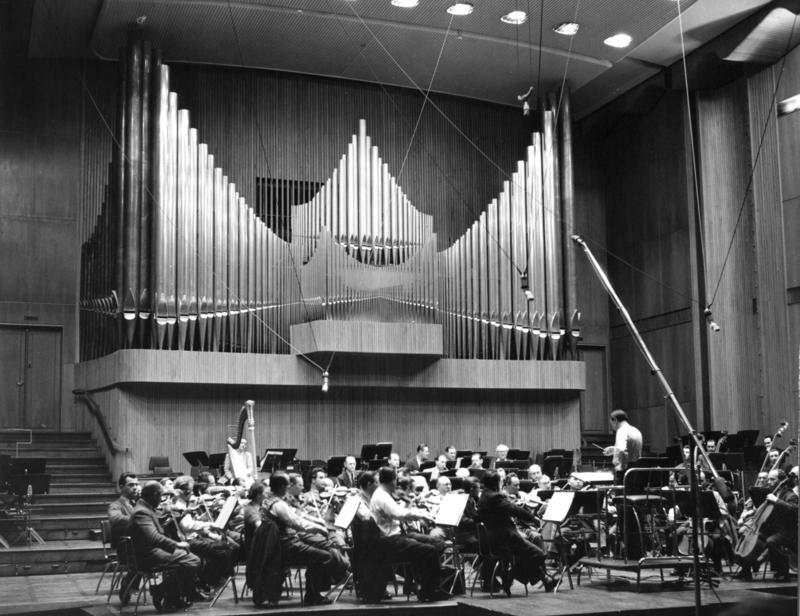
Hans Rosbaud dirigiert das Sinfonie-Orchester des WDR, 1954

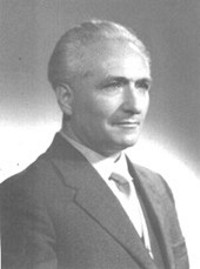
Luigi Picchi

- Giuseppe Vedani (* 1857 in Varese; † 1911 ebenda), Orgelfabrikant[289]
- César Thomson (1857–1931), belgischer Violinist, Violinpädagoge und Komponist
- Louis Lombard (* 15. Dezember 1861 in Lyon; † 1. November 1927 in Genua), Violinist und Mäzen[290]
- Richard Strauss (1864–1949), Musiker, Dirigent, Komponist, 27. März 1947 wohnte er in Lugano[291]
- Ernesto Consolo (1864–1931), Pianist wohnte in Villa Consolo in der Ortschaft Montarina (Gemeinde Lugano)[292]
- Elvino Ercolani (* um 1865 in Ravenna; † nach 1934), Violinist und Violist[293]
- Giovanni Battista Baggi (* 1867 in Busseto; † 11. Dezember 1909), Pianist, Dirigent, Komponist[294]
- Raffaele Petillo (* 10. Oktober 1867 in Neapel; † 10. November 1930 in Lugano), Komponist und Dirigent[295]
- Luisa Tetrazzini (1871–1940), italienische Opernsängerin, sie wohnte in Lugano[296]
- Maria Galli (* 13. Juni 1872 in Montevideo; † um 1930 ebenda ?), Pianistin und Komponistin[297]
- Enrico Dassetto (* 15. Juli 1874 in Cuneo; † 4. September 1971), Musiker, Komponist, Dirigent[298]
- Therese Behr-Schnabel (1876–1959), Gesangslehrerin, Sängerin
- Elisabeth Kuyper (1877–1953), niederländisch-deutsche Dirigentin, Komponistin der Spätromantik und Frauenrechtlerin
- Bruto Mastelli (* 13. Oktober 1878 in der Fraktion Ficarolo der Gemeinde Rovigo; † 9. Oktober 1962 in Lugano), Klarinettist, Blasorchesterdirigent und Komponist[299]
- Mario Vicari (* 27. Dezember 1879 in Agno; † 19. Oktober 1976), Musiker, Komponist, Chordirigent[300]
- Walter Galli (* 27. Oktober 1881 in Montevideo; † März 1960 in Palma), Cellist[301]
- Wilhelm Backhaus (1884–1969), deutscher Pianist, spielte in Lugano
- Goffredo Sajani (1885–1951) Violinist, Komponist, Dirigent und Schriftsteller[302]
- Mafalda Salvatini (1886–1971), italienische Opernsängerin, Sopran wohnte in Lugano
- Arnaldo Filipello (* 2. Mai 1887 in Altavilla Monferrato; † 7. November 1953 in Lugano), Komponist, Pianist, Orchesterleiter[303]
- Astorre Gandolfi (* 9. Juli 1887 in Ferrara; † 2. Januar 1957), Blasorchestermeister und Komponist[304]
- Frederik Husler (* 16. Januar 1889 in Salt Lake City; † 21. Januar 1969), Cellist, Opernsänger und Pädagoge[305]
- Angelo Fasolis (* 17. März 1889 in Neapel; † 10. Oktober 1965 in Luzern), Violinist und Blasorchestermeister in Lugano[306]
- Fritz Rothschild (* 28. August 1891 in Köln; † 31. Januar 1975 in Lugano), Violinist und Musikologe[307]
- Angelo Bonini (* 21. Januar 1892 in Florenz; † 15. Mai 1976), Kontrabassist, er spielte in Lugano[308]
- Ruggero Rambelli (* 8. Januar 1893 in Lugo; † 1970 in Lugano), Posaunist, spielte in Lugano[309]
- Hans Rosbaud (1895–1962), österreichischer Dirigent, Komponist und Pianist, wohnte in Lugano
- Richard Flury (1896–1967), Komponist und Dirigent, arbeitete gelegentlich im Radiostudio von Lugano
- Michelangelo Fasolis (* 28. Juli 1896 in Neapel; † 15. Oktober 1984), Musiker, Kontrabassist[310]
- Walter Lang (1896–1966), Pianist und Komponist, Dirigent im Studio des Landessenders Monte Ceneri, in Lugano tätig
- Luigi Picchi (1899–1970), italienischer Organist, Komponist und Musikpädagoge am Priesterseminar von Lugano
- Willy Krancher (* 27. Mai 1900 in Basel; † 12. November 1981 in Lugano), Komponist, Violinist und Orchesterdirigent[311]
- Maria Arigoni-Nosotti-Bannwart (* 3. Februar 1902 in Wien; † 18. April 1982 in Solothurn), Sängerin[312]
- Nino Herschel (* 24. Februar 1902 in Genf; † 12. Juli 1941 in Lugano), Pianist, spielte in Lugano[313]
- Otmar Nussio (1902–1990), Flötist, Dirigent und Komponist tätig in Lugano
- Umberto Montanaro (* 26. September 1904 in Mottola; † 28. Oktober 1967 in Lugano), Musiker, Komponist, Dirigent der Civica Filarmonica von Lugano[314]
- Edwin Loehrer (* 27. Februar 1906 in Andwil SG; † 1991 in Orselina), Komponist, Gründer den Chor des Radios des Fernsehens der italienische Schweiz, Ehrenbürger von Lugano[315][316]
- Arnaldo Marchetti (* 3. Mai 1906 in Montecatini Terme; † 20. März 1978 in Rom), Musikkritiker für die Zeitung Corriere del Ticino, Autor[317]
- Edward Stämpfli (* 1. Februar 1908 in Bern; † 12. Januar 2002 in Berlin), Schweizer Musiker, Komponist von 1939 an tätig in Basel und Lugano[318]
- Leopoldo Casella (* 6. Dezember 1908 in Montevideo; † 26. Oktober 1972 in Lugano), aus Barbengo, Pianist und Dirigent[319]
- Hans Mueller (* 23. Februar 1909 in Zürich; † 1. Dezember 1987 in Lugano), Oboist und Komponist[320]
- Carlo Colombo (* 15. März 1910 in Mailand; † 15. Oktober 1981 in Viganello), Violist und Violinist[321]
- Emil Kamm (* 18. Juli 1910 in Zürich; † 19. März 1987 in Roveredo GR), Hornist, tätig im Radioorchester von Lugano[322]
- Luciano Sgrizzi (1910–1994), Komponist, Pianist, Cembalist und Organist am Radio der italienischen Schweiz; 1961 gründete er mit Edwin Löhrer die Società cameristica di Lugano
- Margot Ruth alias Margherita De Landi (* 6. Dezember 1910 in Berlin; † 3. August 1976 in Visby), Opernsängerin[323]
- Reuel Lahmer (* 27. März 1912 in Maple, Ontario), Musiker, er spielte ab 1971 am Franklin College von Lugano[324]
- Bruno Cairoli alias Bill Liroca (* 30. November 1912 in Cotignola), Violinist und Komponist[325]
- Peter Rybar (* 29. August 1913 in Wien; † 4. Oktober 2002 in Lugano), tschechisch-schweizerischer Violinist; er spielte in Lugano
- Paolo Fasolis (* 1913 in Kairo; † Januar 1947 in St-Imier), Violinist, Blasorchesterleiter und Komponist[326]
- Renato Carenzio (* 23. Juli 1913 in Mailand; † 15. Oktober 1985), Violinist und Komponist[327]
- Carlo Florindo Semini (* 16. November 1914 in Russo TI; † 10. Juni 2004 in Lugano), Musiker, Komponist und Musikkritiker[328][329]
- Louis Gay des Combes (* 17. Dezember 1914 in Cabbio), Violinist, Orchesterdirigent, Mitglied des Quartetto Monteceneri, Mitgründer der Società Cameristica[330]
- Giocondo De Signori (* 20. September 1915 in Massagno), Cellist, er spielte in Lugano[331]
- Peter Moesser (1915–1989), deutscher Schlagerkomponist, der eine Reihe von Millionensellern schrieb, wohnte in Lugano
- Luigi Agustoni (1917–2004), Priester, Theologe, Kirchenmusiker und Dozent für Gregorianischen Choral am Priesterseminar von Lugano
- Nino Impallomeni (1917–1932), Trompeter und Bandleader, ab 1968 spielte er im Radiosa-Orchester der Radio della Svizzera italiana (RSI) unter der Leitung von Mario Robbiani
- Erik Monkewitz (* 2. Febbraio 1918 in Nischni Nowgorod (Gorki); † 15. April 2009 in Lugano), Violinist, seit 1944 war er erster Violinist der Orchestra della Radio della Svizzera italiana RSI von Lugano, Freunde von Totò[332]
- Clinio Bergamini (* 1. Mai 1918 in Tamara; † 8. Juli 1986), Musiker, er spielte in Lugano[333]
- Ermanno Briner-Aimo (* 21. Februar 1918 in Zürich; † 25. Juni 2005 in Lugano), Physiker und Mathematiker, Lehrer für Akustik in Lugano[334]
- Annelies Gamper (* 2. April 1918 in Winterthur; † 18. Juli 1973 in Lugano), Opernsängerin[335]
- Gaetano Giuffrè (* 14. September 1918 in Korfu; † 8. Januar 2018 in Vancouver), Pianist und Komponist[336]
- Fred Rogosin (* 14. Januar 1919 in Boston; † 7. Oktober 2004 in Lugano), Chordirigent und Bass, er spielte in Lugano[337]
- Giuseppe Scanniello (* 8. Mai 1919 in Montana Antilla; † 7. Juli 1965 in Lugano), Oboist, Komponist und Dirigent[338][339]
- Paul Szabo (* 14. März 1920 in Budapest; † 23. Juni 2012 in Gambarogno), Cellist, er spielte in Lugano[340]
- Cataldo D’Addario (* 29. April 1920 in Port Said; † 21. September 2016 in Lugano), Trompeter, er spielte in Lugano[341]
- Mirko (Miroslav) Arazim (* 16. Mai 1920 in Sedlčany; † 29. November 1997), Trompeter, er spielte in Lugano, Orchester-Dirigent der philharmonischen Gesellschaften von Castagnola-Cassarate-Ruvigliana, Pregassona und Valsolda. Er wirkte an den Aktivitäten der Accademia musicale di Curio mit.[342]
- Francis Travis (1921–2017), Dirigent und Hochschullehrer US-amerikanischer Herkunft, ab 1958 Mitarbeiter der Radio della Svizzera italiana (RSI) bis 1962
- Alberto Ramellini (* 27. Januar 1922 in Paradiso TI), Blasorchesterdirigent, er spielte in der Philharmonie von Paradiso und Lugano[343]
- Renato Grisoni (* 29. Juni 1922 in Preglia; † 31. Mai 2012 in Lamone), Organist, Pianist, Gesang- und Musikdozent in Lugano[344]
- Alois Burkhalter (* 16. Dezember 1922 in Wangen an der Aare; † 13. Dezember 1965), Musiker, Oboist und Komponist[345]
- Rodolfo Malacarne (* 25. April 1923 in Bologna; † 7. November 2016 in Lugano), Opernsänger[346]

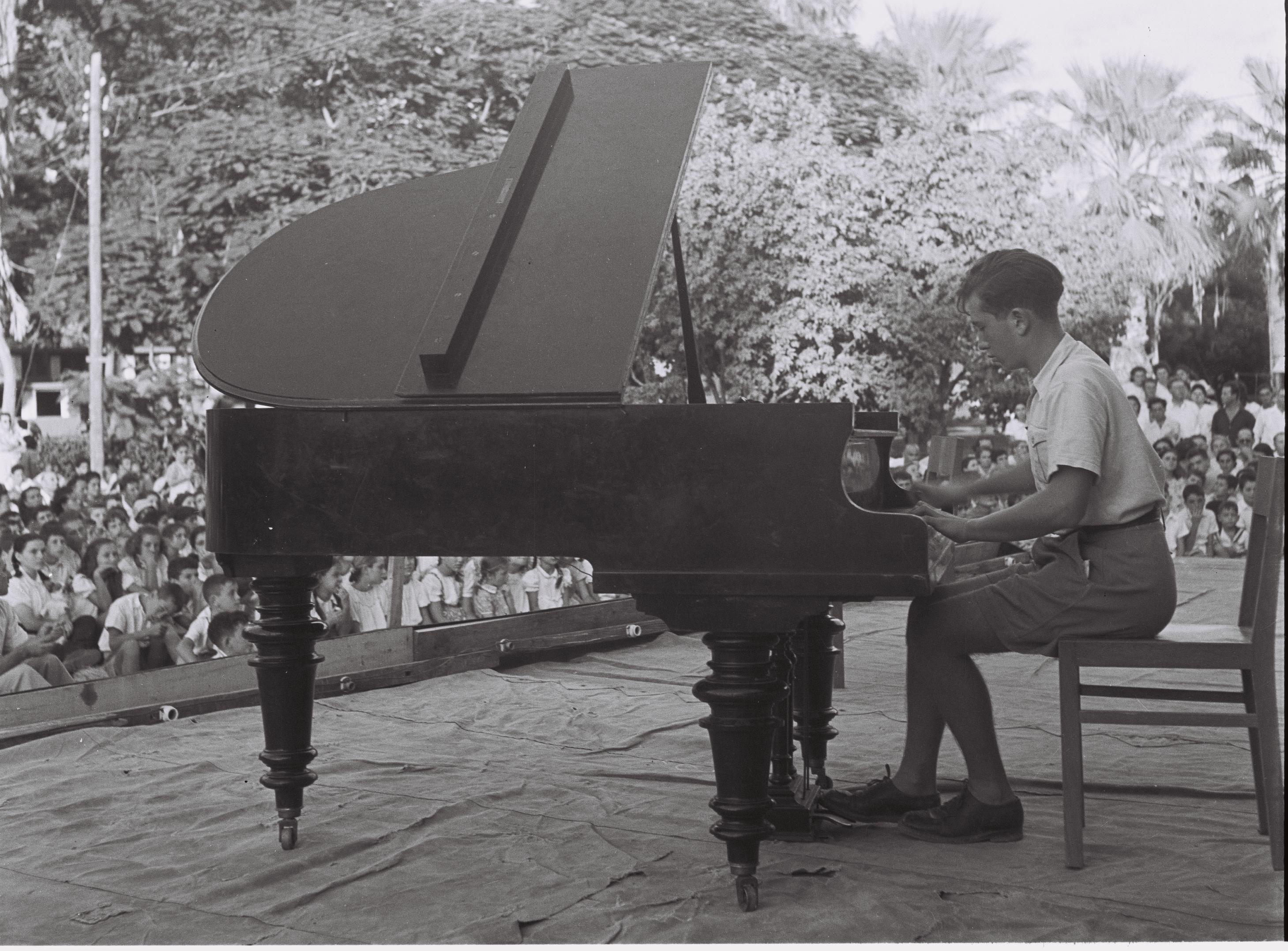
Alexis Weissenberg, 1947

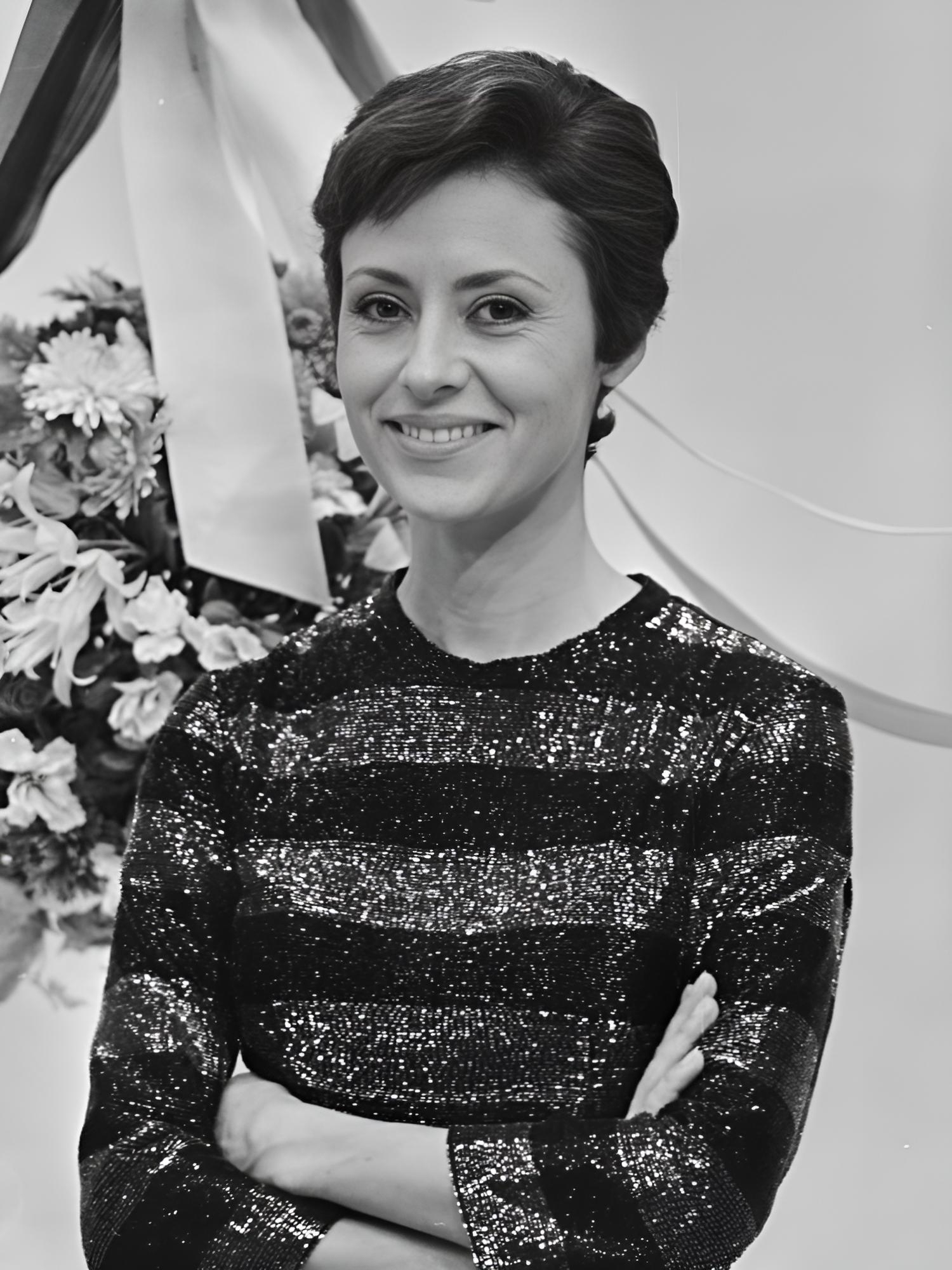
Caterina Valente, Foto von Ron Kroon, 1966

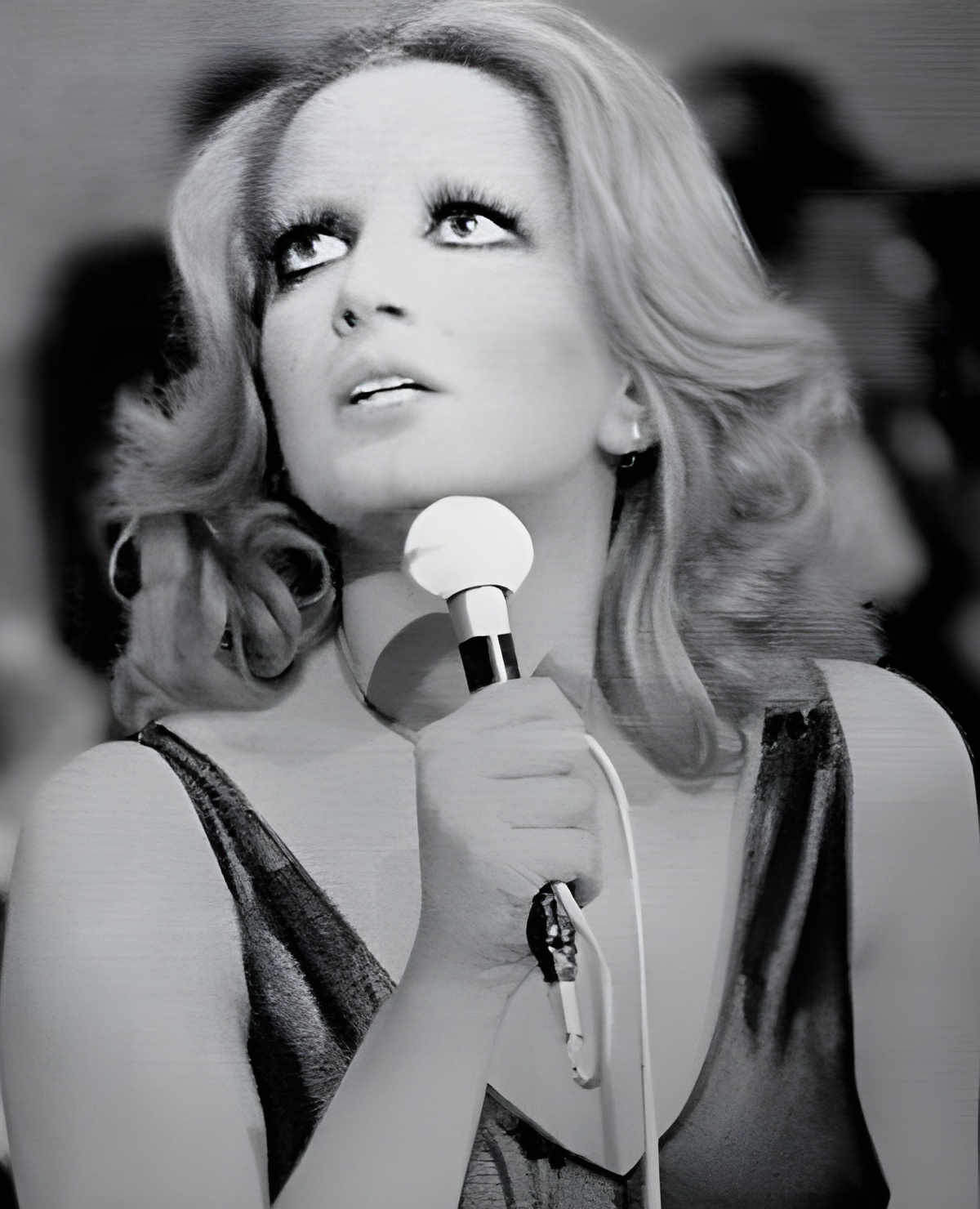
Mina

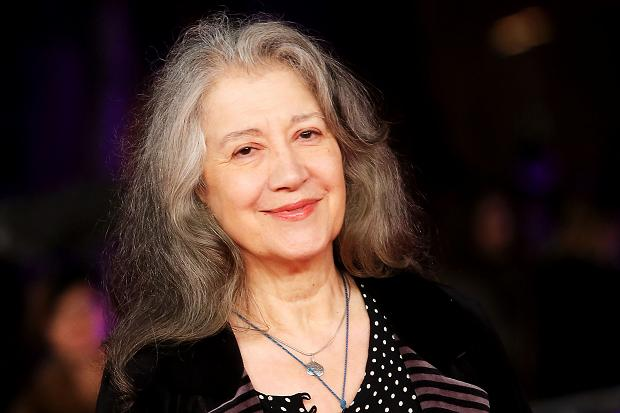
Martha Argerich, 2015

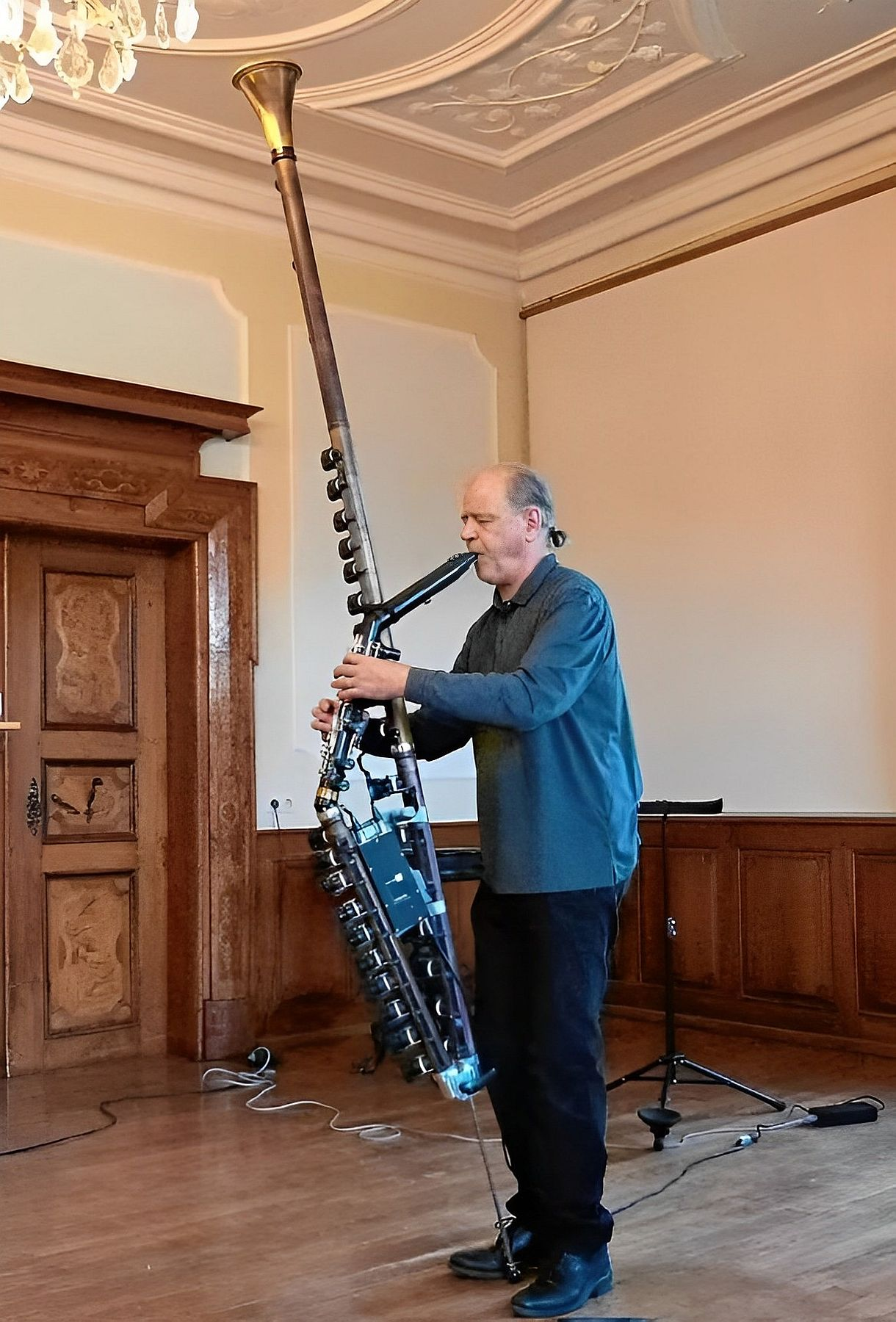
Ernesto Molinari mit Kontrabassklarinette, 2022

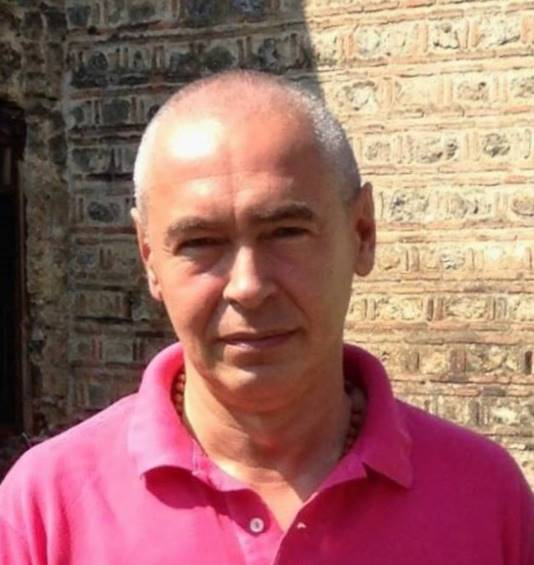
Ivo Pogorelich, 2015

- Anna De Cavalieri alias Elizabeth Anne McKnight Rogosin (* 27. Juli 1924 in Oak Park (Illinois); † 29. August 2012 in Lugano), Opernsängerin, Sopran[347][348]
- James Loomis (* 27. Juni 1925 in Conneaut (Ohio); † 1. Juni 2007), Opernsänger[349]
- Aldo Ghedin (* 6. Mai 1926 in Treviso; † 30. Mai 1998 in Mendrisio), Organist[350]
- Luigi Cansani (1927–2017), Priester, Kirchenmusiker, Organist, Chorleiter am Priesterseminar von Lugano und Komponist
- Alexis Weissenberg (1929–2012), bulgarischer Pianist, spielte in Lugano
- Jiri Koukl (* 1. April 1931 in Přehořov; † 11. März 2000), Klarinettist, spielte in Lugano[351]
- Caterina Valente (1931–2024), italienische Sängerin, Tänzerin, Gitarristin, Schauspielerin und Entertainerin
- Maria Grazia Ferracini (* 23. Januar 1933 in Lecco; † 16. Juli 2024 in Gordola), Opernsängerin[352][353]
- Pietro Damiani (* 9. Oktober 1933 in Manerbio), Blasorchestermeister und Komponist[354]
- Armin Brenner (* 28. Oktober 1933 in Rheinfelden AG; † 1. Dezember 2004 in Lugano), ehemaliger Direktor der Accademia di Musica della Svizzera Italiana[355]
- Zoltàn Peskò (* 15. Februar 1937 in Budapest), Dirigent, Komponist, wohnhaft in Lugano[356]
- Vladislav Czarnecki (* 12. August 1937 in Ostrava), Violinist, Dirigent, wohnhaft in Lugano[357]
- Marc Andreae (1939), Schweizer Pianist, Dirigent und Komponist, wohnhaft in Lugano
- Mina (1940 ), Sängerin, die auch die schweizerische Staatsbürgerschaft besitzt wohnt in Lugano-Loreto[358]
- Martin Wunderle (* 11. April 1940 in Freiburg im Breisgau; 8. März 2021 in Breganzona), Fagottist, Komponist, spielt in Lugano[359]
- Martha Argerich (1941), schweizerisch-argentinische Pianistin, Ehrenbürgerin von Lugano, spielt oft in Lugano
- Norman Hewitt (* 1943 in London; † 7. Oktober 2017 ebenda), Jazz und Bluesexperte[360]
- Michael Quinn (* 29. Februar 1944 in New London (Connecticut); † 21. Januar 2017), Perkussionist, wohnhaft in Lugano[361]
- Alfio Inselmini (* 8. Januar 1946 in Cavergno), Chorleiter und Komponist, wohnhaft in Lugano[362]
- Mario Venzago (* 1. Juli 1948 in Zürich), Chordirigent, Pianist, Komponist, wohnhaft in Lugano[363]
- Margit Huber (* 19. Juli 1951 in Winterthur), Tanzpädagogin, wohnhaft in Lugano[364]
- Moreno Macchi (* 28. März 1952 in Lugano), Sänger[365]
- Roberto Prandin (* 25. März 1953 in Romanshorn), Flötist und Dirigent, wohnhaft in Lugano[366]
- Giorgio Koukl (* 23. März 1953 in Prag), Sohn des Jiri, tschechischer Pianist und Harfenspieler in Lugano[367]
- Riccardo Garzoni (* 22. Januar 1954 in Zürich), Jazzpianist und Komponist, wohnhaft in Lugano[368]
- Ernesto Molinari (1956), Klarinettist, Komponist, wohnhaft in Lugano
- Antonella Balducci (* 15. November 1957 in Biberist; † 18. August 2019 in Lugano), Opernsängerin, Sopran, wohnhaft in Lugano[369][370]
- Ivo Pogorelich (1958), kroatischer Pianist, spielt in Lugano
- Luisa Castellani (* 10. August 1959 in Mailand), italienische Opernsängerin, Musikpädagogin[371]
- Jörg Wolters (* 1959 in Hamburg; † 12. Oktober in Lugano), Stahlwerker und Strassenmusiker mit seinem Drehorgel in Kanton Tessin, besonders in Lugano, wohnt in Taverne[372][373]
- Fiorenza Cedolins (1966), italienische Opernsängerin, wohnhaft in Lugano
- Claudio Taddei (* 2. Dezember 1966 in Minas; † 9. August 2019 in Lugano), Rockmusiker, Sänger und Maler, wohnhaft in Lugano[374][375][376]
- Pius Baumgartner (1967), Jazz- und Volksmusiker, wohnhaft in Lugano

### Bildende Kunst

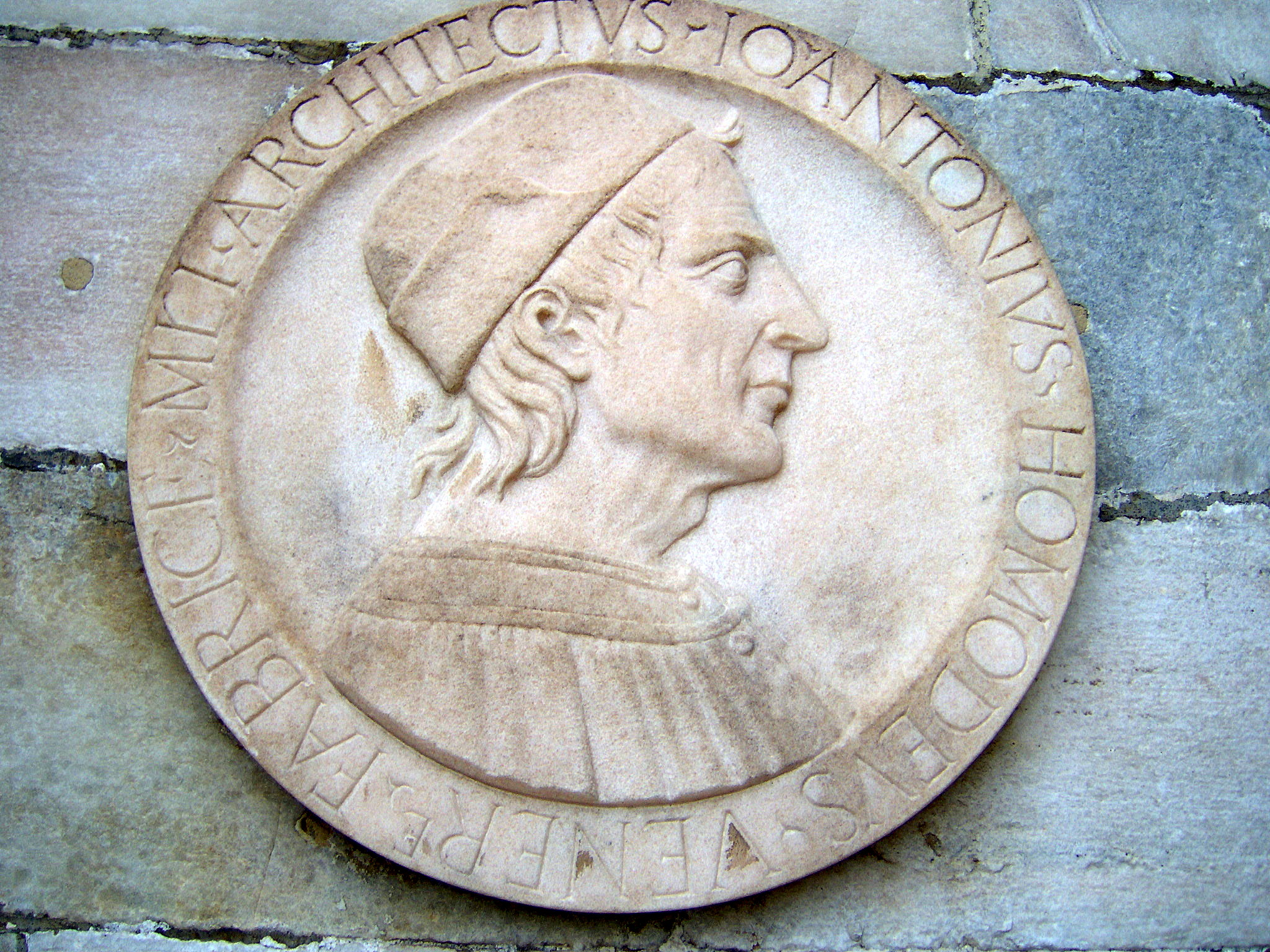
Giovanni Antonio Amadeo Relief, Decke des Mailänder Doms

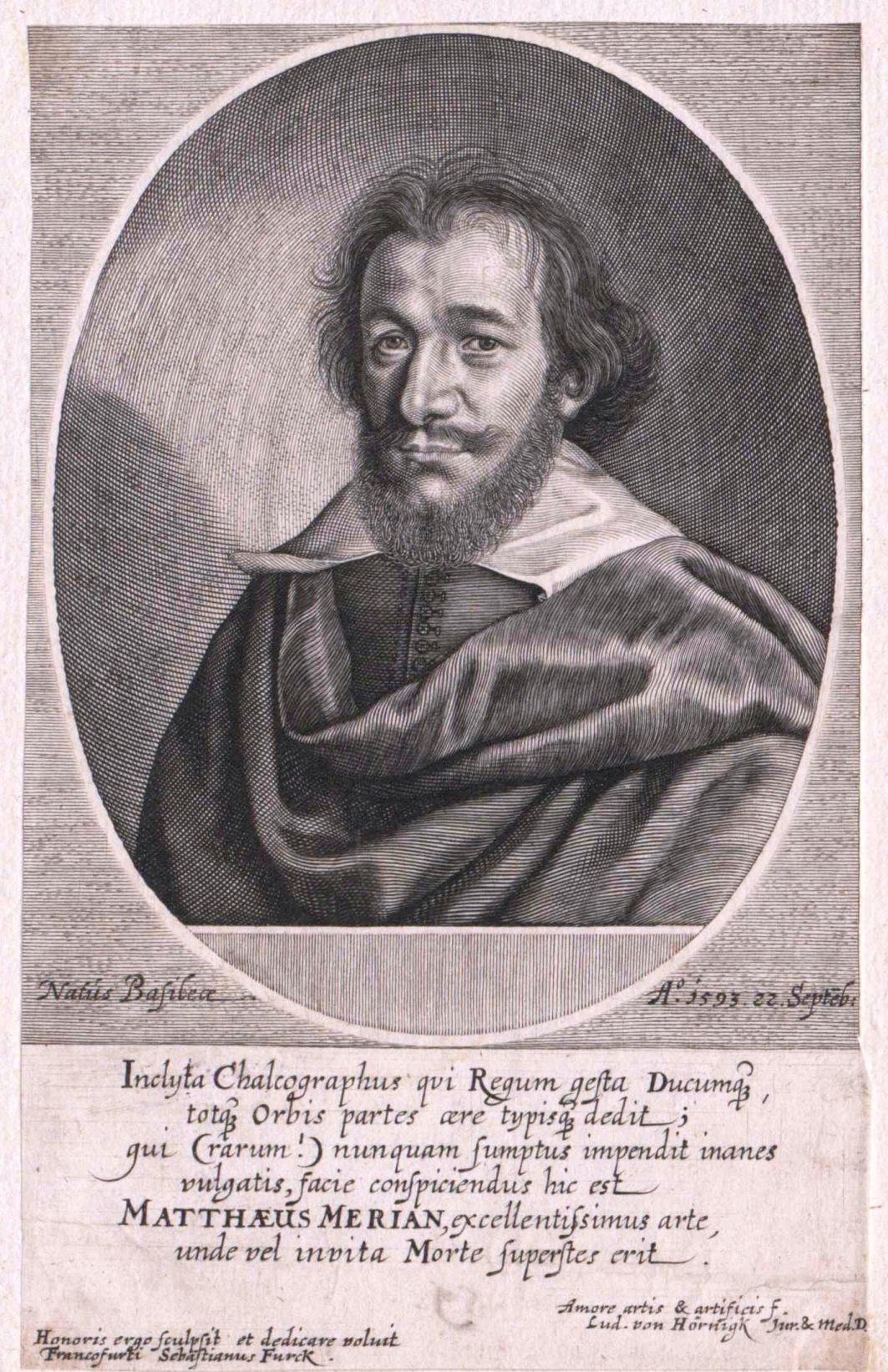
Matthäus Merian, Stich von Sebastian Furck

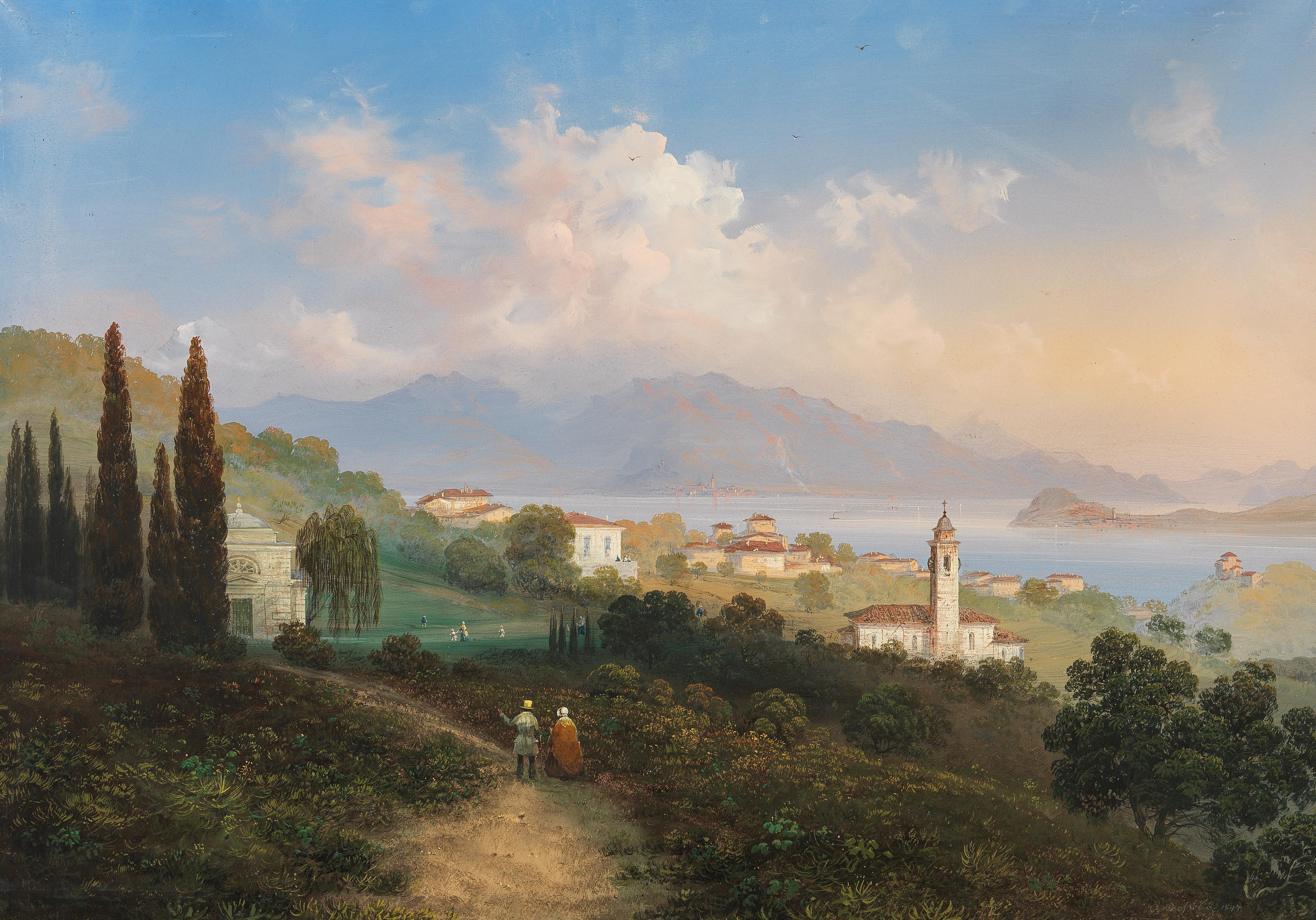
Carlo Bossoli: Ein Blick auf den Comer See und Menaggio, mit Punta di Bellagio auf der rechten Seite (1847)

Adelaide Maraini-Pandiani: Erma und Pomona in Marmor, Privatbesitz, ca. 1890.

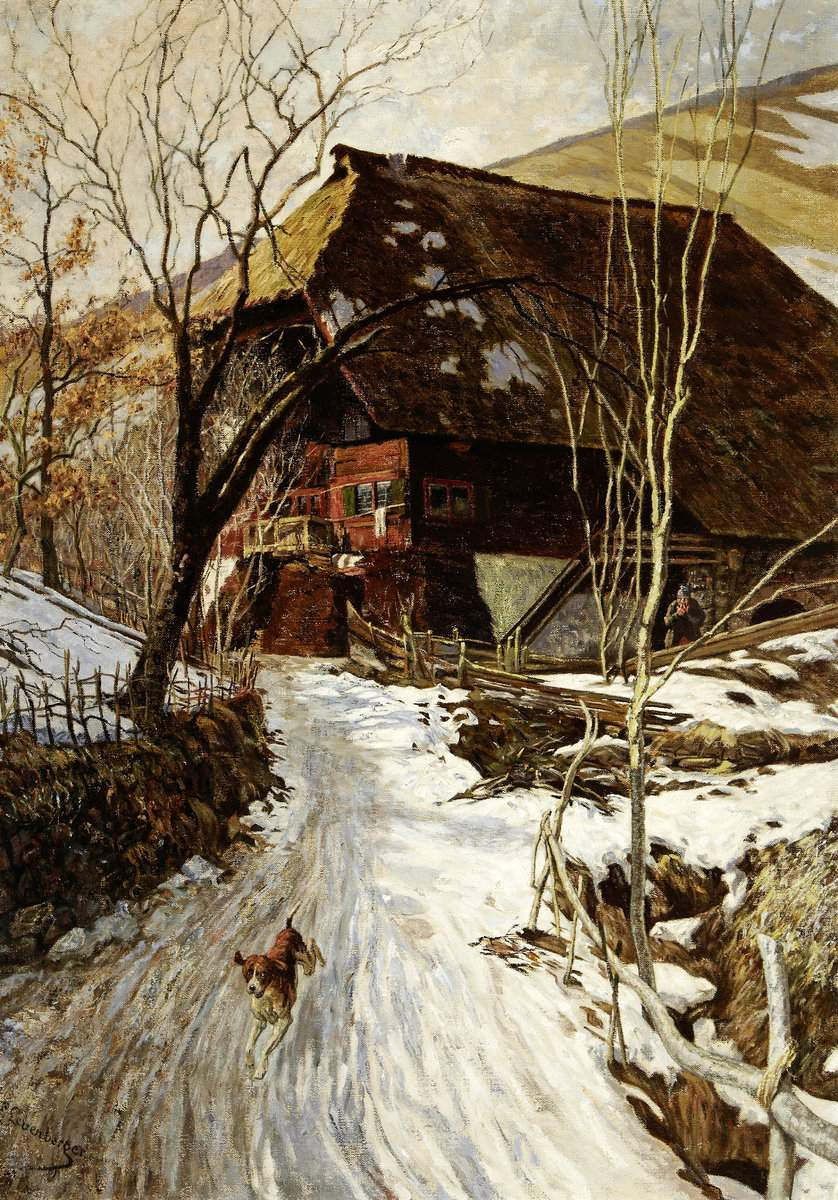
Ernst Otto Leuenberger: Vorfrühling.

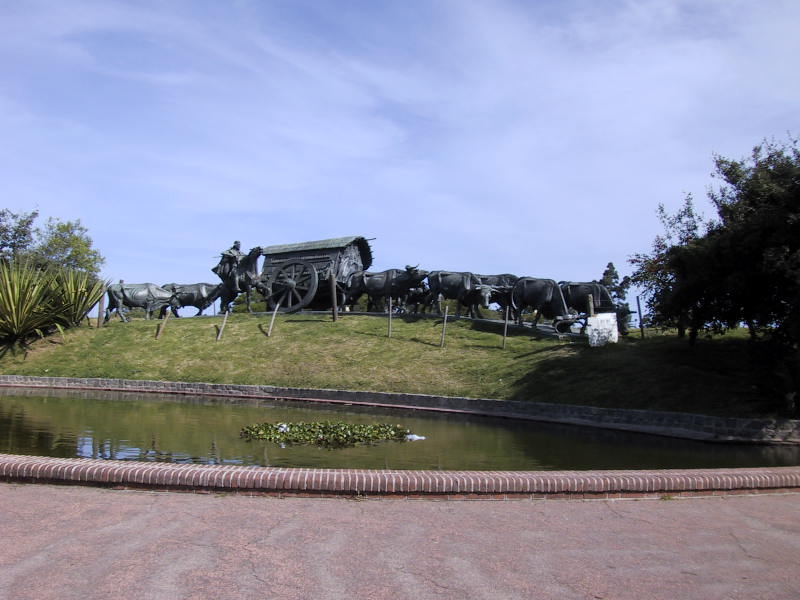
José Belloni: La carreta. Parque Batlle y Ordóñez, Montevideo, 1919.

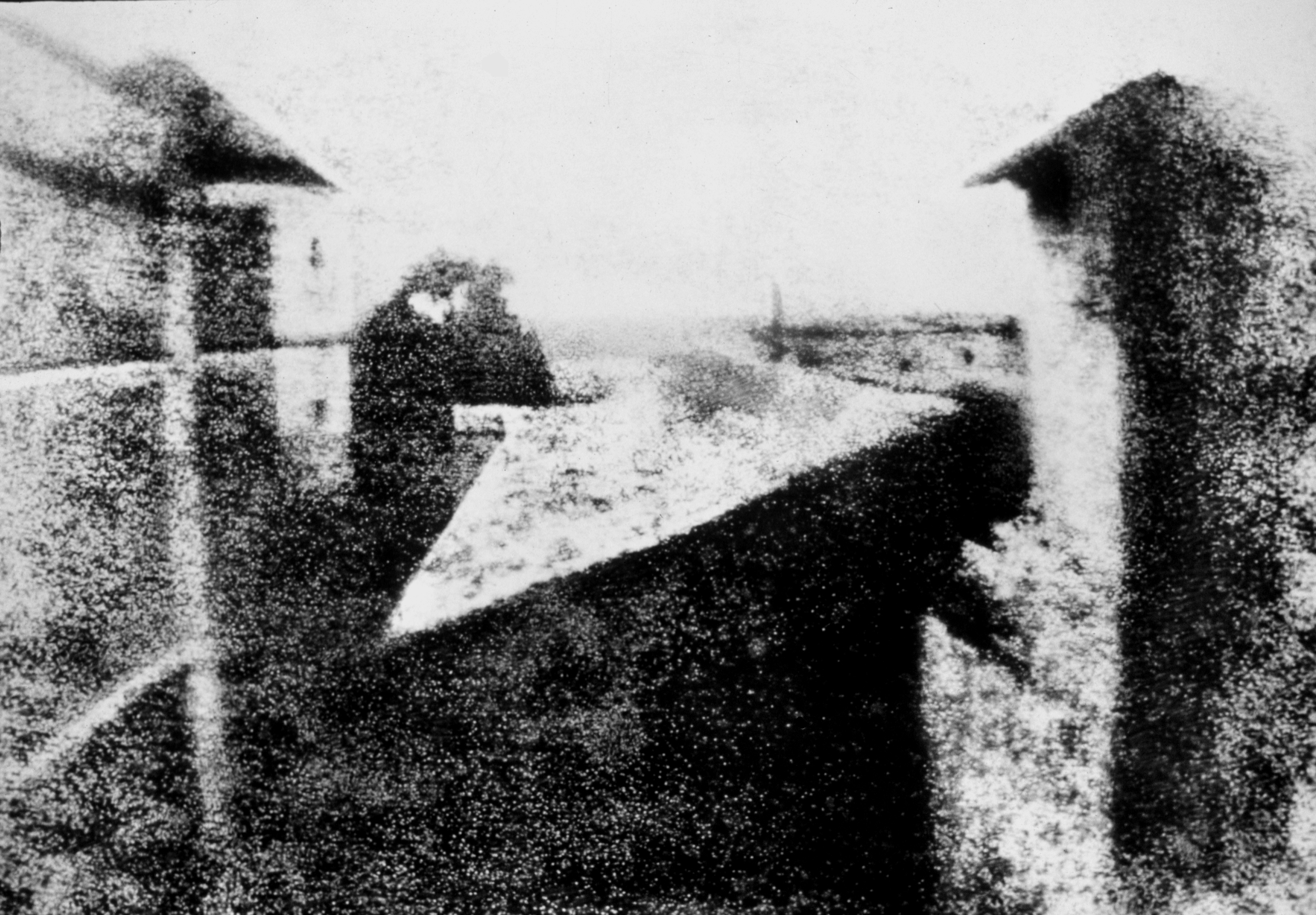
Von Helmut Gernsheim entdeckte erste Fotografie der Welt, erstellt im Frühherbst 1826 von Joseph Nicéphore Nièpce

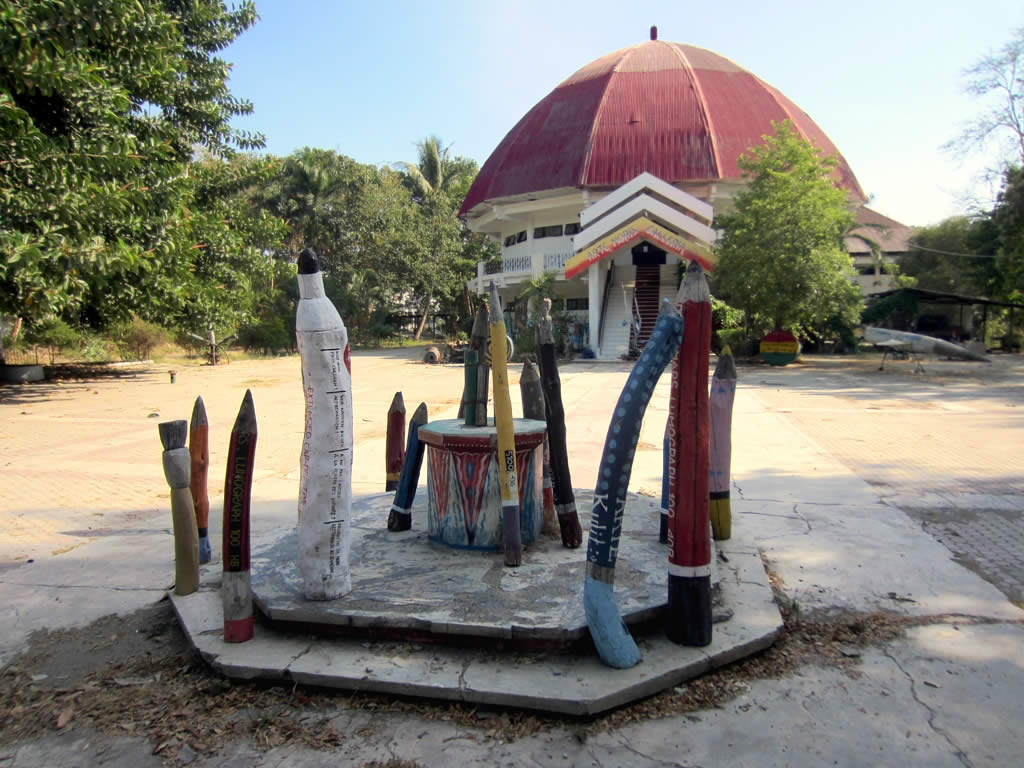
Luca Gansser: Arte Moris. Zentrum der Künstlervereinigung Arte Moris, Osttimor, 2011.

- Cristoforo da Seregno oder da Lugano (* um 1425 in Seregno, erstmals erwähnt 1448 in Lugano; † nach 1492 ebenda), Kunstmaler im Kanton Tessin und Misox, Vertreter der lombardischen spätgotischen Malerei, die im 15. Jahrhundert. Zusammenarbeit mit Nicolao seit 1463[377][378]
- Nicolao da Seregno oder da Lugano (* um 1440 in Seregno, erstmals erwähnt 1463 in Lugano; † nach 1500 ebenda), Kunstmaler im Kanton Tessin und Kanton Graubünden, Vertreter der lombardischen spätgotischen Malerei, die im 15. Jahrhundert. Zusammenarbeit mit Cristoforo seit 1463. Von 1465 bis 1482 war er Ratsmitglied in Lugano[379][380]
- Giovanni Muttoni (* um 1440; † nach 1474 in Ferrara?), Bildhauer[381]
- Tomaso Muttoni (* um 1442; † nach 1474 in Ferrara?), Bildhauer wirkt 1374 an der Kartause von Ferrara[382]
- Protasio Amadeo (* um 1444–um 1490), Maler[383]
- Giovanni Antonio Amadeo (1447–1522), Bildhauer, Architekt und Ingenieur
- Ambrogio de Muralto (* um 1460 in Muralto; † nach 1487 ?), Maler arbeitete 1487 in der Kathedrale San Lorenzo in Lugano, welche ihm zwei noch ziemlich schwerfällige Fresken, die Verkündigung Mariae und die Heiligen Rochus und Sebastian, verdank[384]
- Giovanni Antonio Codoli/o (* um 1470 in Lecco; † kurz vor 1547 ebenda), italienischer Maler tätig in der Lombardei und im Kanton Tessin. Vielleicht ist er mit dem Meister des Engelchors zu identifizieren, der 1523 einen Freskenzyklus in der Kirche SWanta Maria degli Angioli in Lugano malte.[385][386][387]
- Maestro del Coro degli Angeli (* um 1470 in Lecco ?; † nach 1532 ebenda ?), Maler, Exponent der lombardischen Renaissance-Malerei. Im Jahr 1523 schuf er einen Freskenzyklus im Chor der Kirche S. Maria degli Angeli in Lugano. Möglicherweise identifizierbar mit Giovanni Antonio da Lecco, bekannt als Codolo. Er arbeitete 6. Juli 1532 zusammen mit Bartolomeo Rizzo aus Lugano in der Kirche Santa Maria degli Angioli.[388]
- Rocco da Seregno (* um 1480 in Lugano; † nach 1514 ebenda), Künstler. Ausgebildeter Maler in der Luganeser Werkstatt des Vaters Cristoforo da Seregno. Autor des Freskos mit der Thronenden Madonna im Oratorium von Santa Maria del Casletto in Vaglio (1514)[389]
- Ludwig Ringler (* 1536 in Basel; † 1606 ebenda), Künstler, Glasmaler und Zeichner. Im Jahr 1579 war er Ratsherr in Basel, von 1582 bis 1584 Landvogt von Lugano[390][391]
- Matthäus Merian (1593–1650), Kupferstecher und Radierer
- Ludovico Antonio David (* 13. Juni 1648 in Lugano; † um 1720 in Rom), Maler. Schüler von Francesco Cairo, ab 1665 von Ercole Procaccini dem Jüngeren in Mailand.[392][393][394][395][396]
- Jacopo Rusca (* um 1725 in Torricella; † nach 1770 in Lugano), Maler, er zeichnete sich besonders im Porträtfach aus und liess sich um 1770 in Lugano nieder. Laut Füssli Sohn von Carlo Francesco Rusca[397][398]
- Felice Ferri (* 15. Mai 1807 in Lamone; † 27. März 1883 in Lugano), Zeichner, Kupferstecher[399][400][401][402]
- Ivan Bianchi (* 12. Dezember 1811 in Varese; † 24. Dezember 1893 in Lugano), Maler, Fotograf[403][404][405]
- Carlo Bossoli (1815–1884), Kunstmaler. Maler der Königin von England, reiste in Russland, Schweden, Spanien, wo er Landschaften malte
- Louis Favre (* 4. Dezember 1830 in Genf; † 11. November 1909 in Lugano), Künstler, Maler und Zeichner, schuf Landschaften der Côte d’Azur
- Adelaide Maraini-Pandiani (1836–1917), Bildhauerin schuf Genreskulptur, Werke mit monumentalem Charakter und Friedhofskunst
- Antonietta Bossi-Boselli (* 11. März 1840 in Genf; † 6. Mai 1877 in Lugano), Landschaftsmalerin wohnte in Porza[406][407]
- Cesare Berra (* 4. Februar 1850 in St. Petersburg; † 17. Februar 1898 in Freiburg im Üechtland), Sohn des Architekten Davide Berra, Bildhauer tätig in Lugano[408][409][410][411]
- Ernst Otto Leuenberger (1856–1937) (Bürgerort Rohrbachgraben BE), Maler, Illustrator. Er studierte in München und Karlsruhe, malte Historien-, Genre- und Figurenbilder, Landschaften und Bildnisse
- Edoardo Berta (1867–1931), Kunstmaler, Restaurator
- Gioachimo Galbusera (* 2. April 1871 in Mailand; † 27. Oktober 1944) genannt Raffaello dei fiori, Maler. Im Jahr 1896 gründete er eine Malschule in Lugano. Er schuf Handbücher für Kompositionen mit Blumen und Früchten, Landschaften und Stillleben[412][413]
- Ettore Burzi (* 16. Januar 1872 in Budrio; † 28. März 1937), Bildhauer, Stecher, Zeichner[414][415]
- Mathilde Fierz (* 18. Februar 1873 in Zürich; † nach 1902 in Santiago de Chile), Malerin[416][417]
- Anna Bosshard (* 20. März 1875 in Zürich; † 17. Oktober 1908), Kunstmalerin, Zeichnerin[418]
- Renato Ballerini (1877–1954), Maler, Bildhauer, Illustrator und Journalist
- Angelo Bassi (* 1. April 1878 in Loggio; † 28. Februar 1957 in Lugano), Kunstmaler[419]
- José Belloni (1882–1965), Schweizer Bildhauer in Montevideo, Keramiker, Zeichner und Lehrer. In der Schweiz von 1890 bis 1908. Er schuf Büsten, Grabdenkmäler, Medaillen
- Emilio Brunati (* 20. November 1883 in Mailand; † 16. November 1968 in Lugano), Maler[420]
- Emilio Brignoni (* 10. Oktober 1884 in Turin; † 8. November 1935), Kunstmaler und Dekorationsmaler[421]
- Charles (Karl) Häusermann (* 11. März 1886 in Reinach AG; † 19. Juni 1938 in Lugano), Maler und Zeichner[422]
- Fausto Bernasconi (* 9. Juli 1886 in Muzzano TI; † 30. Mai 1930 in Lugano), Maler[423]
- Karl Ballmer (1891–1958), Philosoph, Kunstmaler und Zeichner
- Maria Perlasca-Caccia (* 23. August 1893 in Montevideo; † 27. März 1963), Künstlerin, Bildhauerin und Malerin. Sie schuf Skulpturen in Stein, Marmor und Bronze[424]
- Guido Tallone (* 1894 in Bergamo; † 1967 in Alpignano), Architekt, Kunstmaler[425]
- Christian Schiefer (1896–1998), Fotograf
- Andreas La Roche (* 5. Juni 1898 in Basel; † 7. Juli 1959), Maler schuf Emailbilder und dekorative Malereien, Landschaften und Wandbilder in der Taufkapelle der Kirche von Ruvigliana[426]
- Hans Gessner (* 10. September 1898 in Aarau; † 1. April 1986), Maler, Bildhauer und Lehrer[427]
- Filippo Boldini (* 13. November 1900 in Paradiso; † 28. Oktober 1989), Kunstmaler, Freskomaler, Mosaikarbeiter[428][429][430][431]
- Maria Pospisilova (* 26. August 1901 in Turnov; † 17. Januar 1974), Künstlerin. Malerin und Keramikerin böhmischer Herkunft. Mitglied der von Karel Teige geleiteten Surrealistengruppe in Prag. Nach einem Aufenthalt in Zürich von 1946 bis 1949 ließ sie sich in Lugano nieder.[432]
- Sonja Markus-Salati (* 18. Juli 1902 in Zürich; † 1993 in Lugano), Tänzerin und Malerin[433]
- Antonio Chiattone (* 9. März 1904 in Mailand; † 13. Juni 1957), Sohn des Gabriele, Kunstmaler[434]
- Giordano Passera (* 1. Februar 1906 in Agno; † 23. September 1960 in Lugano), Maler und Restaurator[435]
- Aldo Patocchi (1907–1986), Xylograph, Journalist, Direktor des Zeitschriftes Illustrazione Ticinese
- Vera Haller (Fitzsimmons) (1910–1991), Malerin, Aktionskünstlerin, Druckgrafikerin und Zeichnerin
- Enrico Ciuti (* 1910 in Mailand; † 1991 in Lugano), Bühnenbildner, Maler und Bildhauer, heiratete Nena Airoldi und wohnte in Agra[436]
- Fernando Lardelli (* 10. September 1911 in Poschiavo; † 3. Januar 1986), Maler, Mosaiker, Illustrator und Zeichner[437]
- Helmut Gernsheim (1913–1995), deutscher Fotograf und Fotografiehistoriker
- Edmondo Dobrzanski (1914–1997), Schweizer Maler, Zeichner und Graphiker
- Gunther Gerzso Wendland (1915–2000), mexikanischer Maler, Drehbuchautor, Szenenbildner und Kostümbildner
- Mario Moglia (* 17. Dezember 1915 in Bedonia; † 9. März 1986) Maler, Kupferstecher, Mosaiker und Zeichner[438]
- Edmund Georg Pielmann (1923–1985), war ein deutscher Maler mit Atelier in Lugano.
- Eva Saary Larroudé (* 28. November 1929 in Balatonkenese; † 26. September 2014), Malerin, Zeichnerin und Schriftstellerin[439]
- Nena Airoldi-Ciuti (* 6. März 1930 in Mailand; † 12. Juli 2003 in Lugano), Bildhauerin, verheiratet mit Enrico Ciuti, ließ sich 1997 in Agno nieder und eröffnete ein Atelier in Bioggio.[440]
- Luciano Gatti (* 21. August 1933 in Parma), Maler, Bildhauer und Restaurator[441]
- Franco Beltrametti (* 7. Oktober 1937 in Locarno; † 25. August 1995), Dichter, Kunstmaler, Architekt und Performer[442]
- Liliane Lijn (* 22. Dezember 1939 in New York City), Malerin und Bildhauerin[443]
- Giuliano Togni (* 3. August 1942 in Mailand), Maler und Bildhauer[444]
- Luca Gansser (1945–2019), Maler, Zeichner, Bildhauer und Grafiker
- Martin Disler (1949–1996), Maler, Zeichner, Bildhauer und Schriftsteller
- Giancarlo Tamagni (* 11. Juni 1940 in Locarno; † 7. Juli 2021 in Pianezzo), aus Sant’Antonio TI, Maler, Graphiker, Bildhauer und Dozent[445][446]
- Claudio Taddei (* 22. Dezember 1966 in Minas; † 9. August 2019 in Lugano), Urenkel von Luigi Taddei, Künstler, Maler und Musiker, ausgebildet an der Schule der Schönen Künste in Montevideo.[447]
- Andrée Julikà Tavares (* 26. März 1971 in Paris), Künstlerin, Autorin von Installationen, Fotografin und Filmemacherin. Seit 2007 Zusammenarbeit mit Gianluca Monnier (Parapluie). Sie wohnt in Lugano.[448]

### Baumeister, Architekten, Ingenieure

Pasquale Lucchini

- Domenico da Bedigliora (* um 1390 in Bedigliora; † nach 1425 ebenda), Baumeister, Architekt baute 1425 in Lugano den Pretorio im Auftrag des Grafen Giovanni Rusca errichtet[449][450][451]
- Giovanni Antonio Amadeo (1447–1522), Bildhauer und Architekt
- Giacomo Moraglia (1791–1860), Architekt baute u. a. das Regierungsgebäude von Lugano und das Teatro Sociale in Bellinzona
- Pasquale Lucchini (1798–1892), Ingenieur und Politiker
- Angelo Somazzi (1803–1892) war ein Schweizer Ingenieur, Architekt, Politiker und Journalist
- Giuseppe Bernardazzi (Junior) (* 2. August 1816 in Pambio; † 15. Januar 1891), Architekt und Maler[452][453]
- Luigi Ferrazzini (* 17. Februar 1822 in Mendrisio; † 19. Juli 1893 in Lugano), Architekt in St. Petersburg, Ritter des Sankt-Stanislaus-Ordens[454]
- Theodor Gohl (* 22. März 1844 in Aarberg; † 1. Oktober 1910 in Basel), Architekt, baute den Postpalast in Lugano[455]
- Clodomiro Bernardazzi (* 1848 in Pambio; † 18. November 1930 in Lugano), Ingenieur, Professor der Mathematik am kantonalen Lyceum von Lugano, Bergbaudirektor von Griechenland[456]
- Rocco Gaggini (* 16. August 1852 in Gentilino; † 20. Mai 1930 in Lugano), Ingenieur tätig in Athen, La Spezia, Engelberg und Lugano[457]
- Giovanni Galli (* 27. November 1853 in Gerra (Gambarogno); † 24. Mai 1920 in Lugano), Ingenieur, Präsident der Tessiner Sektion des Schweizerischen Ingenieur- und Architektenvereins (SIA)[458]
- Otto Maraini (1863–1944), Architekt und Politiker
- Ferdinando Bernasconi (* 28. Januar 1867 in Carona; † 15. Oktober 1919 in Roveredo (Gemeinde Capriasca), von Calprino (Gemeinde Paradiso)), Tessiner Kantonsarchitekt tätig in Locarno, Mendrisio und Lugano[459]
- Antonio Amadò (* 25. September 1872 in Bedigliora; † 10. April 1964 in Lugano), Baumeister, Unternehmer, baute den Palast Amadò in Molino Nuovo
- Bernardino Ramelli (* 28. Juni 1873 in Grancia; † 29. Oktober 1930 in Lugano), Architekt des Jugendstils baute in Lugano die Paläste Censi, Airoldi, das Spital Pio Rezzonico, und andere Bauten in Italien und Frankreich[460][461]
- Paolito Somazzi (1873–1914), Schweizer Architekt
- Enea Tallone (* 7. Februar 1876 in Mailand; † 3. Mai 1937 in Lamone), italienischer Architekt baute in Lugano und Bellinzona. Er ist im Friedhof von Lamone begraben[462]
- Giuseppe Bordonzotti (* 3. November 1877 in Madonna del Piano (Gemeinde Croglio); † 17. April 1932 in Lugano), Architekt[463][464]
- Ezio Somazzi (* 1879 in Barbengo; † 1934 in Lugano), Architekt[465]
- Augusto Guidini Junior (* 1895 in Barbengo; † 1970 in Lugano), Architekt[466][467]
- Enrico Orfeo Amadò (* 16. März 1908; † 16. Juli 1979 ebenda), Architekt[468]
- Rino Tami (1908–1994), Architekt
- Ermanno Briner (* 21. Februar 1918 in Zürich; † 25. Juni 2005), Doktor der Experimentalphysik[469]
- Rolf Georg Otto (* 30. April 1924 in Bombay (seit 1997 Mumbai); † 6. Januar 2003 in Liestal), Architekt errichtete das Kongresszentrum Lugano[470]
- Vittorio Ghidella (1931–2011), italienischer Automobilingenieur
- Franco Pessina (1933–2021), Architekt und Hochschullehrer
- Mario Campi (1936–2011), Architekt und Universitätsprofessor
- Luigi Ferrari (* 1937 in Ludiano ?; † 5. März 2020 in Lugano), Ingenieur, Agronom, Gründer des Zentrums Uomo Natura in Acquacalda (Olivone), Ehrenpräsident der Società Svizzera per l’Energia Solare SSES[471]
- Marco Krähenbühl (* 1941 in Sorengo; † 10. Januar 2025 in Lugano), Architekt, studierte Architektur an der ETH Zürich, Dozent für Architektur (1983–1997) und dann Dozent für architektonische Gestaltung (1997–1999) an der Scuola Universitaria Professionale della Svizzera italiana (SUPSI), Politiker (SP), Tessiner Grossrat (1971–1982)[472]; von 2005 bis 2017 war er Mitglied der kantonalen Kulturgüterkommission.[473][474]
- Giovanni Ferrini (* 1943 in Frasco ?), Architekt der ETH Zürich (1970), entwirft das Altersheim La Piazzetta in Lugano-Loreto (1994), restauriert mit dem Architekten Franco Pessina die Kathedrale san Lorenzo von Lugano (2017), wird für seine Verdienste zum Komtur des päpstlichen Gregoriusorden ernannt (2018)[475]
- Nello Jametti (* 28. Dezember 1943 in Ponto Valentino; † 19. März 2012 in Giubiasco), Ingenieur, ehemaliger Direktor der Aziende Industriali Luganesi (AIL)[476]

### Unternehmer, Herausgeber, Drucker, Verleger, Übersetzer

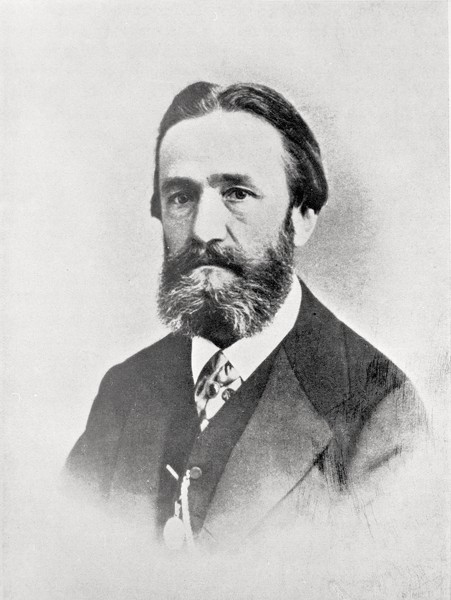
Paul von Derwies

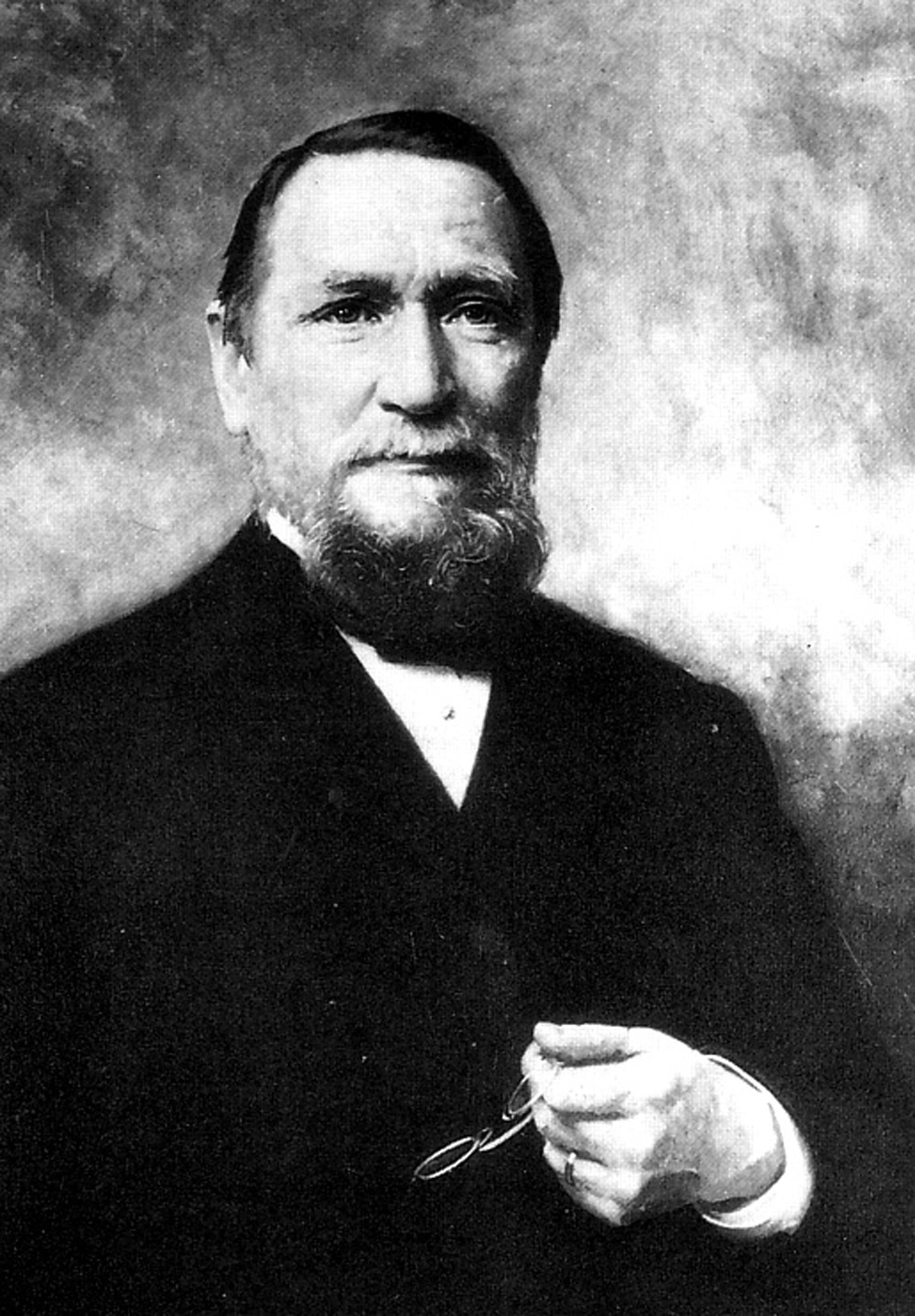
Wilhelm Anton Riedemann

- Giovan Battista Agnelli (* 1706 in Mailand; † 6. April 1788 ebenda), Verleger und Drucker[477]
- Giovanni Grillenzoni (1796–1868), Politiker und Unternehmer
- Alexander Béha (* 25. Februar 1821 in Unterkirnach; † 3. März 1901), Unternehmer, Hôtelier, Publizist[478][479]
- Paul von Derwies (1826–1881), Pianist, Russischer Eisenbahnunternehmer
- Enrico de Martini (* 1838 in Grancia; † 1886 ebenda), Unternehmer und Politiker, er wohnte in Lugano[480]
- Karl Schnyder von Wartensee (* 1839 in Luzern; † 1894 in Castagnola), Unternehmer[481]
- Wilhelm Anton Riedemann, seit 1917 von Riedemann (1832–1920), deutscher Kaufmann und Unternehmer
- Gerolamo Battista Gargantini (* 5. November 1861 in Gentilino (heute Gemeinde Collina d’Oro); † 4. Mai 1937 in Lugano), Unternehmer, liess er in Lugano am Seeufer die Palazzi Gargantini errichten[482]
- Eugenio Balzan (1874–1953), italienischer Journalist und Unternehmer
- Jakob Hegner (1882–1962), österreichischer Drucker, Verleger und Übersetzer
- Beniamino Burstein (* 1905 in Bern; † 1972 in Lugano), Forscher und Editor der Codex palaeograficus Helvetiae subalpinae. (1957)[483][484]

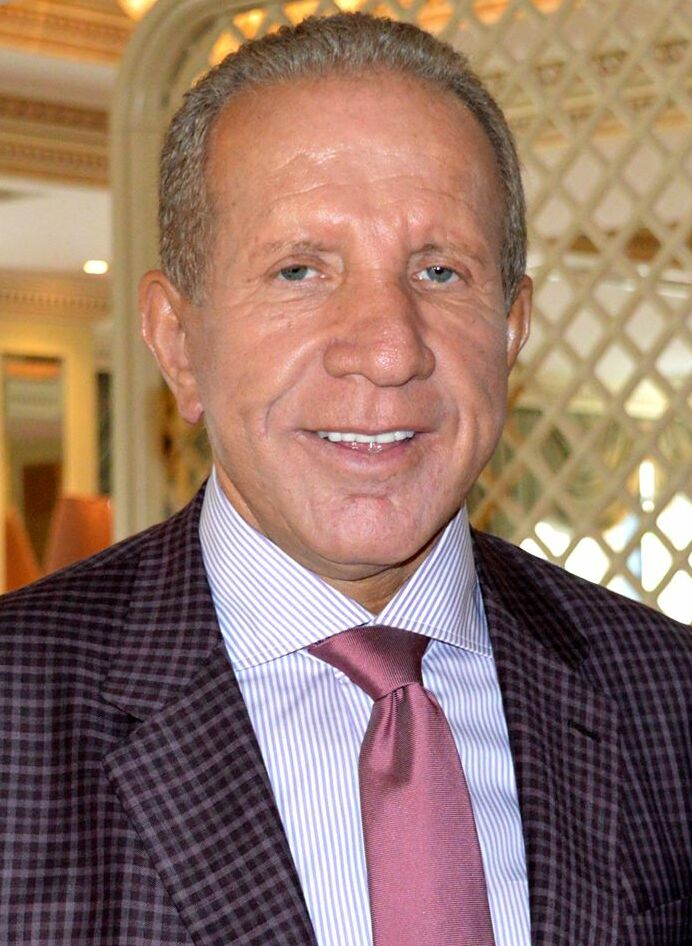
Behgjet Pacolli (2015)

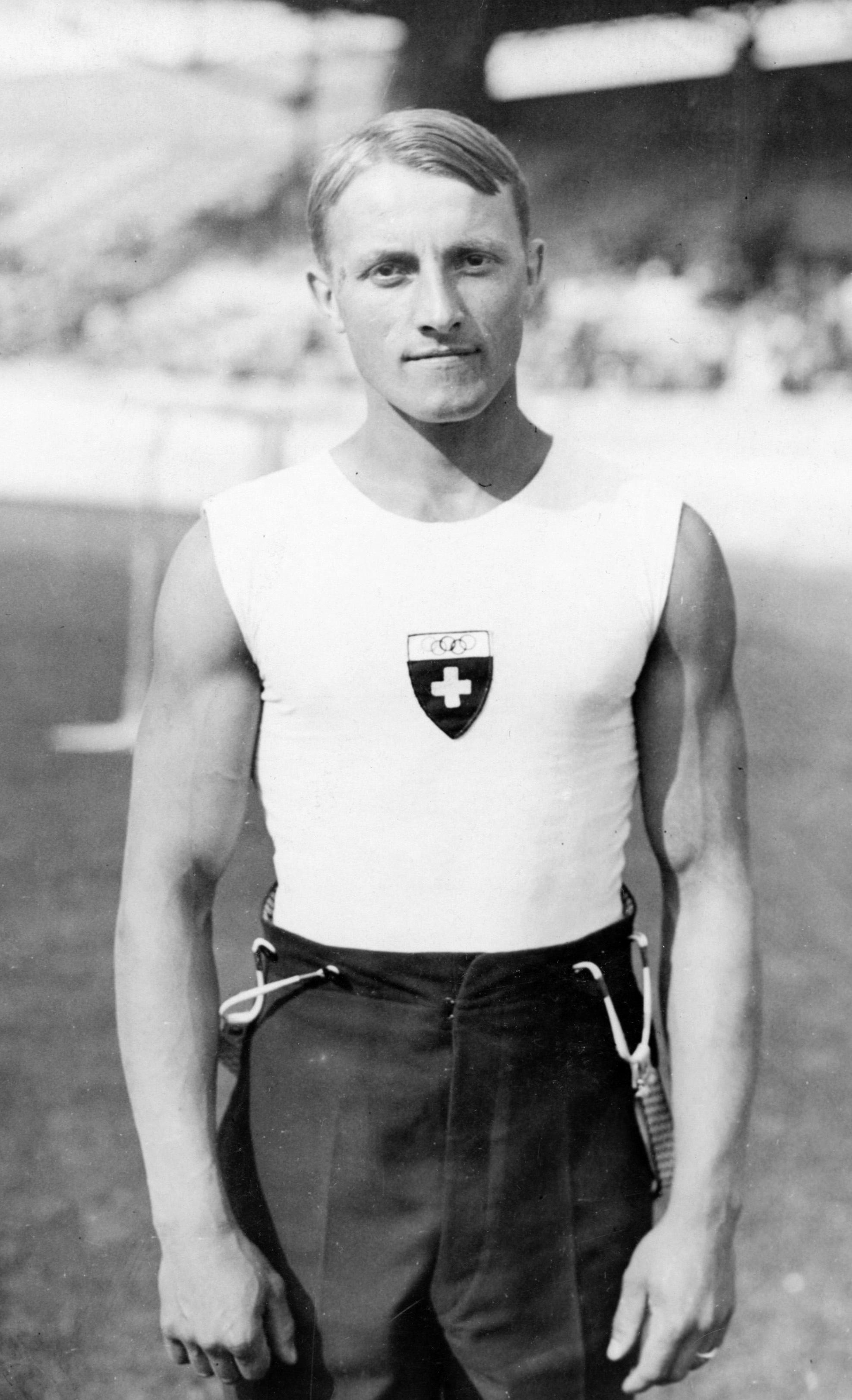
Georges Miez

Michela Figini

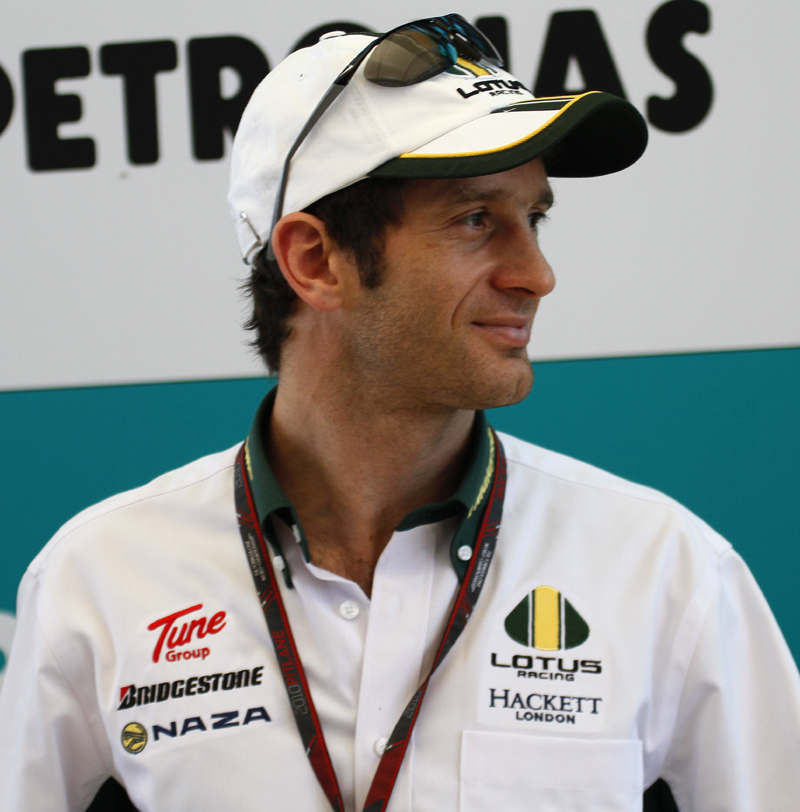
Jarno Trulli 2010

- Roberta di Camerino (* 8. Dezember 1920 in Venedig; † 11. Mai 2010 ebenda), italienische Unternehmerin[485]
- Sergio Mantegazza (1927–2024), Unternehmer, Mitgründer des Reisebüros Globus in Lugano[486]
- Geo Mantegazza (* 12. November 1928 in Lugano; † 10. Oktober 2024 ebenda), aus Mendrisio, Bruder von Sergio, Immobilienunternehmer, Präsident des Hockeyclubs Lugano[487]
- Aniello Lauro (* 1940 in Sorrento; † 26. Februar 2008 in Lugano), Hoteldirektor[488]
- Behgjet Pacolli (1951) kosovarisch-schweizerischer Politiker und Unternehmer
- Emmanuel Lemelson (alias Gregory Manoli) (* 29. Juni 1976 in Phoenix (Arizona)), orthodoxer Priester, Manager, Unternehmer[489]

### Sportler
- Paul Sturzenegger (1902–1970), Fussballspieler
- Georges Miez (1904–1999), Turner und bisher erfolgreichster Olympiateilnehmer der Schweiz.
- Alessandro Frigerio (1914–1979), Fussballspieler
- Yogi Bough (* 1923 auf den Amerikanischen Jungferninseln; † 19. Mai 2008), Basketballspieler und -trainer[490]
- Otto Luttrop (1939–2017), Fussballspieler
- Nicolaas Marcus Nico van der Voet (* 13. März 1944 in Wassenaar), Wasserballspieler; ab 1969 bei Pallanuoto Lugano[491][492]
- Roberto Morinini (* 18. Juli 1951 in Bellinzona; † 16. März 2012 ebenda), Schweizer Fussballspieler und -trainer[493]
- Pierluigi Tami (1961), Fussballtrainer, Direktor der Schweizer Nationalteams beim Schweizerischen Fussballverband
- Michela Figini  (1966), Skirennfahrerin, Siegerin in der Abfahrt bei den Olympischen Winterspielen 1984 in Sarajevo
- Jarno Trulli (1974), italienischer Automobilrennfahrer